# Genlis
 (juillet 2013).
Pour l’article homonyme, voir Félicité de Genlis.
Genlis [ʒɑ̃lis] est une commune située dans le département de la Côte-d'Or, en région Bourgogne-Franche-Comté.
Ses habitants sont les Genlisiens et les Genlisiennes.

## Géographie
La ville de Genlis est située dans le département de la Côte-d'Or en région Bourgogne-Franche-Comté, et appartient à l'arrondissement de Dijon et au canton de Genlis. L'altitude de Genlis est de 199 mètres au dessus du niveau de la mer. Sa superficie est de 12,08 km2, sa densité de population est de 453,97 habitants par km2.

### Hydrographie
La rivière la Tille et la rivière la Norges sont les principaux cours d'eau qui traversent Genlis. On y trouve également le ruisseau des Creux-Jacques.

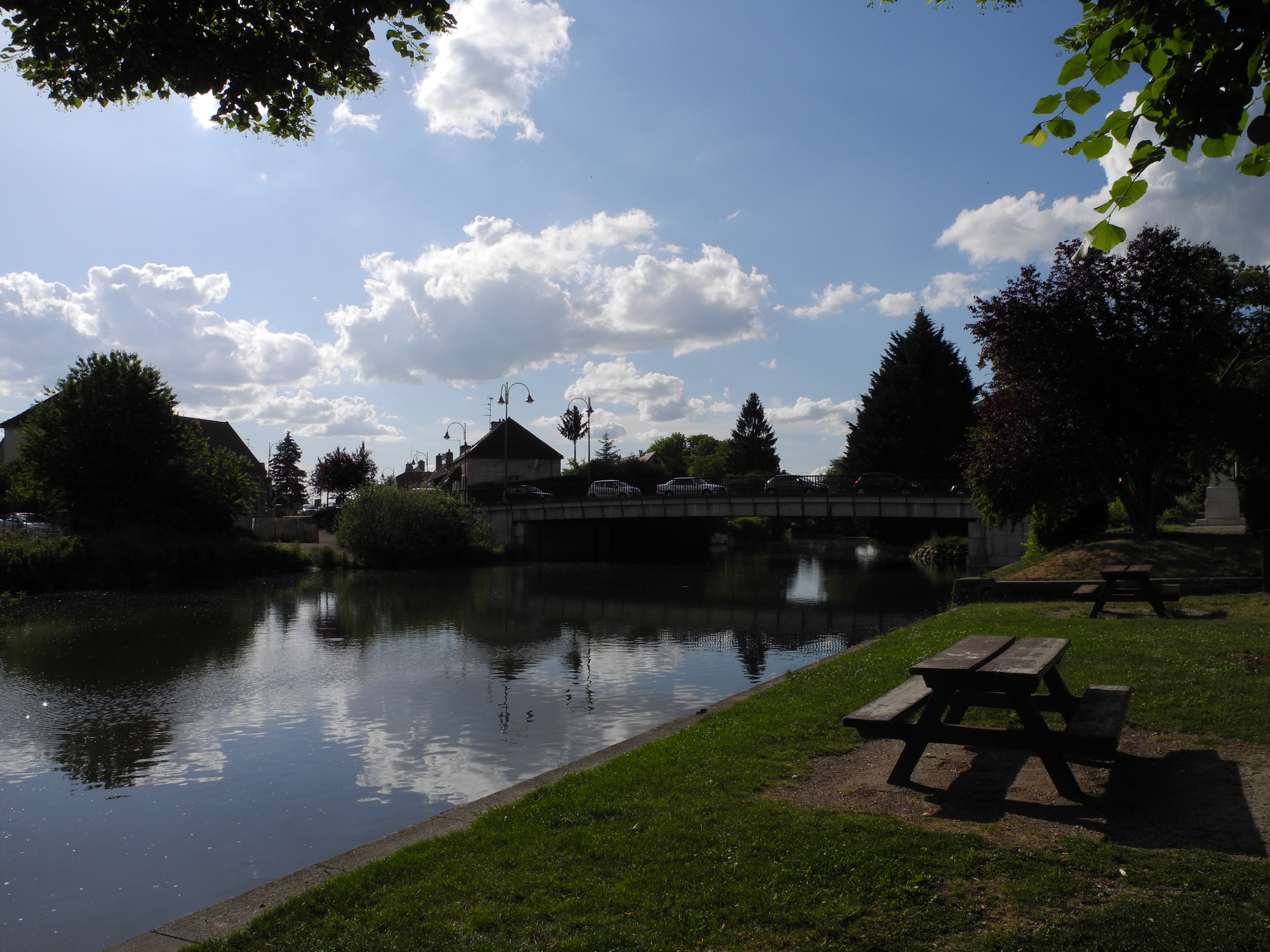
La Norges et le pont de la Norges.
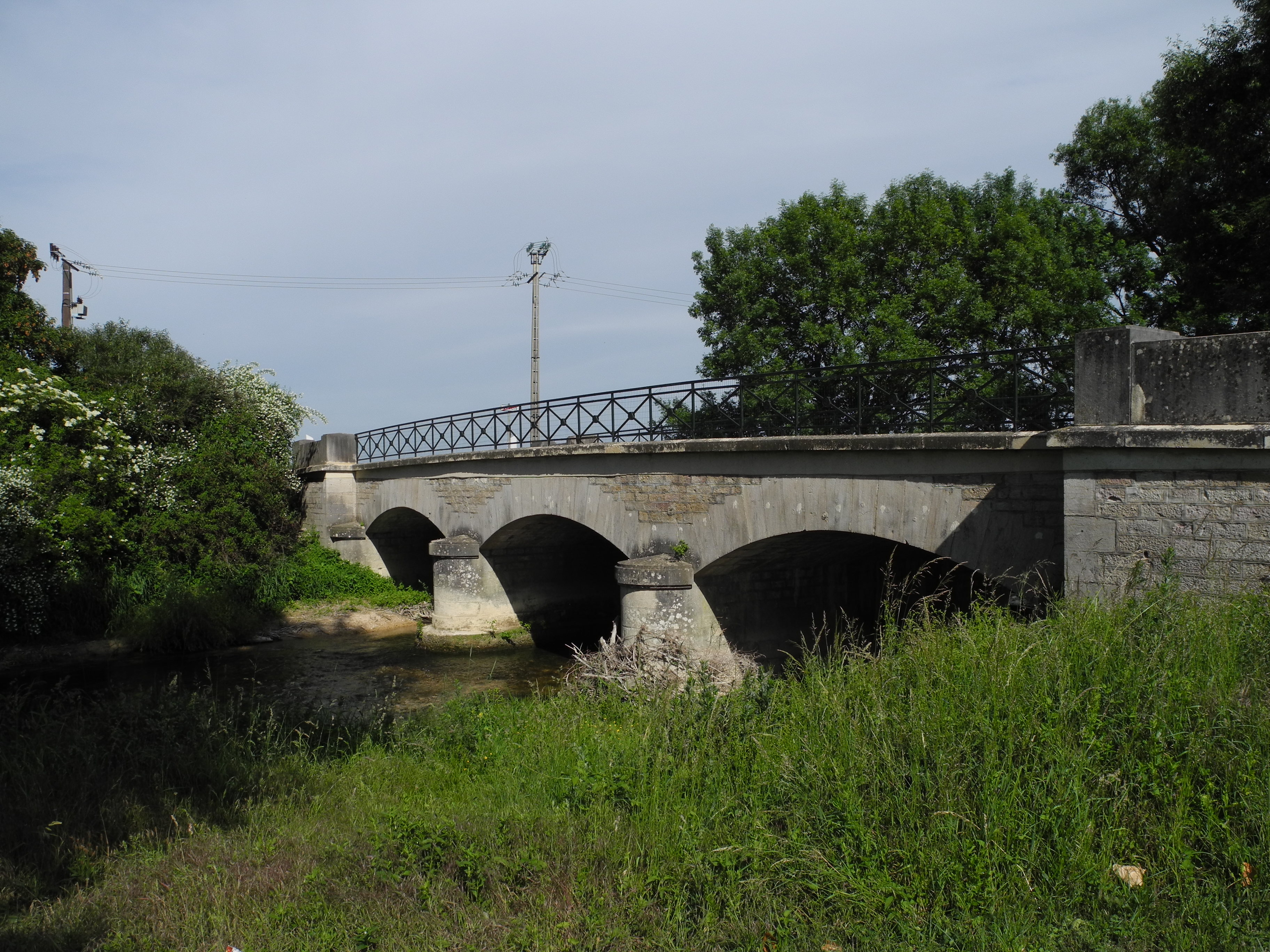
La Tille et le pont de la Tille.
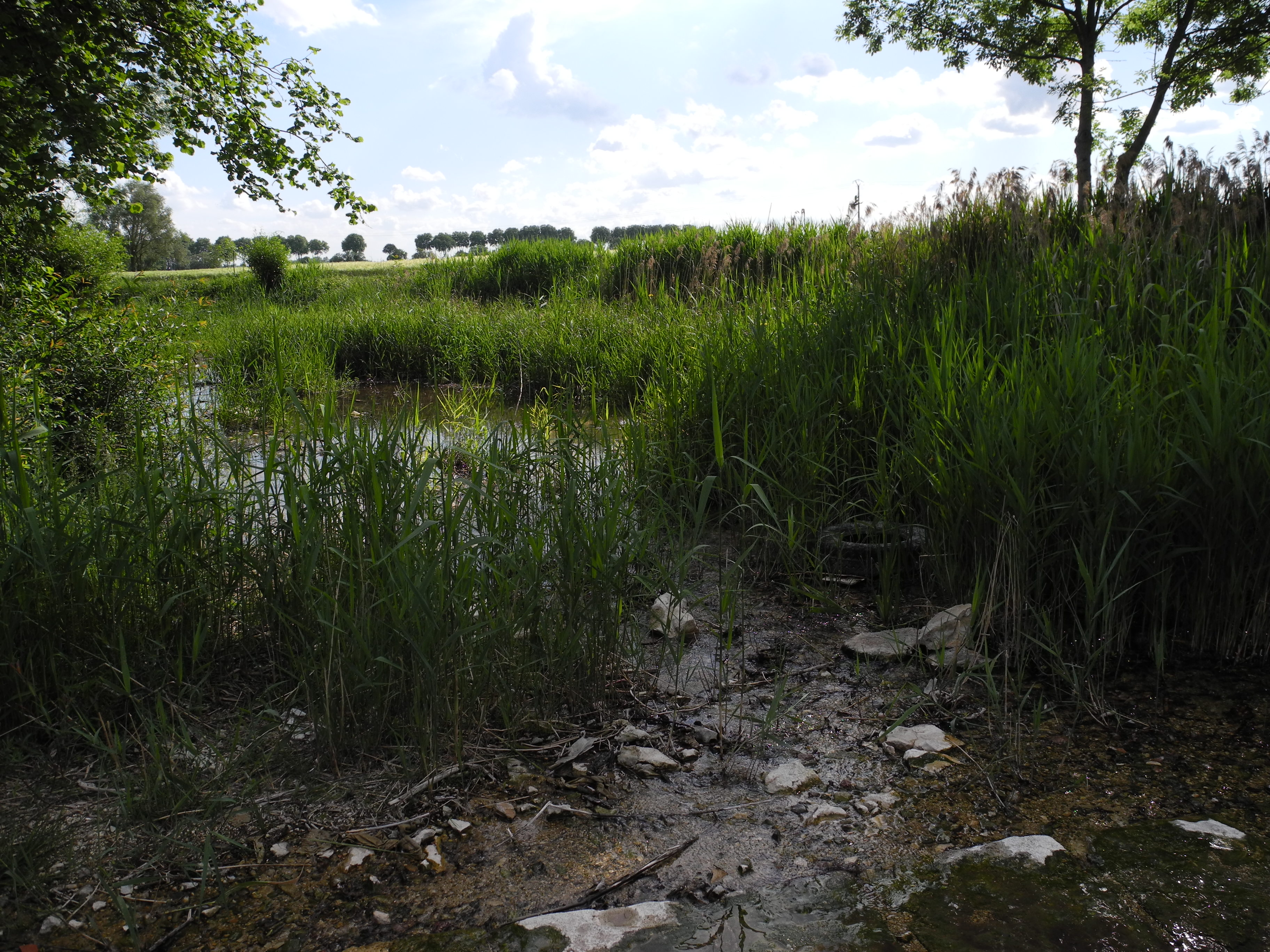
Le ruisseau des Creux-Jacques.
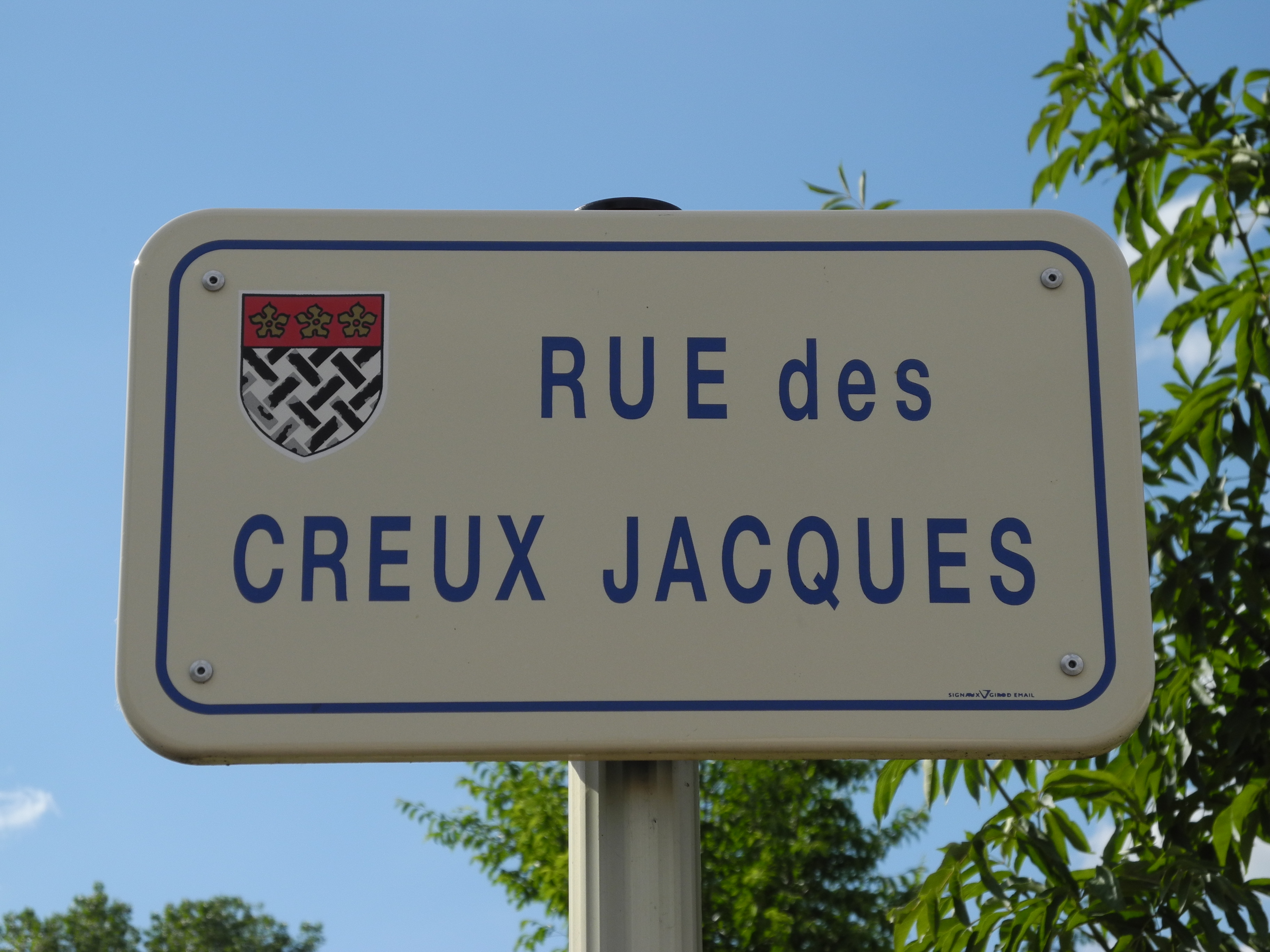

### Communes limitrophes
| Magny-sur-Tille | Izier              | Cessey-sur-Tille                  |
| Varanges        | Genlis             | Labergement-Foigney Beire-le-Fort |
| Tart-le-Bas     | Longeault-Pluvault |                                   |

### Climat
Pour des articles plus généraux, voir Climat de la Bourgogne-Franche-Comté et Climat de la Côte-d'Or.
En 2010, le climat de la commune est de type climat océanique dégradé des plaines du Centre et du Nord, selon une étude du Centre national de la recherche scientifique s'appuyant sur une série de données couvrant la période 1971-2000. En 2020, Météo-France publie une typologie des climats de la France métropolitaine dans laquelle la commune est dans une zone de transition entre le climat océanique altéré et le climat océanique altéré et est dans la région climatique Bourgogne, vallée de la Saône, caractérisée par un bon ensoleillement (1 900 h/an), un été chaud (18,5 °C), un air sec au printemps et en été et des vents faibles.
Pour la période 1971-2000, la température annuelle moyenne est de 10,7 °C, avec une amplitude thermique annuelle de 17,8 °C. Le cumul annuel moyen de précipitations est de 799 mm, avec 11 jours de précipitations en janvier et 7,6 jours en juillet. Pour la période 1991-2020, la température moyenne annuelle observée sur la station météorologique de Météo-France la plus proche, « Dijon-Longvic », sur la commune d'Ouges à 11 km à vol d'oiseau, est de 11,4 °C et le cumul annuel moyen de précipitations est de 743,4 mm,. Pour l'avenir, les paramètres climatiques de la commune estimés pour 2050 selon différents scénarios d'émission de gaz à effet de serre sont consultables sur un site dédié publié par Météo-France en novembre 2022.

## Urbanisme

### Typologie
Au 1er janvier 2024, Genlis est catégorisée petite ville, selon la nouvelle grille communale de densité à 7 niveaux définie par l'Insee en 2022. Elle appartient à l'unité urbaine de Genlis, une unité urbaine monocommunale constituant une ville isolée,. Par ailleurs, la commune fait partie de l'aire d'attraction de Dijon, dont elle est une commune de la couronne,. Cette aire, qui regroupe 333 communes, est catégorisée dans les aires de 200 000 à moins de 700 000 habitants,.

### Occupation des sols
L'occupation des sols de la commune, telle qu'elle ressort de la base de données européenne d’occupation biophysique des sols Corine Land Cover (CLC), est marquée par l'importance des territoires agricoles (73,6 % en 2018), en diminution par rapport à 1990 (77 %). La répartition détaillée en 2018 est la suivante : terres arables (72,2 %), zones urbanisées (15,1 %), zones industrielles ou commerciales et réseaux de communication (8,8 %), espaces verts artificialisés, non agricoles (2,5 %), zones agricoles hétérogènes (1,3 %). L'évolution de l’occupation des sols de la commune et de ses infrastructures peut être observée sur les différentes représentations cartographiques du territoire : la carte de Cassini (XVIIIe siècle), la carte d'état-major (1820-1866) et les cartes ou photos aériennes de l'IGN pour la période actuelle (1950 à aujourd'hui).

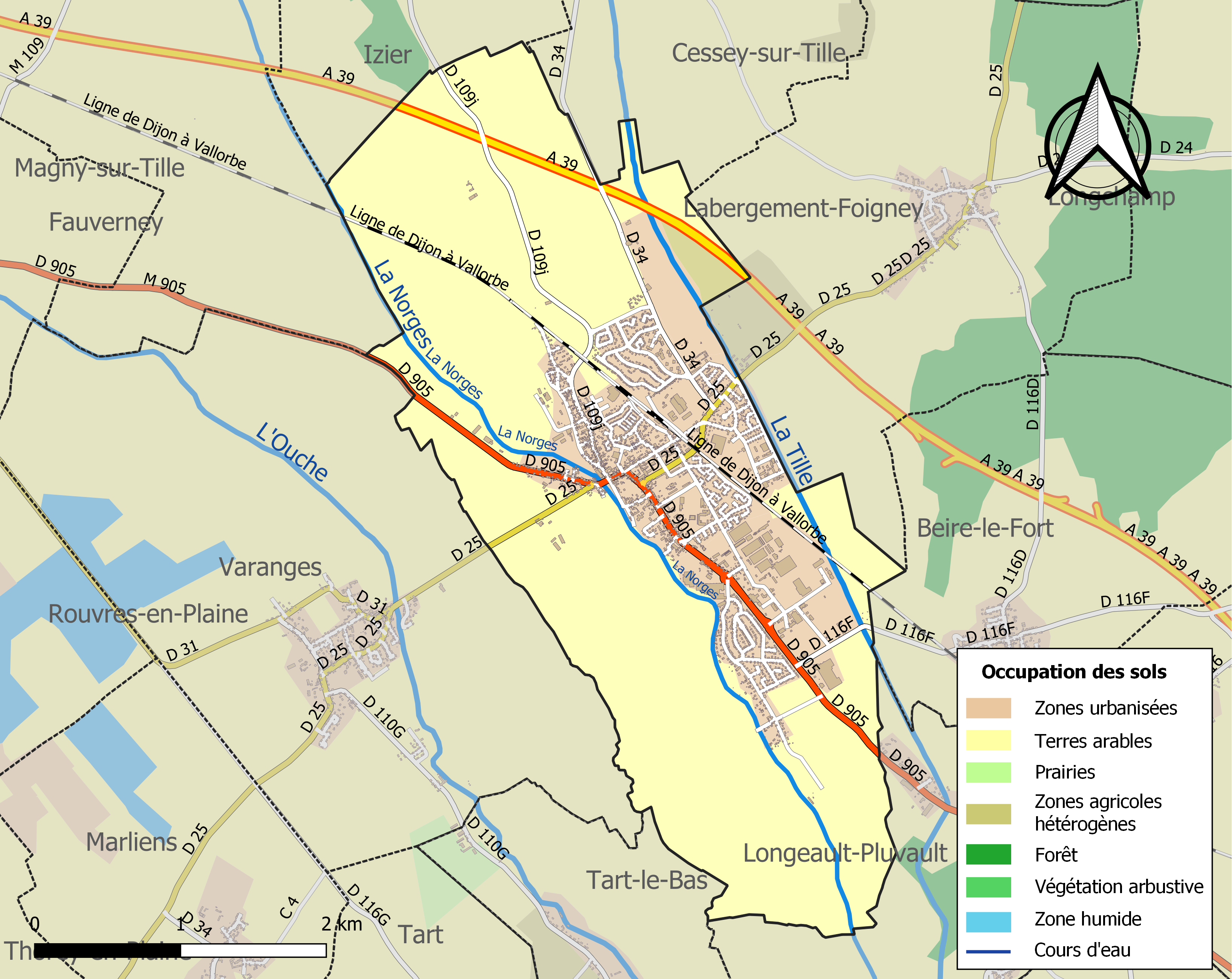
Carte des infrastructures et de l'occupation des sols de la commune en 2018 (CLC).

## Toponymie
En 867, Genlis s'écrit Gediacensis finis, dont l'origine vient peut-être du nom d'un Gallo-romain appelé Aegidius ou Genelius, l'ancêtre du prénom Gilles car le D d'origine grecque devient souvent L en latin.
La ville de Genlis n'a pas toujours été connue sous ce nom. Différents cartulaires, ceux des abbayes de Saint-Bénigne (future cathédrale), de Tart, de Clairvaux, de Cîteaux, différentes chroniques dont celles de Bèze et de Saint-Bénigne ainsi que les archives départementales offrent des renseignements sur l'évolution de son nom à travers les âges. À l'époque carolingienne Genlis s'appelait Getliacus, Gediacensis finis en 867, Gilniacensis finis en 868, Janlint vers 1060, Genliacensis finis au XIe siècle, Genlé, Genleium en 1132, Genleio en 1180, Janlée en 1191, Jamleium en 1234, Genlliacum en 1235, Janli en 1236, Genllé en 1238, Janleium en 1248, Genlerum en 1249, Janlé en 1260, Janleyum en 1297, Genleyum en 1285, Janley en 1290, Jenlleium en 1297, Jamley en 1360, Jamleyum au XIVe siècle, Janly en 1498, Janlis en 1637, Jenlis en 1666, Janlys en 1679, Jeanlis en 1685, Jeanly en 1728, Genlis ou Janly en 1783. Genlis semble avoir été définitivement adopté à la fin du XVIIIe siècle.

## Histoire

### Premières mentions écrites
La première mention écrite de Genlis date approximativement de 866. Une mention est faite de Finis Genliacensis (finage de Genlis) dans les chroniques de Saint-Bénigne à l'occasion d'une "Malle" ou "Placite" public, tenue à Lux. Il s'agissait d'une assemblée politique composée des principaux fonctionnaires - évêques, comtes, abbés - qui assistaient le roi de leurs conseils. Ces placites se tenaient en mai ou en octobre.
La deuxième plus vieille mention de Genlis se situe aux environs de 1060. Berno, de Genlis, donne à Saint-Pierre de Bèze une propriété qu'il possède au village de Coriant (qui a aujourd'hui disparu), s'en réservant le revenu sa vie durant. Ce n'est pas un seigneur, mais un simple propriétaire fermier (villicus Janlint Villae) comme le souligne l'acte en latin : « Notum sit omnibus praesentibus et futuris, quod Berno villicus Janlint Villae, quoddam alodum juris sui, quod jacet in villa Coriaut dicta, ea condicione dedit S. Petro, et propria manu super altare misit, ut ipsius alodi usuarium fructum retineret tempore vitae suae : post discessum vero vitae ad locum sancti Petri rediret cum omni integritate. Hujus donationis, quam viva voce fecit, vivos testes adhibuit; quorum nomina haec sunt : Odilo Praepositus, Rodulfus, Dado, Aldo, Ewardu ».

### Époques romaine et gallo-romaine
L'occupation du site de Genlis remonte aux Romains. Une présence militaire à Genlis est attestée sous la forme d'un poste retranché qui serait le point de départ d'une voie romaine, dite Chemin des Romains, ou d’une chaussée Brunehaut. En 1973, une villa gallo-romaine à Genlis est découverte par prospection aérienne : "à l'intérieur du castrum gallo-romain, reconnu grâce à ses tours d'angle et à sa double enceinte, des traces éparses de bâtiments simples, composés pour la plupart d'une seule pièce, sont apparues au milieu de lignes désordonnées d'époques plus récentes. Ces bâtiments pourraient être ceux d'établissements ruraux à proximité de la forteresse ?". Le Chemin des Romains reliait Genlis à Arceau. Sur ce tronçon de voie, de nombreuses découvertes archéologiques ont été faites, notamment à Izier, Cessey-sur-Tille, Bressey-sur-Tille et Arc-sur-Tille. Arc-sur-Tille se trouvait alors au point d'intersection du Chemin des Romains venant de Genlis, avec la voie romaine Besançon-Alise-Sainte-Reine, en direction d'Alise. Une statuette en bronze du haut-empire et deux statuettes de Mercure ont été retrouvées lors de fouilles. Bressey-sur-Tille se situait sur la voie se dirigeant sur Arcelot au nord et Genlis au sud. Finalement, le "Chemin des Romains" rejoignait le village d'Arceau à proximité duquel passait la voie romaine de Dijon à Mirebeau.
Les fouilles archéologiques des lieux-dits « le Johannot » et « la Voie romaine » entre Genlis et Izier ont révélé des vestiges datant de la Tène Finale. La période gallo-romaine est représentée par les restants d'une nécropole à incinération (Ier siècle apr. J.-C.) située sur « Le Johannot ». Plusieurs vases et monnaies gauloises ont été mis au jour en bordure de "la Voie romaine". Des tessons de céramiques gauloises et d'amphores du Ier siècle av. J.-C. ont été découverts dans un fossé situé à côté des deux premiers sites. C'est entre ces deux sites que les archéologues ont découvert les restes d'un village mérovingien.

### Genlis mérovingien
Au début des années 1990, les travaux d'aménagement de l'autoroute A39 Dijon-Dole mettent au jour les vestiges d'un village mérovingien aux lieux-dits « le Johannot » et « la Borde » sur le territoire de Genlis. Ces fouilles révèlent l'existence de vingt-neuf constructions rectangulaires semi-enterrées en bois, appelées « fonds de cabanes ». Leurs dimensions varient entre 1,80 à 3,30 m de longueur ; 1,70 à 3,60 m de largeur et une surface moyenne de 4 à 8 m2. Leurs fonctions varient aussi : certaines servent de « réserves, de stockage, de réserve, d'abri pour les petits animaux [...] ou encore d'atelier artisanal (tissage, métallurgie, travail du bronze ou de l'os) ».
D'autres types de construction ont été identifiées comme des habitations par les restes de trous de nombreux poteaux. Ces habitations diffèrent en formes et dimensions. On trouve également de petites structures qui pourraient être des greniers sur pieux, des silos qui ont « livré des échantillons de seigle, de blé en grain, de sureau hièble, de poirier, de millet commun, de chou, de morelle noire, mais aussi des plantes sauvages, renvoyant l'image de surfaces cultivées et de prairies (herbes fourragères) ». Ces Genlissiens du VIIe siècle étaient des agriculteurs et des éleveurs comme l'atteste la présence de granges abritant des bœufs, des porcs, mais aussi des caprinés, des volailles et des chevaux. Les dernières structures qui apparaissent forment des fossés, des palissades et des chemins.[réf. nécessaire]
Trois sépultures ont été découvertes lors des fouilles. Le premier squelette est celui d'un « adulte jeune de sexe masculin mesurant environ 1,66 m. [...] Le deuxième individu était inhumé dans la même position à environ 30 à 40 cm du premier. Il s'agissait d'un adulte âgé [...]. De nombreuses lésions dégénératives de type arthrose ont été observées, surtout au niveau des vertèbres. [...] Le sujet portait à la ceinture une plaque boucle en fer paraissant dater de la première moitié du VIIe siècle. Un troisième individu a été dégagé [...]. Il s'agissait d'un sujet jeune (adolescent) du sexe masculin [...] et portait à la ceinture une boucle en bronze datée du VIe siècle ».[réf. nécessaire]
Parmi les objets excavés, on trouve des tessons de céramique provenant de gobelets, d'écuelles, d'oules (marmites), de cruches et de vases. Le mobilier métallique comprend des clous, une clochette, un tisonnier torsadé, des couteaux, etc.

### Période féodale
De la période féodale jusqu'à la Révolution française, qui entraîna la suppression des privilèges, le territoire de Genlis a porté le titre de seigneurie.
Durant la période féodale et jusqu'à la Révolution française,Genlis était une seigneurie, vavassorie du marquisat de Mirebeau, qui dépendant du duché de Bourgogne. Huchey dépendait de Genlis, et Athée et Magny, près d'Auxonne, relevaient de Genlis. Au XVIIIe siècle, Genlis comptait 80 feux et 400 communiants, y compris Huchey.
Au XVIIIe siècle, l'abbé Courtépée, dans sa Description générale et particulière du Duché de Bourgogne, rapporte que sous l'ancien régime, Genlis était également une paroisse du diocèse de Chalon-sur-Saône, archiprêtré de Mailly, vocable de Saint Martin et patronage du prieuré de Saint-Vivant.
Les seigneurs de Janly et les personnages qui possédaient des biens à Genlis jouissaient des droits et privilèges suivants :

#### Hommage

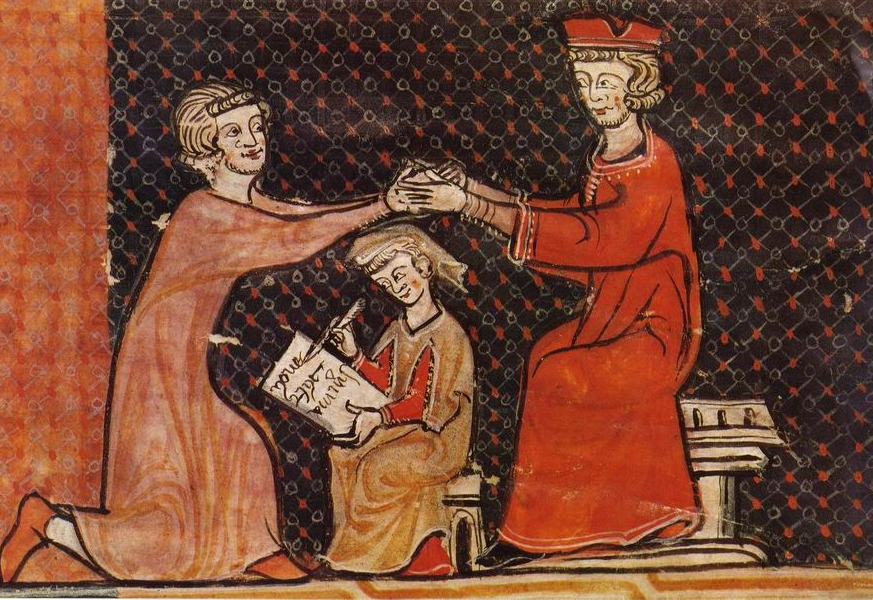
L'hommage seigneurial.

En 1340, le  père Pouçard, abbé de Saint-Étienne de Dijon et propriétaire à Genlis, reçoit l'hommage de Symon, en présence de Raymond de Chailly et Jean Cultivier, de l'église de Dijon et tabellion juré, qui reconnaît qu'il "tenait en fief au nom de sa femme, de l'abbé sus-dit les prés qu'il tient dans une île du finage de Janley, lesquels joignent les prés dudit abbé ; et quant à ces prés mouvant en fief du monastère, Symon, comme vassal et homme dudit abbé au nom du monastère, jura foi et hommage au baiser que lui donna sur la bouche ledit abbé, selon la coutume, lui promettant ainsi fidélité. Ceci fait, ledit abbé a demandé d'en établir un acte officiel qui serait scellé du sceau de l'église de Langres".

#### Droit de gîte
Le droit de gîte était également exercé par l'abbé de Saint-Étienne de Dijon. Quiconque est abbé de Saint-Étienne de Dijon peut exercer ce droit. L'abbé, quand bon lui semble, peut, pour une fois, "aller à Janley faire et prendre son séjour pour un jour naturel accompagné honorablement, selon son état, aux dépens de leurs dits hommes dudit Janley.
Le mercredi après Pâques 1399, Robert de Bautigny, abbé de Saint-Étienne, exerça le droit de gîte à Genlis, accompagné de maître Jean Joliot, bailly dudit monastère et de Guiot de Marandeuil, procureur de Saint-Étienne. Ils furent logés chez Perrenot de Nouhet, le maître de poste en la dite ville de Genlis et après dîner furent 'tenus les jours de justice' (cour de justice). L'abbé y soupa aux frais dudit Perrenot et prit le gîte ; il était alors dans la treizième année de sa fonction". En 1432, le droit de gîte est exercé par messire Alexandre de Pontailler, abbé de Saint-Étienne. Le 26 novembre 1455, ce fut l'abbé Thibaut de Viard qui l'exerça.

#### Taille et impôt consenti
La taille et l'impôt consenti au souverain (appelé les fouages au XIVe siècle, les aides au XVe siècle, l'octroi ou le don gratuit aux siècles suivants).
Les "cerches" des feux étaient ordonnées par les élus du Parlement pour la répartition et le collecte des impôts consentis au souverain. Trois recherches sont exécutées pour Genlis et Huchey en 1375, 1431 et 1469. Ces recherches des feux mettent également en lumière des informations sur les impôts - la taille en l'occurrence - collectés par les seigneurs, afin de repartir également les fouages et aides. L'état de l'imposition seigneuriale à Genlis et Huchey sont ainsi décrites. Notons qu'un feu abonné signifie qu'il paye une certaine somme d'argent à un certain moment de l'année. Ce feu échappe à l'appétit financier du seigneur et n'est plus « taillable et corvéable à merci », ceci avec l'accord du seigneur qui se doit de ménager ses sources de revenus au risque de voir ses terres désertées…
Ainsi, en 1375 :
- Huchey (Vuchey) compte seulement 26 feux serfs (sers), imposables d'un sol.
- Genlis (Janley), elle comptabilise 6 feux francs, c'est-à-dire taillables, et 50 feux serfs.

En 1431, la « cerche » est plus loquace :
- « Janlay. Où il en y a ung abonné et tous les autres sont taillables au seigneur dudit lieux deux foiz l'an et doyvent corvées et gélines (poules). Feu abonnez : solvable, 1 ; taillables : solvables, 10 ; misérables, 13 ; povres et mendians, 27 : 50. »
- « Vuchey Taillables au seigneur de Janley une fois l'an, le plus riche de 5 francs et demi et le plus povre de ung franc en montant et dessendant, et doit chacun feu par un quatre corvées et trois gélines. Feux solvables, 6 ; misérables, 6 ; povres et mendians, 7 : 19. »Le retour de la dîme, Jean-Georges Vibert (1840†1902)

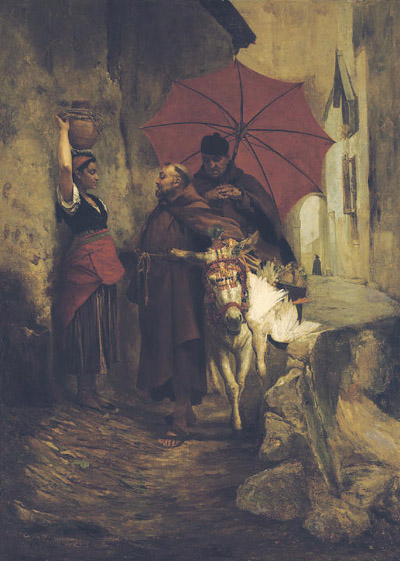
Le retour de la dîme, Jean-Georges Vibert (1840†1902)

En octobre 1469, on obtient les résultats suivants :
- « Vuchey Sont les habitans, les aucuns abonnez et les autres tailliables à volonté du seigneur de Janley. Feux frans, 23. »
- « Janley. Il y a chasteaul foussoïer et sont les habitans abonnez de Claude et Phelibert de Tenarre escuiers, seigneurs dudit lieu. Feux abonnez, 44 ».
- La dîme[30]

Les revenus du curé de Genlis venaient de la dîme qu'il collectait sur les habitants de Genlis. Elle était d'une gerbe sur douze.
- Le droit de garde et de guet[30]

Les habitants de Genlis devaient le droit de garde et de guet au seigneur. Ils devaient, à tour de rôle, garder pour le seigneur la maison forte. Ils pouvaient en échange profiter du droit de refuge quand l'insécurité des temps les y forçaient.
- Le droit de refuge[30]

Les habitants de Genlis et des villages voisins étaient retrayants, c'est-à-dire qu'ils avaient le droit de se réfugier entre les murs de la maison forte avec animaux et bagages en cas de danger. Pour cela, ils fournissaient corvées et des hommes de garde au seigneur.
- Le droit d'usage[30]

Les Templiers, puis les Hospitaliers jouissaient du droit d'usage dans les bois de Genlis et d'Huchey. C'était une concession du duc Hugues III accordée à eux pendant qu'ils étaient au siège de Ptolémais en 1191, avec en plus d'assez fortes redevances.

### Seigneurs de Janly
La seigneurie fut possédée du XIe siècle jusqu'à la Révolution française par plusieurs familles, et elle est transmise soit par héritage, par dot ou par vente. La première famille qui la posséda est la famille qui adopta le nom de Janly. Les seigneurs médiévaux de Genlis appartiennent à des familles de bonne noblesse ancienne, mais seconde. Ils apparaissent dans les actes avec les qualifications sociales et épithètes d'honneur de « chevalier » et d'« écuyer », de « noble homme », de « messire » et de « noble seigneur » pour les hommes. Leurs femmes sont qualifiées de « damoiselle ». On ne rencontre ni « monseigneur », ni « madame », ni « haut et puissant seigneur » ou « haute et puissante dame », honneurs uniquement réservés à la haute noblesse. Les différents seigneurs de Janly possèdent les terres de Genlis (anciennement Janly), Saulon-la-Chapelle, Uchey, Verchisy, Marcilly-les-Nonnains, Magny-la-Ville près de Semur-en-Auxois, Montilles et Dracy-les-Vitteaux en franc-alleu.

#### Maison de Janly

Janly : de gueules fretté d'argent, au chef d'or chargé de trois quintefeuilles du champ.

Les origines de la maison de Janly prennent racine dans la nuit des temps. Elle est décrite « fort ancienne » et « ancienne maison de Bourgogne ». Les seigneurs de ce nom apparaissent dans les textes à partir du XIIe siècle et se perpétuent jusqu'au XVIIe siècle. Les Janly s'allient à la noblesse bourguignonne issue de l'épée et de la robe : Estrabonne, Vaux, Mâlain, Colombier, La Marche, Fyot, Le Fèvre, Mazilles, Charrecey, Daubenton, Senevoy, Balay et Thienes. Les Janly entrent aux États de Bourgogne en 1355, soit peu de temps après leur création. Cela met en valeur la haute position sociale des Janly dans la région dijonnaise, et souligne l'ancienneté de leur noblesse. Cette maison est une branche cadette de la maison de Mailly-Fauverney, elle-même descendue des anciens comtes de Dijon. Elle est issue d'un seigneur du nom de Gui, "frère probable d'Étienne II", seigneur de Fauverney,.
- Guy Ier (Gui) de Mailly-Fauverney, seigneur de Janly (Genleio) : il vivait au début du XIIe siècle. Gui serait le mari d'une dame appelée Ève qui elle-même serait la mère de Maurice Ier, seigneur de Janly et de Roland de Janly.
  - Maurice Ier, seigneur de Janly (Genley, Genleio) : il est un des témoins dans l'acte de fondation de l'abbaye de Tart en 1132. Il est peut-être le père de cinq fils - Hugues, Guy, Théodoric (Thierry), Ponce, et Salomon - et d'une fille dont on ne connaît pas le prénom.
    - Hugues Ier de Janly (Genleio) : son nom apparaît dans la charte de fondation de l'abbaye de Tart en 1132 à côté de celui de son père, et dans une charte de l'abbaye de Saint-Étienne dans laquelle il est surnommé Cassotus.
    - Guy II de Janly (Genleio, Genley) : La charte de l'abbaye de Saint-Étienne de Dijon, qui peut être approximativement datée entre 1125 et 1157, révèle que Guy, chevalier de Genlis, surnommé Dernotus, « donne à l'abbé Herbert son aleu de Genlis et son frère, (Théodoric) partant pour Jérusalem, renonce à ses prétentions sur les dîmes » comme l'annonce cette reproduction du texte en latin : 
 « Sciant præsentes et futuri, quod Guido miles de Genleio, qui vocabatur vernotus, reddidit se deo et sancto Stephano in manu Herbertus abbatis, deditque pro anima sua, alodium suum, quod habebat, in pratis, et terris cultis et incultis. Dədit etiam in Genleio, mansum unum, et hominem in eo manentem, nomine Aymonem, cum uxore et filiis. Theodoricus quoque frater ejus, Ieropholinam iterus (*avec U abreg. sur l'e, Perard lititurus) calumpniam quam de decimis pratorum canonicorum agebat, ipsius rogatu sponteque sua in pace dimisit. Hæc dona frater ejus concesserunt, Hugo Cassotus, Salomon, Theodoricus, Poncius et Petrus sororius eorum; et ob concessionis suæ confirmationem, super sanctum evangilium juraverunt, Æcclesiæ sancti Stephani, contra omnes pro posse suo donum hoc manutenere. Fecerunt hæc in manu Girardi elemosinarii, qui dono et concessione per librum missalis revestitus est, coram Galone canonico Testes hujus rei sunt Hymbertus capellanus, Robertus Debille, Hugo de Vucheio, Humbertus frater ejus, Adreas Dubitatus, et Lambertus frater ejus, Dominicus Conversus, Dominicus de Genleio, et Martinus frater ejus et muti alii[38] ». 
 Le texte annonce clairement que Guy, Théodoric (Thierry), Salomon, Ponce et Hugues sont frères.
    - Salomon de Janly (Genleio)
    - Ponce (Poncius) de Janly (Genleio) : il vivait encore entre 1160 et 1170.
    - Une fille : elle épouse un seigneur appelé Pierre (Petrus) dont le nom apparaît dans la charte non datée de l'abbaye de Saint-Étienne.
    - Thierry (Thierri, Tirricus, Theodoricus) de Janly (Genleio) : il continue la lignée. Théodoric, seigneur de Genlis et chevalier en 1147, et son fils Guy sont mentionnés par Courtépée[39]. La charte de Saint-Étienne le dit croisé. Il est témoin à une date inconnue d'une charte entre Ulric de Longchamps et son fils Aymon et l’église Saint-Étienne dans laquelle les seigneurs de Longchamps donnent une partie de leur terre de Broyes à l’église. Entre 1165 et 1177 il est témoin d'une transaction entre Kalo, fils de Raymond et les chanoines de Saint-Étienne au sujet des tierces de Cuce. Il est aussi père, d'une dame inconnue, de Maurice II.
      - Guy de Janly : il est le fils de Théodoric.
      - Maurice II de Janly (Genleio) : aux environs de 1170, il fait don à l'abbaye de Tart, avec sa femme Elissent, d'une maison qu'ils possèdent à Dijon. Il semble avoir participé à la Troisième Croisade (1187-1192) puisqu'il est au siège de Saint-Jean d'Acre en avril 1191, et serait croisé depuis 1187. Il devient peut-être Templier[40]. Il est peut-être le père ou le frère de Benoît de Janly
        - Benoît de Janly (filiation possible): Il est dit croisé, revenu de Terre Sainte en 1187, et toujours vivant en 1191[40].
        - Richard de Janly (filiation possible): il est surnommé Mauboer. Il est le père d'une fille appelée Ermengarde qui épouse un seigneur nommé Raoul.
          - Ermengarde de Janly : elle s'allie avec un seigneur appelé Rodolphe. Son nom est lié à un acte de vente d'un huitième du moulin de la Loiche (ou Liche en 1435) à l'église Saint-Étienne de Dijon en juillet 1235. Dans cet acte sont nommés son mari Rodolphe, son père Richard, son oncle Lambert, son cousin Maurice III et ses petits-cousins Jean et Savoyen[41].

        - Lambert de Janly (filiation possible): il est aussi surnommé Mauboer et est probablement le frère de Richard. Il est probablement le père de Maurice III de Janly, de Pierre, dit le Bariz, et de Barthélemy
          - Maurice III, seigneur de Janly (Genleio) : en 1197, Maurice est seigneur de Genley et chevalier. Il donne la dîme de Janly au prieuré de Saint-Vivant avec l'accord et l'approbation de Robert, évêque de Chalon et du duc de Bourgogne vers 1197[42].
            - Jean de Janly : il est le fils de Maurice. En 1233, Jean de Janly, damoiseau, fait le don pieux d'un pré à l'abbaye d'Auberive. Ce don est homologué par son suzerain, Guillaume II de Pontailler, dit de Champlitte, seigneur de Talmay et vicomte de Dijon[43]. En octobre 1265, Jean fait donation à l'église Saint-Étienne d'un cens sur le pré Boiret, du droit d'ouvrir un chemin, pour aller au moulin de la Loiche, de celui qu'il prétendait sur le moulin et sur le meix de Garandas[44]. Il est mentionné de 1235 à 1265. Il pourrait être celui dont hérite son cousin, Marcel de Mailly, seigneur de Longeau(lt). Il devient le père d'une fille nommée Marie, avec sa femme Erembour.
              - Marie de Janly

            - Savoyen (Savoinus) de Janly : Il est le frère de Jean et son nom apparaît dans la charte de vente du moulin de Loiche par sa petite cousine Ermengarde en 1235.

          - Pierre (Petrus) de Janly : il est surnommé "li Bariz" qui veut dire en vieux français "barrière", "rempart", "mur"[45].
          - Barthélemy (Barthomeus, Bartholomei) de Janly

  - Roland de Janly (Genleio) (filiation possible): il est nommé comme frère possible de Maurice Ier de Janly. Il figure dans une charte de 1135 environ avec sa femme Pétronille et ses enfants Lambert, Galon, Hugues, Guy et Poncia et une autre fille.
    - Lambert de Janly : son nom et celui de son frère Galon apparaît dans une charte non datée de Saint-Étienne de Dijon dans laquelle son frère et lui renoncent à la contestation qu'ils avaient élevée sur les prés de Varanges. Ils donnent également à l’église Saint-Étienne les dîmes qu'ils prélèvent sur Brois-les-Nonnals et Brois-Soomnals, ainsi que leur maison de Montsengney et le droit de parcours sur toutes leurs terres.
    - Galon de Janly : son nom apparaît à côté de celui de son frère Lambert dans la charte non datée de Saint-Étienne.
    - Hugues de Janly
    - Guy (Gui) de Janly : selon Courtépée, il est chanoine de Saint-Étienne de Dijon[46].
    - Poncia de Janly
    - N... de Janly : elle est religieuse à Saint-Bénigne.

Non Connectés: Sont-ils le même homme?
-Jean de Tortenoe, mari d'Adelinete et fils de Lambert de Janly, donne par engagement à Hugues Baroin le tiers du moulin de Tortenoe et ses dépendances que ce dernier transporte à Othenin de Verceaux, écuyer, par lettres de janvier 1281/2, 1297/8)
-Joannet de Janly, fils de Lambelet de Roissin, vend en décembre 1297 le tiers du moulin de Tortenoe sur l'Ouche à Jean de Tart dit Villemin, puis d'un autre tiers en octobre 1298.

#### Maison de Mailly

Mailly, de la branche de Bourgogne : de gueules à trois maillets d'or.

La tradition des illustres origines de la famille de Mailly remontent au Xe siècle : "Théodoric, comte de Mâcon et d'Autun, chambrier de France sous Louis-le-Bègue, eut deux fils, Manassès Ier et Aimar, comte de Dijon. Cet Aimar, tige des Mailly de Bourgogne, vivait en 901, du temps de Charles-le-Simple. Il eut pour fils unique Wautier de Mailly qui se vit frustrer du comté de Dijon par Manassès II de Vergy, son cousin germain. Wautier ou Gautier, mort en 970, laissa Humbert, sire de Mailly-sur-Saône et comte de Dijon en 1007. [Il a un fils] Humbert [qui engendre] Wédéric, père d'Anselme de Mailly".
Quelles que soient ces origines, elles sont anciennes et distinguées. Les origines historiques de cette famille remontent en fait à Humbert de Mailly, comte de Dijon, époux d'Anne de Sombernon. Ils ont plusieurs fils dont Wédéric (ou Frédéric), auteur des Mailly de Picardie, Humbert II de Mailly dont descend la maison féodale des seigneurs de Fauverney et le bienheureux Garnier de Mailly, abbé de Saint-Étienne de Dijon, ami de Saint Odilon, abbé de Cluny, mort en 1050 ou 1051.
Les Mailly, plus précisément la branche des seigneurs de Fauverney, ont probablement donné jour à la première maison féodale des seigneurs de Janly. En effet, parmi l'ensemble des terres d'Humbert de Mailly, on distingue plusieurs groupes de terres dont les deux importantes seigneuries de Mailly et Longeault. Genlis, elle, faisait partie d'un deuxième groupe de terres qui avait pour centre Fauverney. Humbert possédait ou avait des droits sur d'autres seigneuries dont Magny-sur-Tille, Cessey, Varanges, Arc-sur-Tille, Arceau, Quetigny, Chevigny-Saint-Sauveur et Bressey. Les sept fils d'Humbert prennent tous le nom de la terre qu'ils reçoivent de leur père. Il est indubitable que le grand domaine paternel est divisé entre les différents héritiers.
La seigneurie de Janly passe aux Mailly, probablement par héritage comme il en sera parlé ci-dessous.
- Marceau III (ou Marcel ou Marteau) de Mailly : il est le fils d'Hugues de Mailly, seigneur de Mailly, de Spoy, etc. Il est seigneur de Mailly, de La Perrière (1256-avt 1266), de Longeau(lt). Le recueil de Peincedé le dit vassal d'Henri de Vergy, seigneur de Mirebeau et sénéchal de Bourgogne, pour "Janlé" en 1260[52]. Il meurt en 1273. Il épouse en premières noces en 1246 une demoiselle au prénom et nom inconnus dont il a deux enfants morts en bas âge. Il se remarie avec Bure de Raucourt, dame en partie de Lucenay, dont il a six enfants : Jean, Jeanne, Pierre, Alix, Comtesse et Guillaume. Il s'allie en troisièmes noces avec Marguerite d'Estrabonne dont il n'a pas d'enfants. Il décède en 1273[53].
- Pierre (ou Perrin ou Perreau) de Mailly : il est né vers 1244 et meurt après 1295. Il apparait dans les textes en 1256 comme témoin d'une ratification d'un partage des bois de Cessey entre l'abbaye de Saint-Bénigne et les seigneurs de Janly. Il se marie avant 1261 avec Catherine, fille du connétable de Bourgogne, Eudes de Frolois. Elle lui apporte en dot les seigneuries de Munois et Corpoyer-la-Chapelle. Sa reprise de fief de juillet 1277 le dit seigneur de Longeau(lt), de Beire, de Colonges, de Fouffrans, de Pluvet et de Pluvault, et d'une partie de la terre des Mailly, comme son père avant lui[54]. En 1289, il donne la terre de Janly à Richard de Montmorot, le bailli de Dijon[39].

Cependant une question se pose sur le sort de la seigneurie qui passe des mains de ses seigneurs éponymes dans celles de P. de Mailly, pour finalement échoir à Richard de Montmorot : « Pourquoi Genlis passe-t-elle des seigneurs de Janly à Pierre de Mailly? »
Une simple vente pourrait expliquer ce changement de mains. Cependant, une transaction plus "naturelle" a pu s'opérer : on sait que les seigneurs de Janly et P.(ierre ou Perrin ou Perreau) de Mailly, seigneur de Longeault partageaient une origine commune, ce qui expliquerait pourquoi Janly devient la possession de ce dernier. La proximité entre les deux villages, issus du domaine d'Humbert de Mailly, pourrait aussi expliquer pourquoi P. de Mailly en a hérité. Les Mailly-Longeault en auraient donc tout naturellement hérité à l'extinction de la première Maison de Janly. Notons également que Pierre est choisi comme témoin lors de la ratification de 1256 (voir plus haut, Jean de Janly) ce qui montre les liens entre les Janly et les Mailly de Longeau(lt).
On peut également émettre l'hypothèse que Pierre de Mailly-Longeault l'a "donnée" à Richard de Montmorot pour éponger une dette. Il est possible que cette dette (remboursement de dot? héritage?) venait de la belle-mère du seigneur de Longeault, Marguerite d'Estrabonne, troisième épouse sans enfants de Marcel (ou Marteau ou Marceau) de Mailly, seigneur de Longeault, de La Perrière et de Mailly, père de Pierre. Cette dame est de même maison que la femme de Richard de Montmorot, Alix d'Estrabonne, (Georges de Montmorot la dit sa tante) ce qui expliquerait pourquoi et comment Janly tombe dans l'escarcelle de Richard de Montmorot.

#### Maison de Montmorot

Montmorot: losangé d'argent et de gueules.

La maison de Montmorot est originaire d'un village situé à côté de Lons-le-Saunier dans le comté de Bourgogne. Avant que l'orthographe de son nom ne se stabilise, il s'écrivait de diverses façons : Montmorey, Montmoret ou Montmorot. Cette famille était l'une des plus distinguées du comté : ses seigneurs partageaient avec l'élite locale, dont les comtes de Bourgogne, le privilège d'être enterrés dans la cathédrale de Besançon.
- Richard de Montmorot : il est le fils d'Humbert, surnommé Arragon, de Montmorot, chevalier, et seigneur de Crilla, et d'une dame aux prénom et nom inconnus. Richard est chevalier, seigneur de Marigna (écrit Marigny) et bailli de Dijon en 1278 par succession à Jean d'Arcey[60]. Il s'allie en 1270 avec une "citienne de Chalon", Huguette de la Bruyère[61], qui ne semble pas lui donner de descendance. Elle lui apporte en dot des domaines situés entre la Grosne et l'Arroux, en Saône-et-Loire. En février 1287, il fonde avec sa femme Huguette la chapelle Sainte-Madeleine dans l'église Saint-Vincent de Chalon. En octobre 1288, "Robert, Duc de Bourgogne rendit un Jugement en faveur de l’Abbé Girart contre Richard de Montmorot, Chevalier, Bailli de Dijon, par lequel celui-ci fut condamné à faire satisfaction à l’Abbé de S. Estienne, & à lui payer dix livres tournois d'interests, pour avoir entrepris violemment d'enlever le Corps d'Estienne Chanoine de la Chapelle du Duc & de le faire enterrer dans l'Église des Cordeliers de Dijon[62]." Il épouse en secondes noces, en ou vers 1290, Alix d'Estrabonne (ou Étrabonne), issue d'une vieille famille de bonne noblesse du comté de Bourgogne[63]. Alix, qualifiée de dame de "Janliz", "est comprise dans l'acte de confédération des seigneurs de Bourgogne, Champagne et Forez, fait au mois de novembre 1314, pour s'opposer à la levée des impôts que Philippe le Bel voulait établir sur les nobles"[64]. Cet acte révèle qu'elle est probablement veuve et mère d'enfants en bas âge puisqu'elle est nommée, et non son fils qui est sûrement toujours mineur. Les Estrabonne portent d'or au lion d'azur. Un de ses premiers représentants, Gérard, vivait en 1124[65]. Richard meurt avant 1297. Richard et Alix ont quatre fils : Guillaume, Hugues, Richard et Girard[66].
  - Guillaume de Montmorot : il est titré écuyer. Il épouse Jeanne de Mailly, fille de Hugues, seigneur de La Perrière-sur-Saône, et était vivant en 1346[67].
  - Richard de Montmorot : il devient l'héritier universel le 7 février 1353 d'Henri d'Aligny pour la terre qu'il possède dans la seigneurie de Mailly dont Hugues de Janly est suzerain. Richard relève le nom et les armes d'Aligny "acause des services qu'il [Henri d'Aligny] a reçus de messire hugue Seignr de Genly dequi il tient en fief sa terre dud. Mailly, sa maison forte de Mailly-leport située en l'ille de Mailly et toutes les dependendances à condition que ledit richard de Genly et ses héritiers à perpétuité portront les armes d'aligny tels quil les a porté pendant son vivant; sauf et reservé entout le droit dela dot de dame isabelle Despernay sa femme, après le decès delaquelle lad. dot retournera audit richard de Genly" et fonde une autre branche de la maison d'Aligny[68].
  - Girart (ou Girard) de Montmorot (filiation incertaine mais probable) : il continue une branche de la maison de Janly comme nous le verrons plus bas.
  - Hugues (ou Huguenin) de Janly : il semble avoir abandonné le nom de Montmorot tôt et relevé celui de Janly. Il est mentionné très jeune, en 1297, avec sa mère, alors veuve, lors de l'acte de la donation de Bouzeron aux chanoines de Saint-Léger[69]. Il est nommé dans les actes Hugues, sire de Janly ou Janley. En 1325, Hugues, damoiseau, passe un contrat avec l'abbé de Saint-Étienne de Dijon, Ponce de Courbeton, pour conserver les droits de justice et seigneuriaux sur les hommes que l'abbaye possédait à Janly[70]. Il fait valoir ses droits féodaux dans un acte du mardi avant Pâques de l'année 1325, dans lequel, Hugues de Janly, chevalier, (il a donc été armé chevalier en 1325) fait "semondre son vassal Guill.(aume) Baudot par le recteur de l'église de Saint-Jean de Dijon, qui se place devant la Sainte-Chapelle et donne lecture des lettres du suzerain, conçues en ces termes : 
 « Hugues, sires de Genlly, à mon amey et féal Mons. Guillaume Baudot, salut. Je vous mand et par tant com je puis, que vous soiez le vanredi après huitaine de Pasques à Chalon, en arroie, à chevaul et armes, bien montez et apparoilliez, pour ma propre besoigne le plus grant que ge heusse onques, et en faicez tant que je vous en saiche grey. A Deu qui vous gart. Donné le jour de Pasques flories, soz mon seaul pendant à Genley'. 
 Guillaume Baudot était absent; Étienne Baudot, son procureur, reçut le mandement et répondit qu'il se garderait de mal faire; que Guillaume était allé en Flandre, et qu'il n'était sans doute pas tenu de se rendre à la semonce de son suzerain; il crut devoir prendre à témoin Me Jean, le mandataire du sire de Genlis, que Guillaume Baudot n'était pas tenu d'obtempérer à son appel, à quoi Jean répondit : 'Nous ne sommes pas ici en jugement, agissez comme vous l'aviserez"[71]. 
En 1325, Hugues fait une transaction sur procès avec l'abbaye de Saint-Étienne au sujet de la justice et de leurs droits respectifs sur le finage de Genlis[72]. En 1347 et 1349 Hugues reçoit la quittance de certaines sommes auxquelles il appose son sceau qui est un fretté au chef chargé de trois quintefeuilles. Ce sceau, qui est celui des seigneurs de Janly, apporte la double preuve qu'Hugues a adopté les armes des anciens seigneurs, et le chef de ces armes souligne que les Janly sont déjà vassaux des puissants Vergy, alors seigneurs de Mirebeau[73]. En janvier 1355 et mars 1356, Hugues assiste aux États de Bourgogne à Dijon[74]. C'est un très riche seigneur, en plus de la seigneurie de Janly, il a les seigneuries ou des domaines dans les villages suivants : Uchey, Beire-le-Fort, Ouges, Pluvault, Saulon-la-Chapelle, Mailly, Gevrey, Barges, Volnay; ainsi qu'en Chalonnais avec Saint-Loup, Lux, Givry et Mellecey[75]. En 1359, Hugues de Janly, chevalier, s'engagea pour la rançon du roi Jean[76]. Le 5 mai 1345, il vend à Pierre d'Épernay, "le fief de la terre possédé par Marguerite, fille de Guillaume d'Aligny, dans l'île de Mailly"[77]. Le 29 mars 1359, il fait partie de l'escorte armée qui accompagne le cardinal de Talleyrand-Périgord à Chalon avec Hugues de Montjeu, Jehan de Champdivers et Jehan de Recey[78]. D'une demoiselle au prénom inconnu et dont le nom de la Maison ne nous est pas parvenu, Hugues de Janly eut cinq enfants : Guillaume Ier, Hugues le jeune, Guillaume II, Huguette et Alips[79]. Il meurt avant 1363[80]. »
    - Hugues (ou Huguenin) de Janly : il est surnommé le jeune pour le distinguer de son père. Cela pourrait aussi suggérer qu'il mourut jeune. Il est d'ailleurs mort avant 1365[81]. D'une demoiselle au prénom et de maison inconnus, il fut père d'une fille nommée Jeannette.
      - Jeannette de Janly : son prénom fait surface dans un accord du 27 mai 1365 dans lequel elle partage certains biens avec son oncle Guillaume, sa tante Alips et son mari Philibert de Tenarre. Jeannette est dite mineure dans cet acte[81]. Son nom apparaît aussi dans un acte du 20 juillet 1380, conjointement avec celui de son oncle Guillaume, pour la cession faite à Henri de Trouhans de "tous les héritages, droits et justice et des tailles situés à Mailly-Curtil"[82].

    - Guillaume Ier de Janly : sa vie nous apparaît à travers les différents actes qu'il a établis pour le besoin de ses affaires. En juillet 1363, il "donne à amodiation pour 50 florins par an toute sa terre de Saulon la Chapelle tant en hommes, terres, prés comme en autres choses"[83]. Guillaume est témoin, toujours en 1363, de Jean de Pluvault, de la Maison de Mailly. Il est aussi, la même année, écuyer dans la compagnie d'Oudard d'Uchey et en 1365, il est écuyer dans celle d'Hugues Aubriot, bailli de Dijon, avec Richard d'Uchey et Jean de Mellecey. En 1367, Guillaume choisit Dreue Felise comme son conseil, "tant qu'il vivra". Ce geste souligne l'importance des affaires et de la fortune de Guillaume Ier car il a besoin d'un avocat-conseiller permanent[84]. Il est seigneur de Janly, de Saulon-la-Chapelle, etc. Le 20 juillet 1368, il cède à Henri de Trouhans, écuyer, dit Petitjean, avec l'accord de Jeannette, sa nièce, fille d'Hugues de Janly le jeune, tous les héritages, droits, justice et tailles situés à Mailly-Curtil[82]. Il reçoit l'hommage de Jean Le Guespet en 1373. Huguenin de Varennes, écuyer, reprend de fief et donne un dénombrement en 1375, entre autres choses, de la moitié par indivis de toute la juridiction des paroisses de Varennes, Saint-Loup et Lux, près de Chalon[84]. En 1380, il déclare au duc de Bourgogne que la terre et fief de "Maigny" près d'Auxonne lui appartient comme l'a reconnu "Simon de Saint-Aubin, chevalier, à Hugues de Janly son père dont il est hoir seul et pour de tout [...]"[85]. Son nom disparait des actes après 1380. Nous pouvons supposer qu'il meurt aux alentours de 1380. Il parait ne pas s’être marié et ne pas laisser de postérité légitime, au moins.
      - Jean, bâtard de Janly : il apparait dans les textes en 1390 sous le nom de "noble homme, Jean, le bastard de Janly". En 1398, il est qualifié d'écuyer. Un dénombrement est donné l’an 1399 à Jean de Tenarre, écuyer, seigneur de Janly par Jean, le bâtard de Janly, écuyer, de plusieurs héritages féodaux situés dans les finages de Janly et Uchey. Ce bâtard de Janly dit que feu Guillaume, seigneur de Janly, lui donna 200 coudées de terres à prendre sur toute la terre de Janly. Quelques-uns de ses héritages joignaient à ceux des hoirs de feu Richard d’Uchey, écuyer[86]. Guillaume de Janly ne semble pas avoir été marié et le bâtard de Janly pourrait être son fils illégitime, ou celui de Guillaume II (voir ci-dessous). Il épouse une demoiselle prénommée Isabelle[87]. Il est le dernier rejeton de la première maison de Janly, de la branche de Montmorot.

    - Guillaume II de Janly : il est chanoine et trésorier du chapitre cathédral de Saint-Vincent de Chalon-sur-Saône[87]. Le 27 mai 1365, il va régler les comptes de la dot de sa sœur Alips avec son beau-frère, Philibert de Tenarre. Guillaume cède à ce dernier "un four et ses dépendances qu'il avait en la ville de Chalon en la rue du Chatellet et promet de donner à l'acquet dudit seigneur de Tenarre à Jean Pitois, seigneur de Montelon la somme de 100 livres à la charge néanmoins de rendre audit Guillaume de Janly la 4e partie desdites choses au cas qu'Alips soit au partage avec Jeannette fille mineure de feu M. Hugues de Janly le jeune, frère de ladite Alips"[81]. En 1381, Guillaume le Coquillat, d'Uchey, reconnait lui devoir une somme de huit florins d'or. Le 28 juillet 1393, Jean de Tenarre, "sire de Ganlis" confesse "que comme feu de bonne mémoire, Guillaume, son oncle, jadis sire de Janly (après son frère Guillaume Ier) et trésorier de l'église de Chalon, en son testament et dernière volonté, entre ses autres legs eust donné et laissé aux frères meneurs du couvent de Dijon, la somme de cinquante florins de Florence, afin que par eulx fussent celebrés en leur église de Dijon V cent messes de Requiem pour le salut et remede de l'âme de lui, il est ainsi qu'il, comme hoir universal et seul et pour tout dudit feu Guillaume, pour la cause dessus dicte, confesse devoir aux diz freres meneurs, gardien et couvent de Dijon, ladicte somme de L florins de Florence"[84]. Le bâtard de Janly peut être son fils.
    - Huguette de Janly : elle est dame en partie de Sevrey. Huguette épouse Guy (ou Guiot) de Vaux, mort avant 1388[88]. L’an 1377, Gui de Vaux, damoiseau, donne un démembrement au nom d’Huguette sa femme fille de feu M. Hugues de Janly à Guillaume seigneur de Janly, de tout ce qu’il tient en fief dudit Guillaume tant à Uchey qu’à Saulon-la-Chapelle[86]. En 1385, Guillaume et Jean de Tenarre, frères, amodient pour trois ans leurs terres de Beire, Uchey, Saulon-la-Chapelle, Mailly, Barges et Volnay, ainsi que la possédait Huguette de Janly[87].
    - Alips (ou Alix) de Janly : elle s'allie avec Philibert de Tenarre en 1365[89]. C'est par elle que la Maison de Tenarre acquiert la seigneurie de Janly.

#### Maison de Tenarre

Tenarre de Montmain : d'azur à trois chevrons d'or.

À la maison de Janly succède la maison de Tenarre sur le territoire de Genlis. Cette maison est originaire de la Bresse Chalonnaise. Le premier seigneur connu s'appelle Huguenin de Tenarre, chevalier. Il vivait en 1272. Quoiqu'ancienne, cette maison appartient à la moyenne noblesse, mais elle va s'illustrer par des alliances endogames prestigieuses dans les maisons de Salins, Choiseul, Saulx, Neufchâtel et Bauffremont. Les barons de Tenarre vont posséder des portions importantes de la seigneurie de Janly, dont la maison forte, pendant presque deux siècles de 1386 à 1565.
- Philibert de Tenarre : il est le fils de Philibert de Tenarre, baron de Tenarre, seigneur de Grosbois et de Verchisy et d'Agnès de Fontaines[91]. Il est baron dudit lieu et acquiert des droits sur la seigneurie de Janly par son mariage avec Alips de Janly. Est-il le seigneur de Janly qui accueille le comte et la comtesse d'Artois à Janly et leur offre à dîner le lundi 16 octobre 1374 avant que ces derniers s'en aillent à Rouvres[92]? Leurs fils s'appellent Jean, seigneur de Janly, écuyer et Guillaume, baron de Tenarre, chevalier[93]. Philibert de Tenarre est témoin pour le duc Philippe en 1361[94].
  - Jean de Tenarre : Il est baron de Tenarre et seigneur de Janly. En effet, un acte du 1er février 1392 le désigne comme damoiseau et sire de Janley ainsi que "hoir universel seul et pour le tout de feu Guillaume, son oncle jadis sire de Janley"[95]. Il meurt avant 1405[96]. Il épouse Jeanne de Montarbel (ou Montaubert ou Montbel de Montalbert), fille de Jean II de Montarbel, chevalier, seigneur de Montbel et de Marnol (ou Marnoz), chambellan du duc et comte de Bourgogne et capitaine de Chaussin (mort en 1401), et de Marguerite de Montrond, de Poligny. Jeanne est la riche héritière de son frère, Aymé, mort sans enfants en 1408 et de sa belle-sœur Jeanne de Rougemont[97]. Elle est morte avant 1429[98]. Plusieurs actes révèlent des fragments de la vie de Jean de Tenarre. Un acte d'août 1386 expose que Richard de Fontaines-les-Dijon, Guillaume de Tenarre, chevalier, baron dudit lieu, Jean de Tenarre son frère, écuyer, seigneur de Janly et d'autres confessent devoir 30 livres d'or à Jean Chambellan, marchand drapier à Dijon[93]. Un autre acte montre que Jean de Tenarre participe à la vie féodale de la province en étant présent avec Jean de Montmorot à la montre de Vauthier de Vienne en 1387[99]. Le 13 mai 1391, il vend au chapitre de Saint-Etienne, le péage et tout ce qu'il possède sur l'île de Mailly pour 112 francs or[100]. Jean de Tenarre prend également soin de ses affaires quand en 1392 il "permet à Bertrand de Corlaoul, écuyer, d’engager pour 12 ans à Jean Sauvegrain, écuyer, toute la terre qu’il a à Uchey et Janly étant du fief dudit sieur de Tenarre"[101]. Jeanne de Montarbel prend en main les affaires de la famille une fois veuve comme l'indique cette reprise de fief de 1409 : "reprise de fief du duc à l’an 1409 par Jeanne de Montarbert, veuve de Jean de Tenarre, écuyer et seigneur de Janly et mandat du duc et quittance pour rente sur la saumerie de Salins par ladite Jeanne comme héritière, par le moyen de feu Aymé de Montarbert son frère, de feu Jean de Montarbert, écuyer, son père"[102]. Un de ses devoirs est de préserver l'héritage de ses enfants. Ainsi en 1406 ou 1407, elle récupère les terres de Genlis, contre indemnités, qu'avait amodiées son mari car Jean de Champrenault, châtelain de Pouilly, renonce entre ses mains (les mains de "Jeannotte, veuve de Jean de Tenarre, écuyer, sire de Genlis") et celles de Jean, Marguerite, Denise et Hugote de Tenarre, ses enfants, aux effets de l'engagement des revenus des terres de Genlis, et Uchey que ledit Jean lui avait et ce, moyennant le remboursement de la somme de 107 francs[103]. En 1407, Jeanne déclare avoir pour enfants un fils, Jean, et trois filles, Denise, Huguette (ou Hugote) et Marguerite[104].
    - Denise de Tenarre : elle épouse Guillaume de Vichy, écuyer, seigneur d'Agencourt[98].
    - Huguette (ou Hugote) de Tenarre : elle s'allie le 17 juillet 1421 avec Claude de Vuillaffans[105]. Une clause de son mariage nous est parvenue : "clause du traité de mariage du 17 juillet 1421 de Claude de Vuillaffans, écuyer, avec Huguette fille de feu Jean de Tenarre, seigneur dudit lieu et de Janly et damoiselle Jeannette de Monterbel dame desdits lieux laquelle et messire Jean dit de Tenarre, chevalier, son fils et seigneur dudit Janley donnent à ladite Huguette ce qu’ils ont aux finages d’Arbois, Vadans, Salins, Grosons, Arbonnay et Chaussins"[106]. Huguette est aussi l'héritière de sa mère[107]. Les Vuillaffans ont des intérêts à la saumerie de Salins comme l'indique une quittance de rente sur la saumerie de l’an 1458 de Guillaume de Noseroy fils de Guillaume de Noseroy bourgeois de Salins en qualité de procureur spécial de damoiselle Huguette de Tenarre, veuve de Claude de Vuillaffans, écuyer[108].
    - Marguerite de Tenarre : elle se marie avec Huguenin de Salins, écuyer, seigneur de Nevy et de Frontenay (1406) et de Villers-Robert (1400). Il meurt après 1447[109]. Elle assiste le 8 mai 1442, avec son mari, au mariage de leur fils, Jean, seigneur de Villers-Robert avec Jeanne, bâtarde de Bavière, cousine du duc Philippe par la main gauche[110].
    - Jean II de Tenarre : Il est né en 1392 et est mort après 1448[111]. Le peu que nous connaissons de sa vie nous est parvenu très morcelé par des actes qu'il a passés. Ainsi, en 1440, il déclare tenir en fief du comte de Bourgogne, à cause du château de Bracon, sa maison-forte de Marnoz et moitié de la justice sur ce village. En 1442 il assiste à la constitution de dot de Jeanne, bâtarde de Bavière, future femme de Jean de Salins, seigneur de Nevy, Villers-Robert, l’Abergement, etc. Le 11 février 1416, il donne un dénombrement au nom et à cause de Catherine de Lugny, sa femme, de la maison forte, terre et seigneurie de Montmain (Montmoyen dans le texte qui est l'ancien nom de Montmain), près d’Argilly, et de tout ce qu'ils possèdent au finage et territoire de Préforgeul-les-Montmoyen, et de la maison de Laye, "sise audit Préforgeul". Le 26 août 1460, Jean II est témoin à l’accord entre la chambre des comptes et les gens des trois états du duché de Bourgogne, au sujet des fortifications (de Beaune?)[112]. En 1430 Jean de Tenarre, chevalier, est tuteur des enfants de feu messire Guillaume de Colombier, seigneur de Saint-Loup de Varennes près de Chalon, de Lux, et de la moitié de Sevrey et de Mepilley et Antoine de la Marche, seigneur de Sauldon, de Mepilley et de Saludon pour la moitié à cause de Marie de Sauldon sa femme[113]. Jean II est également conseiller et chambellan du Duc[114]. Il épouse vers 1400[115] Catherine de Lugny qui lui apporte la terre et seigneurie de Montmain (ou Montmoyen)[116], et elle hérite également de la seigneurie d'Aiserey par sa mère, Jacqueline, dame d'Antilly et d'Aiserey[116]. Catherine lui donne au moins deux enfants, des fils, Étienne et Jean III[117]. Il épouse en secondes noces Claudine de Trézettes, fille de Pierre, seigneur de Trézettes, d'Uxelles et de Torcy, et de Jeanne de Marcilly. Une fois veuve, Claudine se remarie avec Claude de Bussy, seigneur de Montjay[118].
      - Étienne de Tenarre : il assiste avec Huguenin de Nagu et Jean de Janly (rejeton de la deuxième maison de Janly) à la montre d'Antoine de Toulongeon (ou Toulonjon), seigneur de Traves[119]. Son prénom apparaît dans un autre acte dans lequel il doit, avec son frère Jean III, à cause de leur mère Catherine de Lugny, 100 livres de cens sur trois meix situés à Chaselles[117].
      - Jean III de Tenarre : il est baron de Tenarre, seigneur de Montmain, Vichy, Montagu et Grosbois. Il s'allie par contrat du 8 avril 1445 avec Catherine de Choiseul dite de Traves, issue de la prestigieuse maison champenoise de Choiseul. Elle est la fille de Pierre II de Choiseul dit de Traves, seigneur de la Porcheresse, Diombes, Dracy-le-Fort, Aniot, Montjallin et Tollay, et de Catherine de Ragny. Catherine épouse en secondes noces Guillaume de Reugny, seigneur de Tromesson et de Riegot[120]. Jean III et Catherine ont au moins deux fils nommé Philibert et Philippe.
        - Philippe de Tenarre[121]
        - Philibert de Tenarre : Il meurt avant 1501? Il est titré seigneur de Janly, de Montmain, de Vichy, de Montagu et de Grosbois. Il épouse en premières noces le 13 juillet 1477 Louise de Saulx, fille de Charles de Saulx, seigneur de Frezan et de Gissey, et d'Antoinette Pot de La Rochepot. Elle meurt le 11 janvier 1481 sans postérité[122]. Il se marie en secondes noces avec Claude (ou Claudine) du Saix, d'une noble famille de la Bresse, fille d'Antoine du Saix, seigneur de Rivoire, et de Françoise de La Baume-Montrevel. Claude épouse en secondes noces, le 11 décembre 1501, Philibert de Bussy, écuyer, seigneur de Montjay, Montgesson et de la Sarrée[123]. Philibert et Claude ont au moins un fils, Claude et une fille, Philiberte. Entre 1484-92, il acquiert de Jean Cloppet, docteur en loi, président en Bresse le moulin de Boulay (Baudrières) pour 200 livres[124].
          - Philiberte de Tenarre : elle épouse, d'après la base Roglo, Jean de Courcelles, seigneur de Pourlans. Une de leurs filles, Véronique (†1540) épouse Aymé de Balay, seigneur de Longwy, (†1570), dont une fille, Anne, qui est l'épouse de Philibert de Janley, seigneur de Dracy-les-Vitteaux, issu de la deuxième maison de Janly.
          - Claude de Tenarre : il est titré chevalier et seigneur de Janly et de Montmain. Il est chevalier de l'ordre de Saint-Michel[125]. Comme ses ancêtres, il participe à la vie politique de la Bourgogne. Ainsi, en 1526 il assiste avec d'autres nobles aux États du comté d'Auxonne[126]. Il est témoin au traité de paix entre le roi François Ier et l'archiduchesse Marguerite pour la neutralité entre les duché et comté de Bourgogne à Saint-Jean-de-Losne en 1522[127]. Le 21 janvier 1529/30, Claude de Tenarre échange avec le chapitre de Saint-Etienne de Dijon qui lui cède 12 livres de rente pour tous ses droits  sur les péages d'Argilly, Bâlon, Gerland, Villy-le-Moutier et Glanon[128]. Il se marie deux fois et prend pour femmes des filles issues de prestigieuses et anciennes maisons nobles. Il épouse en premières noces Philiberte de Neufchâtel, fille de Ferdinand de Neufchâtel-Montaigu et de Claude de Vergy-Champvant. Elle lui donne par son testament du 29 novembre 1521 les deux tiers de ses biens, qu'il se fait adjuger par sentence de la chancellerie de Beaune, qui est cassée par arrêt du 1er février 1531[129]. Claude n'a pas d'enfants de cette union. Il se marie en secondes noces en 1544 avec Constance de Bauffremont, fille de Pierre II de Bauffremont, baron de Senecey, seigneur de Soye, Châtenoy, Hauterive, Courchaton, Nan, etc., et de Charlotte d'Amboise[130]. Il assiste en 1552 à la cérémonie de bénédiction de "l'Oratoire de Monseigneur de Sennecey" dans la plus grande pompe[131]. Claude meurt en 1565[132]. Il a de son union avec Catherine de Bauffremont deux enfants : un fils, Humbert de Tenarre et une fille, Catherine de Tenarre.
            - Catherine de Tenarre : elle épouse Claude Faulquier (ou Falque, Fauquier ou Folquier), chevalier, seigneur de Marigny (Marigna), d'une noble et ancienne maison franc-comtoise, originaire de Poligny[133]. Elle meurt en 1581 et est inhumée dans le caveau des Bauffremont à Senecey[134]. C'est par cette union que la terre de Janly entrent dans la famille Faulquier.

          - Guillaume de Tenarre: il est le fils illégitime de Philibert de Tenarre, seigneur de Janly, etc. qui lui constitue une rente entre 1505 et 1517[135].

Faulquier de Marigna : d'azur à trois faux d'or emmanchées d'argent, les deux du chef affrontées.

#### Maison Faulquier (1565-1566)
Le 15 novembre 1565, un partage est effectué entre Claude Faulquier, chevalier, seigneur de Marigny (probablement Marigna dans le Jura), mari de Catherine de Tenarre, et Humbert de Tenarre, chevalier, seigneur de Montmain, des biens de la succession de Claude de Tenarre, chevalier, leur père, seigneur de Montmain et de Janly, avec l'accord de Françoise de Bauffremont, dame de Missery, Jean et Charles de Malain, frères, chevaliers, seigneur de Montigny et Missery et cousins germains d'Humbert de Tenarre, seigneur de Montmain. Ce dernier reçoit la terre et baronnie de Montmain, le château, le droit de guet et de garde et ses dépendances qui sont les seigneuries de Grosbois, (Champandrey?), le pré au Verrey ou Vitrey dans la seigneurie de Pouilly, Trogny en partie, Montaigny en partie, le péage de Glainon, Jarlan et Gallon avec en toute la justice, fief, mainmorte. La baronnie avait toujours été tenue de franc alleu sans cependant garantir cette qualité. Catherine de Tenarre reçoit la terre et seigneurie de Janly, avec le château, le droit de guet et de garde, Uchey, les vignes de Gevrey, la rivière banale, et toute la justice. La seigneurie de Janly est estimée valoir mieux que celle de Montmain. Claude et Catherine se séparent de la seigneurie dès 1566, au profit de Jean de Bousseval. Cette vente brise pour la première fois une transmission familiale ininterrompue depuis au moins quatre cents ans.

#### Maison de Bousseval (1566-1572)
- Jean de Bousseval : Il est fils de Philippe de Bousseval, seigneur de Villiers-le-Haut et de Françoise Viguier ou Vignier, dame de Villiers-sur-Suize[138]. Jean est chevalier et seigneur de Villiers-le-Haut, de Jonty, de Ravières, etc. Il exerce aussi les fonctions de gouverneur et capitaine du château de Dijon. Il épouse en premières noces Hélène Le Courtois et en secondes noces, après 1552, Claude (ou Claudine) Chabut, dame en partie de Janly, d'Uchey, de Grenant, et de Comblain-les-Langres[139]. Il meurt en 1571[140]. Le 9 mai 1566, Claude Faulquier, chevalier et seigneur de Marigny et sa femme Catherine de Tenarre vendent au profit de Jean de Bousseval et de Claude Chabut, son épouse, la terre et seigneurie de Janly et Uchey en toute justice et chargée de fief envers le baron de Mirebeau et d'une rente de fondation envers le prieur de Saint Léger et ce pour le prix de 38 000 livres[141]. En 1572 Claude Chabut, dame de Janly en partie épouse en troisièmes noces Pétrarque du Blé, seigneur de Cormatin, décédé en 1586. Il devient le nouveau seigneur de Janly[142]. Jean de Bousseval et sa première femme, Hélène Le Courtois sont les parents d'une fille, Françoise.
  - Françoise de Bousseval : elle hérite de la moitié de la seigneurie de Janly à la mort de son père. Le 21 avril 1574, la seigneurie, ainsi qu'Uchey et des vignes à Gevrey en Montagne, est partagée entre Pétrarque du Blé et Françoise de Bousseval[143]. Elle est dame de Villers-les-Eaux. Elle épouse le 22 janvier 1545 Antoine II Le Bascle, écuyer, baron d'Argenteuil en Tonnerrois et seigneur de du Puy-Basle et de Varennes, capitaine de cinquante chevaux. Elle en est veuve[144].

#### Maison du Blé (1572-1599?)

Du Blé d'Huxelles : de gueules à trois chevrons d'or.

La maison du Blé (ou du Bled), l'une des plus anciennes de Bourgogne, est originaire du Chalonnais. Les du Blé remontent à Geoffroy du Blé, chevalier qui vivait en 1235, seigneur de Cormatin et de Massilly.
- Pétrarque du Blé : il est seigneur de Cormatin, de Mandelot et de Cussy-la-Colonne, etc.[147]. Il devient baron d'Huxelles "après l'échange fait entre Catherine et Jacqueline de Villers-la-Faye de Sercy, de la terre d'Uxelles contre celle de Sercy [...]"[148]. Catherine était la fille aînée de Claude de Villers-la-Faye, seigneur de Sercy, baron d'Huxelles et d'Anne de Groslée. Elle épouse en octobre 1537 Pétrarque du Blé[149]. La deuxième femme de Pétrarque, Claude Chabut, lui apporte une partie de la seigneurie de Janly. Toute une série de partages intervient, en 1565, 1567, 1572, 1574 et 1577, que nous reproduisons ici : "[...] partage de la terre et seigneurie de Janly et Uchey fait en l'an 1574 le 21 avril, entre messire Petrache du Bled chevalier de l'ordre du Roi, seigr de Courmatin et de Janly pour la moitié acause de dame Claudine Chabut alors sa femme et auparavant vve de deffunt Jean de Bousseval quand il vivoit aussi chver, seigr de Villers-le-Haut d'une part, et demoiselle françoise de Bousseval veuve de deffunt antoine Le Bascle lui vivant écuier seigr d'Argenteuil en Tonnerrois dame pour l'autre moitié dud. Janly d'autre part. Dans lequel partages ont detaillés tous les fonds et droits <et cens> (qui oublié a été rajouté) de lad. seigneurie de Janly, ainsi que les confins comme étant divisée en deux parties; ainsi que les vignes de Gevrey en Montagne qui appartenoient au seigr de Janly; le tout avec confins. [...] Un certain projet de partage avoit déjà commencé (dans?) le 15 avril 1565 de lad. terre de Janly et Uchey entre noble seigneur Claude de Faulquier (ou haulquier) Seigneur de Marigny d'une part, et Humbert de Tenarre seigr de Montmain d'autre part, et desquels les dessusdits avoient droit par achat fait par led. deffunt Sr de Villers-les haut dud. Seigr de Marigny. [...] N(ote?) à la fin est la collation de ce partage de l'an 1572 tandis que le partage est de l'an 1574 et de l'an 1577. À la suite dud. partage [...] est un acte de vente faitte le 13 juin 1567 par damlle marie Macheco relicte de pierre Millière marchand à Dijon, et alors femme d'humbert Bouteillier controlleur au grenier à sel de Beaune, au profit de noble nicolas Valon coner au Parlement de Dijon du quart par indivis de plusieurs héritages et cens situés à Janly, les 3 autres parts acquis par led. Valon du Seigr de Dracy-les Vitteaux, et du Seigr de Montilles; lad. vente étant par copie simplement et sans signature"[143]. Les seigneurs de Dracy-les-Vitteaux et de Montilles s'appellent respectivement Laurent et Philibert de Janly et descendants de la première maison qui possédait la seigneurie de Janly. En 1540, ils possédaient des propriétés et des héritages à Janly avec Chrétien Macheco, conseiller au parlement de Dijon[86]. Il est né 1518 et décède après 1574[150]. De son premier mariage avec Catherine de Villers-la-Faye de Sercy, Pétraque du Blé a eu de nombreux enfants, onze pour être précis[151] :
  - Emare (ou Enarde) du Blé : née le 7 octobre 1540, elle devient religieuse professe du couvent de Bénédictines de Marcigny-sur-Loire. Elle est prieure de Lancharre en 1560 et meurt après le 12 mai 1587.
  - Claude du Blé : née le 15 mars 1542, elle est religieuse à Lancharre avant de devenir prieure du Puley. Elle décède le 21 janvier 1574. Sa pierre tombale se voit encore à Lancharre.
  - Jean du Blé : il devient chevalier de Malte et trouve la mort en 1571 pendant la bataille navale de Lépante à l'âge de 26 ans.
  - Hugues du Blé : né le 17 octobre 1546, il est moine à Cluny en 1554, écolier au collège de Cluny à Paris et prêtre en avril 1568. Il devient prieur de Menetou-Ratel et de Saint-Marcel de Mâcon en 1568, en replacement de son oncle Jean du Blé. Il est aussi prieur de Cosne et de Ruilly, et aumônier du Roi. Il meurt avant le 22 septembre 1584 à Saint-Marcel-lès-Chalon.
  - Jean du Blé : il est seigneur de Mandelot et écuyer d'écurie de la Reine. Il s'allie à Marguerite de Beugre. Il est né le 9 décembre 1548 à Cormatin.
  - Charles du Blé : il est né le 15 mars 1549 à Cormatin et est tué pendant la Ligue en janvier 1562.
  - Nicole du Blé : née le 13 novembre 1551, elle épouse François de Colombier, seigneur de Colombier, de Savigny et de Saint-Remy et de Saint-Loup-de-Varennes en partie. Il est guidon de cinquante hommes d'armes sous monseigneur de Mandelot.
  - Marguerite du Blé : elle est prieure du Puley. Elle est née le 19 juillet 1553 à Cormatin et décède en 1571.
  - Pierre du Blé : il est né le 11 juin 1555.
  - Jacques du Blé : il est né le 17 août 1557.
  - Antoine du Blé : il porte les titres de seigneur de Cormatin, de Rully et Saint-Gilles et de baron d'Huxelles. Il est gouverneur de la ville et citadelle de Chalon et lieutenant-général au gouvernement de Bourgogne entre 1601 et 1611. Dernier des enfants de Pétraque et Catherine de Sercy, il succède à son père dans ses titres et dignités. Il est né à Sercy le 19 mars 1560. Il a une vie militaire bien remplie. Il sert au siège de Brouage en 1585, à celui de Sedan en 1587, et à la défense de Chaumont contre les Reîtres. En 1588-59, il assiste aux États généraux de Blois. Il se trouve à la journée d'Arques en 1589, où il eut deux chevaux tués sous lui, au siège de Paris en 1590, et celui de Rouen en 1591. Il commandait la compagnie des hommes d'armes du duc de Guise en 1596 à la prise de Marseille sur les Espagnols. Il est à la conquête de Savoie en 1600. Il commence la construction du château de Cormatin vers 1618. Il épouse 9 septembre 1580 Catherine-Aimée de Bauffremont, fille de Nicolas, baron de Sennecey, et de Denise Patarin, dame de Cruzilles et de Vareilles. Ils ont six enfants : Jean, Henri, Éléonore, Constance, Angélique et Marie-Minerve. Antoine meurt le 20 mai 1616 et sa femme le 20 juin de la même année. Leur fils Jean leur fait construire un somptueux tombeau dans l'église des Minimes de Chalon[152].
    - Éléonore (ou Léonore) du Blé : elle est mariée à François de Nagu en 1599.

#### Maison de Nagu (1599?-1670)

Nagu : d'azur à trois fusées d'argent rangées en fasce.

La maison de Nagu est de bonne et ancienne noblesse d'origine beaujolaise. Dès le XIVe siècle, elle tenait un rang distingué parmi la noblesse de la province. Son nom semble provenir du château de Nagu près du village d'Ouroux, situé dans l'actuel département du Rhône. Le premier des Nagu qui apparaisse dans l'histoire s'appelle Jean, il vivait en 1350 et était seigneur de Magny et Fragny, ainsi que bailli d'épée de la noblesse du Beaujolais. Samuel Guichenon souligne que c'était "un gentilhomme fort estimé et aimé par Antoine, sire de Beaujeu et seigneur de Dombes qui lui fait plusieurs légats considérables par son codicille daté à Montpellier, l'an 1374".
- François de Nagu : né en 1574[155], il est seigneur puis 1er marquis de Varennes, seigneur de Laye, Belleroche, Tart-le-Haut, Longecourt, Janly et baron de Lurcy et Marzé; chevalier des deux ordres du roi et du parlement de Dijon, bailli de Saint-Pierre-le-Moûtiers, conseiller du roi en ses conseils, capitaine de cinquante homme d'armes, maréchal des camps et des armées de Sa Majesté, gouverneur d'Aigues-Mortes et maître de camp du régiment de Champagne[156]. Jean-Joseph Expilly nous décrit sa vie fort remplie : "[il] servit au siège de Laon en 1594. commandoit cinquante chevau-légers à la mémorable journée de Fontaine-Françoise en 1595. capitaine du château de Beaujeu le 21. octobre 1596. chevalier d'honneur au parlement de Bourgogne le 23. du même mois; mestre-de-camp de dix compagnies de gens de pied au siège d'Amiens en 1597. commande cent chevau-légers sous le maréchal de Lesdiguières en 1610. bailli du Mâconnois & gouverneur de Mâcon le 20. mai 1611. mestre-de-camp d'un régiment d'infanterie le 20. mai 1612. gentilhomme ordinaire de la chambre du Roi du 15. août 1615. mestre-de-camp du régiment d'Anjou sous Monsieur, frère du Roi, le 16 septembre 1616. conseiller d'état d'épée le 22. décembre 1617. maréchal de camp employé sous le prince de Condé en 1621. gouverneur d'Aigues-Mortes et de la Tour-Carbonnière sur la démission du maréchal de Châtillon le 29. août 1622. capitaine-garde-côte du pays des Cévennes le 23. octobre suivant; nommé ambassadeur en Suède en janvier 1631. mestre-de-camp du régiment de Bourgogne le 13. septembre suivant; maréchal de camp employé dans l'armée de Languedoc en 1633. prend le fort de Brescou le 23. septembre de la même année ; reçu chevalier des ordres du Roi le 14.mai 1633. établi par le Roi commandant à Pont-à-Mousson le 28 août suivant; se distingue à la bataille d'Avein, gagnée en Flandres sur les Espagnols par les maréchaux de Vitry et de Brézé en 1635. gouverneur de Chalon-sur-Saône le 23 août 1636. lieutenant-général des armées du Roi en 1637. se trouve la même année en cette qualité à la bataille de Leucate, en Languedoc, où il combattit très-vaillamment tout malade qu'il étoit d'une fièvre violente qui le conduisit au tombeau le mois de novembre suivant"[155]. François de Nagu épouse en 1599 Éléonore du Blé d'Huxelles. C'est par elle que des parties de la seigneurie de Janly sont entrées dans la maison de Nagu. Ils ont huit enfants : Charles, Roger, Alexandre, Philippe, Françoise, Antoinette, Magdeleine et Charlotte[155].
  - Charles de Nagu : il est capitaine de cinquante hommes d'armes et mestre de camp du régiment de Champagne. Il est tué à l'escalade de Louvain en 1635 sans avoir été marié et sans descendance.
  - Alexandre de Nagu : il est "chanoine en l'Église et comte de Lyon, prieur et seigneur de Saint-Marcel-les-Chalon, et abbé de Joug-Dieu, en Beaujolais, [...] appelé vulgairement le comte de Varennes"[156].
  - Philippe de Nagu : il devient chevalier de Malte.
  - Françoise de Nagu : elle est mariée au château de (La) Varenne(s) (à Quincié), propriété paternelle, par contrat du 16 décembre 1638 à Hector de Monteynard, baron de Montfrin, maréchal des camps et armées du Roi.
  - Antoinette de Nagu : elle devient abbesse de Chazols (Chazeaux) à Lyon.
  - Magdeleine de Nagu : elle prend le voile à l'abbaye de Chazols (Chazeaux) et en devient abbesse après sa sœur Antoinette.
  - Charlotte de Nagu : elle devient archiprieure de Lancharre.
  - Roger de Nagu : il est chevalier, 2e marquis de Varennes, baron de Lurcy et de Marzé, seigneur de Belleroche, de Laye, de Longecourt, de Tart-le-Haut, Janlis et autres lieux[157]. Les événements qui émaillent sa vie sont indissociables de sa très homorable carrière militaire. Il devient mestre de camp du régiment de Champagne le 26 juillet 1635, à la mort de Charles de Nagu, son frère aîné. Il est capitaine de cinquante hommes d'armes le 26 août suivant et gouverneur d'Aigues-Mortes et de la Tour Carbonnière le 30 novembre 1637 à la mort de son père. Il est nommé chevalier de l'ordre Royal du Saint-Esprit en décembre de la même année. Il obtient la distinction d'être chevalier d'honneur au parlement de Bourgogne le 30 avril 1639. Louis XIII et le cardinal de Richelieu lui rendent visite lors de la bataille de Hesdin au cours de laquelle il est blessé dangereusement. Il est sergent de bataille de l'armée des Pays-Bas en 1640 et est promu maréchal de camp le 4 juin 1642. Il commande en chef la cavalerie française en Catalogne sous les maréchaux de La Meilleraye et de La Mothe en 1642, 1643 et 1644. Il devient conseiller d'état d'épée le 3 août 1648. Il meurt en 1650. Il s'est allié à Henriette d'Hostun en 1641, fille de Balthazar d'Hostun, dit de Gadagne, marquis de La Baume, comte de Verdun, sénéchal de Lyon, gentilhomme ordinaire de la chambre du Roi, et de Françoise de Tournon. Elle est la tante du maréchal-duc de Tallard[155]. Roger et Henriette ont un fils : Joseph-Alexandre.
    - Joseph-Alexandre de Nagu : il hérite des titres et des terres de son père. Il devient 3e marquis de Varennes, baron de Marzé et de Belleroche, seigneur de Longecourt, Tart-le-Haut, Laye, Quincié, Marchampt, etc. et sénéchal de Lyon (en 1674). Né en 1645, il fait une carrière dans les armées royales comme ses ancêtres : Il est nommé cornette dans le régiment de Schomberg, à l'armée de Portugal, en 1663. Il est capitaine dans le même régiment dans la guerre de Hollande en 1672 et 1673. Il est mestre-de-camp d'un régiment de cavalerie de son nom en 1675. Il est promu brigadier le 14 aout 1678 et maréchal de camp le 30 mars 1693. Il est fait commandant en chef dans les trois évêchés le 7 décembre 1701 et devient lieutenant-général des Armées du roi le 24 février 1702. Il est gouverneur de Bouchain en octobre 1704. Il meurt à Paris le 6 juin 1714. Joseph-Alexandre épouse Gabrielle du Lieu, fille de Jean-Baptiste du Lieu, seigneur de Charnay, conseiller du Roi, prévôt des marchands de la ville de Lyon[158]. Selon Yves Pirat, il vend toutes les terres et cens qu'il possède à Janly en 1670 aux Valon, plus précisément à Jacques-Louis Valon dont il est le tuteur[159].

#### Maison Valon (1670-1719)

Valon : d'azur à une licorne passante d'argent.

Les chimères, comme dirait Saint-Simon, de la maison Valon font remonter les origines de la famille à Régnier Walon, gouverneur d'Arleux en 1282. La filiation authentique, tout aussi ancienne, remonte aux frères Henri, Odon et Jean Walon, écuyers à Boux-sous-Salmaise, en 1394. Les Valon sont associés avec Genlis depuis au moins le 13 juin 1567 quand Nicolas Valon, seigneur de Barain, achète de Marie de Machecot un quart par indivis de plusieurs héritages en cens situés à Janly. En 1576 le même Nicolas achète les trois autres quarts dont la moitié par indivis de plusieurs héritages et cens que possède Guillemette de Senevoy, veuve de Philibert de Janly, seigneur de Montilles, à Janly. Il acquiert le reste de Laurent de Janly, seigneur de Dracy-les-Vitteaux. Le restant de la seigneurie de Janly appartient à la maison de Nagu, et les Valon l'achètent de Joseph-Alexandre de Nagu en 1670 : "délivrance par décret aux requetes du Palais le 26 novembre 1670 de la terre et seigneurie de Janly et Uchey au profit de dame Anne Arviset, ve de Jaque Vallon, Tresorier de France à Dijon, et de Marie Arviset, ve de Nicolas Valon, coner au Parlement (qui était auparavant seigr dud. Janly) Pour et moyennant la somme de 77 mille livres". Les Valon vont se partager la seigneurie et vont désormais s'intituler seigneurs de Genlis et Uchey en partie.
- Nicolas Valon : il est le fils de Philippe Valon, écuyer, originaire de Boux-sous-Salmaise. En 1554, il est nommé par le Roi conseiller laïc au Parlement de Bourgogne. Il conservera cet office jusqu'en 1574[164]. Nicolas commence une politique d'achat de terres qui l'amène à jeter ses vues sur Janly. Il achète le 13 juin 1567, de Marie Macheco, tout ce qu'elle possède en cens sur le territoire de Janly. Il arrondit son pécule en 1576 en acquérant, par l'intermédiaire de Nicolas de Loron, les possessions genlissiennes de Guillemette de Senevoy, et celles de Laurent de Janly. En 1572, Nicolas avait aussi acquis, de Hervie (Hervé) de Cléron, seigneur de Barain, Saffre et Posanges, les trois quarts de la seigneurie de Barain-en-Auxois pour 1000 livres. Il est aussi capitaine de Flavigny-sur-Ozerain[162]. De Jacqueline Languet, il est père d'au moins six enfants : Artus, Jacques, Bénigne, Claude, Jean et Isaac. Artus fondent la branche des seigneurs de Clémencey, et Jacques celle des seigneurs de Janly et de Mimeure.
  - Artus Valon : il est seigneur de Clémencey et conseiller et maître en la Chambre des Comptes de Bourgogne. Il épouse en 1585 Elisabeth Morin dont il a au moins un fils : Jacques.
    - Jacques Valon : il est seigneur de Clémencey et conseiller laïc au Parlement de Bourgogne. Il est l'époux de Catherine Bretagne, issue d'une grande famille parlementaire bourguignonne. Il en a au moins une fille, Anne, dernière de cette branche.
      - Anne Valon : elle est dame de Clémencey et elle s'allie le 9 octobre 1651 à Jean Fyot de La Marche, président à mortier au Parlement de Bourgogne et baron de Montpont et seigneur de Montjay. Née en 1636, elle meurt en 1675.

  - Bénigne Valon : elle est l'épouse de Claude Ier de Pontoux, seigneur de Grange[162].
  - Isaac Valon : il est avocat en Parlement de Bourgogne et propriétaire de la chevance et des terres de Janly. Il meurt en 1598 et ses frères et sœur se partagent sa succession le 12 mai 1598[162].
  - Claude Valon : il est écuyer, seigneur de Barain-en-Auxois et capitaine de Flavigny[162].
  - Jean Valon : il est conseiller au bailliage de Dijon[162].
  - Jacques Valon : il est conseiller laïc au Parlement de Bourgogne de 1574 à 1589[165], et hérite de la chevance et des terres de Janly à la mort de son frère, Isaac, en 1598. Il devient seigneur de Mimeure en 1582 par héritage de sa femme, Marie Comeau, qui devient dame de Mimeure en 1582[166]. Ils ont au moins deux fils: Nicolas et Jacques.
    - Nicolas Valon : il est seigneur de Belleroche et conseiller laïc au Parlement de Bourgogne en 1631[167]. Il épouse Marie Arviset, fille d'Émilan Arviset, seigneur de la Cosme, Colonges et de Marcilly-les-Mont-Saint-Jean, avocat du Roi à la chambre des comptes (1600), puis conseiller au parlement (1606), et de Marie Fyot.
      - Richard Valon (filiation incertaine) : il devient chevalier de Malte, du Grand Prieuré de Champagne avec son cousin germain Emilien Valon de Mimeure, en 1664. Ils sont dits "tous deux nés à Dijon"[168].

    - Jacques Valon : il est conseiller clerc au Parlement de Bourgogne, puis conseiller laïc (1616). Il devient président au bureau des trésoriers de France. Il est seigneur de Mimeure, de Clémencey, en partie, de Rosey, de La Grande Vérouze et de La Cuillière. Il meurt en 1668[169]. Il épouse en 1623 Anne Arviset, fille d'Émilan Arviset et de Marie Fyot. Sa sœur, Marie, épouse le frère de son mari. Cette dernière obtient aux requêtes du Palais, à son profit et celui de sa belle-sœur Marie, le 26 novembre 1670, une délivrance par décret de la terre et seigneurie de Janly et Uchey pour soixante-dix-sept mille livres, comme nous l'avons écrit précédemment. Ceci pose la question du rôle joué par Joseph-Alexandre de Nagu... Jacques et Anne sont les parents de Nicolas-Richard, Marguerite, Émilien, Claude, Prudent-Éléonor, Jean, Claude-Bernard, Marie, Jeanne et Catherine.
      - Nicolas-Richard Valon : né en 1630 au château de Genlis, il est seigneur de Genlis et d'Uchey (Huchey, à Genlis) en partie et co-seigneur de Couchey avec sa cousine Anne Valon. Il est conseiller au parlement de Bourgogne, charge dont il démissionne en 1672, car il ne l'aimait pas. François Kerlouégan en trace un portrait haut en couleur : "c'était un ami de Chapelle et de Despréaux, qui fréquentait vers 1660 les libertins et les cabarets. Il aimait écrire des chansons et des poésies légères sans vulgarité"[170]. Il est le constructeur du rez-de-chaussée de l'actuel château de Genlis. Nicolas-Richard meurt vers 1709. Il épouse le 24 octobre 1657 à Pontailler Jeanne de Vill(i)ers, fille de Philippe de Vill(i)ers, conseiller du roi et de Gilette Lobelin. Ils ont deux enfants : Jacques-Louis et Anne-Philippine (ou Philippe).
        - Jacques-Louis Valon : né à Dijon en 1658, il commence sa longue carrière comme page d'honneur du Grand Dauphin en 1668, et "fut inclus dans le Scandale des Princes en 1682. Embrassant alors la carrière militaire [...]". Il se bat dans les guerres de la Ligue d'Ausbourg et de Succession d'Espagne. Il se trouve aux sièges de Brisach et de Landau en 1703, et est présent à la bataille de Malplaquet en 1709. À la mort du Grand Dauphin en 1711, son fils, le duc de Bourgogne, le garde à son service. Jacques-Louis manque aussi de peu l'ambassade auprès de la Sublime Porte. Il monte en grade et termine lieutenant-général en 1718. Il meurt d'apoplexie le 3 mars 1719, alors gouverneur d'Auxonne. En 1697, la terre de Mimeure est érigée en marquisat. Il est aussi, comme son père, co-seigneur de Couchey. Jacques-Louis est aussi connu pour ses talents de versificateur. Ceux-ci lui valent un fauteuil d'académicien en 1707, et épouse l'année d'après Charlotte-Madeleine de Carmoisin d'Achy, issue d'une famille de bonne noblesse picarde. Madame de Mimeure entretient une correspondance suivie avec Voltaire et d'autres esprits distingués de l'époque. Elle meurt en 1739 à 74 ans[171]. Ils n'eurent pas de postérité.
        - Anne-Philippines (ou Philippe) Valon : elle devient l'unique héritière de son frère en 1719. Elle épouse le 8 juillet 1687, en la paroisse de Saint-Médard à Dijon, Anselme-Bernard Fyot, seigneur de Vaugimois, à qui elle apporte les terres et les titres des Valon. Ils sont les parents de Richard Fyot qui héritera de la seigneurie de Genlis.

      - Marguerite Valon : elle épouse en 1663 Jacques III de Mucie.
      - Émilien (ou Émilan[d]) Valon : il est né en 1639. A-t-il été chevalier de Malte en 1664 avant de se marier[172]? Il est conseiller au Parlement de Bourgogne en 1663. Il épouse en 1668 Jeanne-Bénigne de Macheco, née en 1649. Il meurt, d'après Yves Pirat, le 23 septembre 1697, et son cœur est enterré dans l'ancienne église de Genlis.
      - Claude Valon : il devient ecclésiastique.
      - Prudent-Éléonor Valon : il fait carrière dans l’Église.
      - Jean Valon : il est capitaine au régiment de Navarre.
      - Claude-Bernard Valon : il est écuyer et seigneur de Montmain, de Grosbois et de Maizerotte. Il est aussi seigneur en partie de Genlis et Huchey. Le 8 juillet 1688, il fait une reprise de fief des seigneuries précitées, acquéreur par décret fait au parlement de Dijon le 30 juin sur les enfants et héritiers de Charles de Tenarre pour les trois quarts, et pour l'autre quart sur Aimée-Louise du Refuge, femme de Claude d'Achey, baron de Cormaise et de Maillot, pour le prix de 89 400 livres[173]. Il épouse 22 octobre 1682, en la paroisse Saint-Pierre de Dijon, Philiberte Bourée de Corberon (1651-1704). Il meurt à Genlis le 16 septembre 1694, et il fut inhumé dans la chapelle Saint-Claude de l'ancienne église de Genlis[174].
        - Marc-Antoine Valon : il est titré marquis de Montmain et seigneur de Grosbois et Maizerotte (à Corgengoux), et de Genlis et Huchey en partie. Il s'allie en premières noces à Marie-Madeleine Fouquet de Belle-Isle, et en secondes avec Marie-Françoise-Almodie de Livron. Il n'a pas de postérité de ses deux unions.
        - Claude Valon : elle épouse le 3 avril 1702, en la paroisse de Saint-Pierre à Dijon, Jean-Baptiste Jules de Ricard.

      - Marie Valon
      - Jeanne Valon
      - Catherine Valon

#### Maison Fyot (1719-1874)

Fyot : d'azur au chevron d'or accompagné de trois losanges du même.

La maison Fyot est connue depuis le XIVe siècle. Originaire de Châtillon-sur-Seine, Guillaume Fyot, qui vivait en 1382, épouse Odette de Janly, descendante des seigneurs de Janly par les Montmorot et les Girart de Janly, comme nous l'avons mentionné ci-dessus. Notables, les Fyot occupent une position sociale avantageuse qui les mènera jusqu'aux plus hautes charges parlementaires et de la magistrature bourguignonnes et ils s'allieront aux plus grands noms de la noblesse de robe et d'épée de la province. Les descendants de Guillaume Fyot forment deux branches : celle des Fyot de La Marche et celle des Fyot de Vaugimois. C'est la première branche qui illustre le nom le plus brillamment avec cinq Premiers Présidents et Présidents à Mortier au Parlement de Bourgogne qui se succèdent de pères en fils de 1637 à 1772 (cf. Claude-Philippe et son fils Jean-Philippe Fyot de La Marche). Les Fyot de La Marche voient également les terres érigées en comté pour Bosj(e)an, en 1680, et en marquisat pour La Marche, en 1736. Cette branche se targue aussi de représentants illustres : Claude Fyot, dernier abbé commendataire de Saint-Étienne, auteur d'une Histoire de l'Abbaye de Saint-Étienne de Dijon.
La branche qui nous intéresse est celle de Vaugimois. Moins bien illustrée que celle de La Marche, elle compte néanmoins un greffier en chef du Parlement de Bourgogne au XVe siècle, un conseiller puis doyen au Parlement de Bourgogne, également conseiller d’État au XVIe siècle. Les Fyot de Vaugimoins épousent des filles de bonne noblesse de robe bourguignonne : Legouz, Montholon, Morin, Massol et Valon. Cependant, on ne voit ni érections de terres ni littérateurs.
- Anselme-Bernard Fyot : il est le fils de Philippe Fyot, seigneur de Barain, Vaugimois, Menade et Tharoiseau, et de Marthe de Francini. Il est seigneur des terres héritées de son père et de celles de Vonge et de Boussole dont sa femme, Anne Valon de Mimeure qu'il épouse en 1687, fait une reprise de fief le 4 août 1719. Il devient par son mariage marquis de Mimeure et seigneur en partie de Janly et Uchey. Il est président aux Requêtes du Palais. Il épouse donc Anne-Philippines (ou Philippe) Valon, seule et unique héritière de son frère, Jacques-Louis Valon, marquis de Mimeure, lieutenant-général des Armées du Roi, gouverneur d'Auxonne et académicien, mort en 1719. Ils sont parents de deux fils : Richard et Claude.
  - Claude Fyot de Vaugimois : né cadet, il embrasse la carrière ecclésiastique, comme son cousin et homonyme, Claude Fyot de La Marche, abbé Commendataire de Saint-Étienne de Dijon. Il devient abbé de Notre-Dame du Tronchet, après son doctorat.
  - Richard Fyot : il devient le 3e marquis de Mimeure après son oncle et son père. Il est aussi seigneur de Genlis et Huchey en partie. Il est capitaine de cavalerie. Il meurt à Genlis le 14 mai 1758. Il épouse en 1728 Anne-Catherine-Bernarde de Vienne, fille de Louis, baron de Châteauneuf, et de Marie Comeau. Ils ont deux enfants : un fils, Claude, et une fille, Anne-Philippines.
    - Anne-Philippines Fyot : née en 1729, elle s'allie en 1747 avec Jean-Claude Perreney de Grosbois (1718†1810). Elle meurt en 1811.
    - Claude Fyot : il est né en 1734 à Dijon. Il est le 4e marquis de Mimeure et seigneur de Genlis et de Huchey. Il épouse en 1755 Olympe Bernard de Sassenay. Il meurt à Dijon en 1790. Il est le père de Nicole-Judith-Pauline et Claude-Philibert-Marie-Casimir.
      - Nicole-Judith-Pauline Fyot : elle est née en 1756 et meurt en 1852. Elle épouse Christophe-Claude-Marie de Chaillot (1748†1823). C'est leur fille, Joséphine-Jeanne-Baptiste-Olympe de Chaillot, qui hérite du château et des terres de Genlis et Huchey (à Genlis), et qui les transmet à son mari François-Joseph-thérèse-Rodolphe de Buyer.
      - Claude-Philibert-Marie-Casimir Fyot : né en 1763, il succède à son père comme 5e marquis de Mimeure et seigneur de Genlis et Huchey (à Genlis). En 1790, son père et lui sont imposés pour la première fois par la nouvelle municipalité : ils doivent payer 990 livres d’impôts. Il meurt à Dijon le 6 février 1846. Il épouse en 1796 Anne Fromentier (1767†1841). Ils sont les parents de Claude-Philibert.
        - Claude-Philibert Fyot : il est né en 1801 et meurt à Dijon le 31 mai 1874. Il est le 6e et dernier marquis de Mimeure. Il se marie avec Marie-Denise de Lampinet. Ils n'ont pas d'enfants. Il est le dernier des Fyot de Mimeure. Son marquisat s'éteint avec lui et ses terres passent aux Buyer, par les Chaillot.

#### Maison (Girart) de Janley

(Girart) de Janley: d'azur à la fasce d'argent accompagnée de trois quintefeuilles du même.

Le premier seigneur connu de cette branche est un seigneur du nom de Girart. Girart de Montmorot adopte le nom de Janly ou Janley, et ses héritiers s'appelleront Girart de Janly ou Janley puis de Janly ou Janley, à partir du XVe siècle. Cette branche, qui s'éteint au XVIIe siècle, porte comme armes une variante du blason des seigneurs de Janly : d'azur à la fasce d'argent accompagnée de trois quintefeuilles du même. La filiation de cette branche est très morcelée et incertaine par moments. Elle avait des propriétés ou possédait les seigneuries de Janly, Chalon-sur-Saône, Mellecey, Saint-Maurice-en-Rivière, Yelley (près de Chalon-sur-Saône), Montille, Verchisy, Magny-la-Ville, Dracy-les-Vitteaux, Fresnes-les-Montbard, Villiers-les-Hauts (en Auxois) et Jussy (en Auxerrois). Le premier représentant de cette branche est:
- Girart (ou Girard) de Janley : Le comte Georges de Montmorot le donne comme fils de Richard de Montmorot et d'Alix d'Estrabonne, et né à Genlis. Il est dit clerc, et son titre de "maître" nous laisse penser qu'il occupe probablement une charge administrative dans le duché. Il meurt avant 1347[177]. En mai 1334, il vend deux soitures de pré sur Genlis à Jean Bruchiote, clerc. D'une femme dont on ignore les prénom et nom, Girart aurait eu, au moins, trois fils appelés Jean, Jean et Nicolas : 
  - Jacques Girart de Janley (filiation incertaine): il est clerc à Dijon en 1374 et 1375[178].
  - Jean Ier Girart de Janley : sa naissance lui permet d'entrer dans le chapitre cathédrale de Saint-Vincent de Chalon-sur-Saône dont il devient trésorier puis doyen. Il est enterré en 1372 à l'entrée de la chapelle de Vères, dite de la Sainte Vierge, dans la cathédrale[179]. Il porte pour armes : d'azur à la fasce d'argent accompagnée de trois quintefeuilles du même[180]. Il est le fils de "maître Girart de Janley". Il est témoin pour Jean de Poisac, écuyer et soudoyer du Duc, en 1347.
  - Jean II Girart de Janley: il est le frère cadet de Jean Ier, doyen du chapitre cathédral de Saint-Vincent de Chalon-sur-Saône, et est chanoine dans le même chapitre. Il en devient le trésorier. Il enterre son frère aîné, le doyen, en 1372[181].
  - Nicolas Girart de Janley : il est le fils de Girart de Janley. Il écrit une charte à Chalon-sur-Sâone en 1374[182]. Il apparaît dans une quittance du "mardi avant la madeleine 1383" donnée par Jean de Pontailler, écuyer et seigneur de "Maigney" (Magny-sur-Tille), et son frère Hugues de Pontailler, chevalier, à Philibert de Janley, ("fils de feu Nicolas de Janly"), à cause de portions de bois dans les bois de Beire et "Léé" (Lays) que le seigneur de Magny tenait de Perrin de "Columbey" à cause de sa femme Hugote[183]. Henri Dubois le mentionne comme faisant partie de l'échevinat de Dijon[184]. Il meurt avant 1383. De son épouse, dont les noms et prénoms sont inconnus, il eut au moins un fils : Philibert.
    - Odette Girart de Janley (filiation incertaine mais probable) : elle épouse Guillaume Fyot, écuyer de Boux-sous-Salmaise, qui vivait encore en 1382[185]. Elle fut au service de la duchesse de Bourgogne car son nom apparait dans le livre de compte du receveur Guillaume Bataille, le 13 février 1382, pour une somme d'argent que lui devait sa maitresse[186].
    - Huguette (ou Hugotte) Girart de Janley (filiation incertaine mais probable) : Georges de Montmorot la dit dame d'Uchey et elle parait être, selon Peincedé, la femme de Perrin de Columbey (probablement Colombier). Son nom et celui de son mari apparaissent dans la quittance du "mardi avant la Madeleine 1383" cité ci-dessus. Entre 1406 et 1415, une sentence est rendue en sa faveur (Huguette de Janley, dame de Varennes et de Saint-Loup) contre les moines de La Ferté qui ont tellement fait hausser les chaussées de leurs étangs de Saint-Ambreuil et de Seneuil "que par la excessive auture plusieurs terres gaignables aient esté et soient noyées et gastées pour l'eau estant reposant et regonflant en icelles". Elle reçoit des indemnités[187].
    - Philibert Girart de Janley : il est le fils de Nicolas de Janley. Son nom apparait à côté de celui de son père dans la quittance de 1383 donnée à Jean de Pontailler, seigneur de Magny-sur-Tille, et son frère Hugues de Pontailler. Le 7 janvier 1399, il cède à l'abbaye Saint-Étienne de Dijon une pièce de terre dit le "Champ Prestet". En effet, l'abbaye maintenait que Philibert devait leur payer un cens de "trois solz tournois de forte monnoie". Philibert répliquait qu'il ne possédait pas de terre censable à Saint-Étienne. Afin de mettre fin à cette dispute, il cède la terre aux moines et se libère ainsi des trois sols, des amendes et des arrièrages. L'acte est scellé à "Janley"[188].
      - Nicolas Girart de Janley : il est le fils de Philibert Girart de Janley. Son nom apparaît comme témoin d'un bail à cens à Genlis le 7 janvier 1399 auquel son père est également témoin[189].
      - Laurent Girart de Janley (filiation incertaine) : Peincedé le mentionne dans un acte du 4 mars 1416.
      - Hugues ou Huguenin Girard de Janly (filiation incertaine): mentionné par Peincedé vers 1430 à propos de l'héritage de Lambert Jouhot de biens situés à Genlis.
      - Jean Girart de Janley (filiation incertaine) : son nom est mentionné dans une lettre écrite en 1413 par Guyot de Jaucourt aux gens du conseil et des comptes à Dijon, relative à l'entretien des troupes[190], ainsi que dans le recueil de Peincedé avec celui de son père.

La famille de Chierlieu, alias de Janley:
Les textes d'époque et les sources secondaires basées sur les textes d'époque, tel que le livre de Thierry Dutour, Une Société de l'honneur, nous renseigne sur une branche de la famille qui a quitté Genlis pour chercher fortune à Dijon. Ils habitent la rue de Chierlieu, à côté de la maison dijonnaise du Chapitre de Langres, située à côté de l'église Saint-Philibert, dont le nom a changé de nos jours. Parmi eux, on trouve Robert de Chierlieu, alias de Janley, bourgeois de Dijon, qui est fermier des dîmes de l'abbaye de Saint-Bénigne en partenariat avec d'autres de ses parents, Girart et Regnaudot de Chierlieu, ou de Janley. Ce dernier est l'homme important de ce rameau: il travaille pour le duc Philippe le Bon en tant que clerc et payeur des ouvrages de la Chartreuse de Champmol. Il est également valet du duc de Bourgogne et bâtonnier de Saint-Bénigne. En 1425, il "dota l'église d'un autel nouveau, en l'honneur de Saint Paul. Cet autel fut placé du côté nord, dans le bras du transept, près de la cloison du chœur". Il est aussi membre de la confrérie de Saint-Bénigne et échevin de Dijon onze fois entre 1386 et 1413.
Thierry Dutour inclut également Nicolas de Janley et son fils Philibert, nommés ci-dessus, comme membres de cette branche. Ils demeurent également à Dijon, du côté de Notre-Dame en 1376. Connu dans les textes depuis 1354, Nicolas prête la somme de 11 livres pour aider aux fortifications de Dijon en 1368. Robert de Chierlieu avait prêté 10 florins en 1363 pour la même cause.
La grande différence qui existe entre ces deux groupes d'individus est que Robert fut imposé 4 livres "pour les marcs", alors que Nicolas et Philibert ne le sont pas. Cependant, Henri Dubois confirme que Nicolas de Janley appartient à une famille échevinale, ce qui confirme les liens de parentés entre ces hommes.
La descendance de Jean Girard de Janley/Janly:
À ce stade de nos recherches, le rattachement de Jean Girard de Janly/Janley à l'arbre généalogique de la maison de Janly n'a pas encore été établi. 
- Jean Girart de Janley (filiation incertaine) : né vers 1400, le duc Philippe le Bon le fait receveur du bailliage et grainetier du grenier à sel de Chalon-sur-Saône vers 1427[194]. Il est titré seigneur de Montilles. Philippe de Commines le dit "conseiller-lay à vingt sols de gages par jour" dans ses mémoires. Le duc Philippe le Bon l'anoblit en 1433 pour avoir probablement dérogé en devenant fonctionnaire et en exerçant des charges cléricales. Jean meurt en 1471[195]. Toujours en 1433, au mois d'août, Il est chargé par le duc Philippe le Bon et les États de Bourgogne de lever la somme de 40 000 livres pour lever une armée destinée au siège de Pacy et d'Avalon. Philippe de Commynes, dans ses fameux mémoires raconte qu'en 1468, "fust arresté maistre Jean de Janly, envoyé par mondit Sieur le Duc devers Monsieur de Calabre & le Roy d'Aragon, à cause de leur differend, & dont fut fait grande injure à mondit Sieur le Duc, & audit Janly interest et dommage, ainsi qu'il a est remonstré au long par les députés de mondit Sieur le Duc." Il meurt en ou vers 1472. Il épouse vers 1426 Jeanne Molain (ou de Molain ou de Mâlain), dame d'Hirley, fille d'Odet (ou Odon ou Odot) de Mâlain, baron de Lux, de noblesse récente et fabuleusement riche. Elle "fait son testament chez Me Pierre Martin, notaire à Chalon, après Pâques 1472, et choisit sa sépulture dans la chapelle Saint-Michel de l'église Saint-Vincent; entre autres dons, elle légua 100 francs pour la réparation des clochers, dix francs pour la réparation du grand pont de Saône et trente livres à chacune des dix pucelles choisies par les échevins pour les aider à se marier"[196]. Elle meurt en 1476. Ils sont les parents de Jean, Antoine, Philibert, Huguette, et Odette.
  - Antoine de Janly : il est titré seigneur de Verchisy en Auxois et de Lays[197]. Il est écuyer tranchant du duc Charles de Téméraire[198], donc il reçoit 80 livres après la bataille de Venlo, le 10 septembre 1473[199]. Il hérite de la seigneurie de Hirley de sa mère en 1487[200]. En 1498, il participe à la réunion du ban et de l'arrière ban du bailliage d'Auxois en exécution des Lettres patentes du roi de France[201]. En 1510/12, Antoine de Janly cède au chapitre cathédrale de Saint-Vincent de Chalon-sur-Saône "la terre et seigneurie d'Ielley [Hirley], assise emprès Chalon, et la maison en laquelle pend pour enseigne le Mouton" contre une rente viagère de 7 queues de vin, 9 bichets de froment et 120 livres tournois[202]. Vers 1519, Antoine règle des comptes avec Charles, fils d'Olivier de La Marche, chevalier, conseiller et premier maître d'hôtel de l'Archiduc d'Autriche[203]. Il s'allie avec Jeanne d'Amoncourt, fille d'Hélyon, seigneur de Piépape, d'où une fille.
    - Jeanne de Janly : elle épouse Guillaume de Mazilles, seigneur de Villers. Veuve avant 1510, elle se remarie avec Jean de Charrecey, écuyer[204].

  - Philibert de Janly : il est chanoine puis doyen de l'Église cathédrale Saint-Vincent de Chalon-sur Saône. Il est aussi protonotaire du Saint-Siège. Il fait son testament en 1512[205] et meurt en 1514. En 1474, il est conseiller au Parlement de Bourgogne, à Beaune. Pierre Palliot écrit qu'il "estoit grandement versé en la langue Hébraïque et de singulière érudition[206]. Il reconnaît une redevance annuelle de 15 pintes d'huile de noix au profit de Jean Paquelin, boulanger et Philippe Cusin, alias Galoche, et Evrard Oiselet, notaires, "comme seigneurs tenementiers et possesseurs et ayant cause des maisons des vénérables religieux, abbé et couvent de Maisière, assises et situées à Chalon, en la rue de la Poulaillerie"[207]. Personnage considéré, il est choisi vers 1465 par la famille de Bauffremont avec d'autres pour servir de juge lors d'un procès qui les opposent aux seigneurs de Toulongeon au sujet de Clauda de Toulongeon et son mari Jean de Bauffremont. Ce procès dura trente-deux ans[208].
  - Huguette de Janly : sa mère la marie à Guillaume de Colombier, écuyer, seigneur du même lieu, de Saint-Loup-les-Varennes et de Sevrey en partie[209].
  - Odette (ou Odotte ou Oudotte ou Oudette) de Janly : elle est la première femme d'Olivier de La Marche, le célèbre chroniqueur de la cour bourguignonne qu'elle épouse vers 1455. Elle décède entre 1473 et 1490[210].
  - Jean de Janly : il assiste aux États de Bourgogne à Dijon en 1483. Il est seigneur de Montilles en 1486[211], date à laquelle il est pourvu d'un office de conseiller laïc au Parlement de Bourgogne par le roi Charles VIII le 9 avril, et est reçu le 12 novembre. Jean de Janly meurt en 1503, date à laquelle sa charge est donnée à Thomas Bouesseau, écuyer[212]. Il assiste aux États de Bourgogne à Beaune en 1483[213]. Jean a quatre enfants avec Elisabeth Le Fèvre, Jean, Antoinette, Françoise et Thomas qu'il fait légitimer vers 1495[214]. Un acte de la fin du XVe siècle mentionne la légitimation de Jean, Antoinette, Françoise et Thomas de Janly, enfants de "Jean, seigneur de Motilles, maître des requêtes de l'hôtel desdits seigneurs (Maximilien et Philippe, ducs de Bourgogne) et d'Élisabeth Le Fèvre"[215]. Il est également père (par la même mère?) de Philippe et de Laurent qui continueront la lignée. 
    - Philippe de Janly : il est seigneur de Montilles. Le 8 avril 1516, il vend pour 500 livres une maison à trois étages située rue du châtelet à Chalon, conjointement avec son frère le chanoine et son autre frère Laurent, à Jean Lelide, notaire royal[216]. D'une demoiselle au prénom et nom inconnu, il a au moins un fils : Philibert
      - Philibert de Janly : il est seigneur de Montilles et de Magny. En 1516 il donne le dénombrement du fief des Fossés, à Sennevoy, avec sa femme. Un acte de 1540 nous indique qu'il possède plusieurs héritages et cens à Genlis[86]. Il épouse avant 1516 Guillemette de Senevoy, dame de Villiers-les-Hauts[217]. En 1557, Philibert fait hommage de la moitié de la terre de Jussy qui lui vient de sa femme. Dans cet acte il est titré écuyer, seigneur de Montille, Magny-la-Ville, Sauchon, Grignon et Jussy en partie[218]. Le 7 septembre 1558, Philibert de Janly fait une reprise de fief de la quatrième partie de Villers-le-Haut, Mereul et ses dépendances au nom et comme procureur spécial de Guillemette de Senevoy, en tant que seule héritière de son frère Jean, seigneur de Senevoy, Villers-les-Hauts et Mereul et ses dépendances[219]. Elle est déjà veuve en 1572[220]. En 1576, elle vend à Nicolas Valon, seigneur de Barain et conseiller au Parlement de Dijon la moitié par indivis de plusieurs héritages et cens à Janly [...][221]. En 1582, Guillemette rend hommage pour la moitié de la terre de Jussy ainsi que son fils Georges de Janly, écuyer, seigneur de Montille et Jussy en partie[222]. Ils sont les parents de Georges de Janly.
        - Georges de Janlis ou Janly : il est écuyer et devient seigneur de Montilles et de Magny après la mort de son père. Il épouse Isabelle (ou Isabeau ou Elisabeth) d'Alichamps[223]. Il tue en duel en 1576 Antoine de Clugny, seigneur du Brouillart, homme de la compagnie de M. de Listenois. En 1569, il vend ses parts de la seigneurie de Poligny, qui lui étaient venues de sa femme, à Claude de Lénoncourt, seigneur de Marolles et Poligny en partie, guidon de la compagnie de M. de Dinteville, lieutenant-général au gouvernement de la Champagne et de la Brie[224]. Dans l'hommage de 1582, il porte les armes suivantes : "d'azur à la fasce d'argent accompagnée de trois paons du même." Ils sont parents de: 
          - Claude de Janly ou Janlis: elle épouse le 7 avril 1615 Antoine du Lion.
          - Perrette de Janlis ou Janly: elle épouse Jean de Butor, seigneur de Montigny[225].

        - Henriette de Janly (filiation hypothétique): deuxième femme en 1545 de Denis de Sercey, écuyer, seigneur de Clomot, Savigny et Mâlain, lieutenant des Archers et exempt des gardes du corps, mort en 1577.

    - Jean III de Janly : Il est légitimé vers 1495 et devient chanoine de l'Église Cathédrale Saint-Vincent de Chalon-sur-Saône. Il fait une reprise de fief de la seigneurie de Magny-les-Semur en 1503[226]. En mai 1518, il obtient des lettres de naturalisation du roi François Ier car il est né à Malines. Ces lettres sont écrites au château d'Amboise[227]. Il est aussi seigneur de Saint-Maurice-en-Rivière et Chevrey, et il en affranchit les habitants de la mainmorte en 1517. Ses qualités lui font accéder au doyennat du chapitre Saint-Vincent, mais il en démissionne en 1520[228]. Comme son oncle Philibert, il est hébraïste et érudit.
    - Antoinette de Janly : légitimée vers 1495 et morte avant 1503.
    - Thomas de Janly : légitimé vers 1495 et mort avant 1505.
    - Françoise de Janly : légitimée vers 1495 et morte avant 1505.
    - Marguerite de Janly : femme de Louis de Mazilles, seigneur de Villers.
    - Laurent de Janly  : il devient seigneur de Dracy-les-Vitteaux qu'il déclare tenir en franc-alleu en 1549[229]. Il possède également, à l'instar de son neveu Philibert de Janly, des héritages et des cens à Genlis[86]. Il assiste aux États de Bourgogne en 1566[230]. Laurent de Janly épouse 24 janvier 1518 une jeune veuve, Catherine Daubenton, dame en partie de Viserny, fille de Guillaume, seigneur de Marcilly-les-Avalon, et de Marguerite Guijon[231]. Ils ont au moins un fils : Philibert.
      - Philibert de Janly : il est seigneur de Dracy-les-Vitteaux. Le 30 mars 1565, il est témoin d'un acte de curatel pour les filles de Claude d'Anglure, seigneur de Jours[232]. Il assiste aux États de Bourgogne en 1568, 1572, 1576, 1584 et aux États royalistes à Semur en 1590[233]. Philibert de Janly acquiert la seigneurie de Marcilly-les-Vitteaux par aliénation en 1599[234]. Il fait une reprise de fief de la seigneurie d'Hirley. Il épouse Anne de Balay, née en 1541, fille d'Aimé de Balay, chevalier, baron de Longwy et seigneur de Marigna, chevalier de Saint-Georges, mort en 1570, et d'Anne de Saulx-Ventoux. Louis Moréri l'appelle Philibert de Joly et le titre seigneur de Marcigny et de Dracy[235]. Il est probablement mort vers 1628, sa succession étant partagée cette année[236]. Ils ont pour enfants un fils et quatre filles (et peut-être une cinquième fille, Anne) :
        - Pierre de Janly, co-seigneur de Dracy.
        - Elisabeth de Janly : elle s'allie en 1581 René de Loron, seigneur de Thairon-sur-Girolles[237].
        - Marie de Janly : elle est la deuxième femme, le 7 octobre 1596, du comte Hermès de Thienes, de noblesse genevoise. Elle est dite "f[ille de] feu No. Philibert de Jauly, S. de Dracy-les-Vitteaux au duché de Bourgogne et de feu Anne de Balé (cont. 7 septembre 1596)"[238].
        - Eve de Janly : elle épouse Jean Maillard, seigneur de Chaume et de Cessey, et seigneur en partie de Dracy-les-Vitteaux[239].
        - Suzanne de Janly: elle s'allie avec Jacques Pelletier, seigneur de La Roche et co-seigneur de Dracy-les-Vitteaux.
        - Anne de Janly (filiation incertaine, mais probable) : elle est dite "Anne de Joly". Elle épouse Claude de Crose, baron de Batie-Beauregard[240].

### Après le passage de l'armée de Gallas (1643)
L'article Wikipédia sur Matthias Gallas (1584†1647) explique qu'il est général des Armées Impériales pendant la guerre de Trente ans (1618-1648), un conflit européen où s'opposent, à l'époque qui nous intéresse, la France à l'Empire et la Suède. À l'origine conflit religieux et politique à multiples facettes, la guerre traîne et dégénère. Le va-et-vient des armées, puis des bandes licenciées des armées, sans foi ni loi, dans les villes, mais surtout les campagnes, entraînent des atrocités commises comme dans le Palatinat et en Franche-Comté, atrocités qui vont marquer les esprits pendant des décennies. Le nom de Matthias Gallas est particulièrement lié avec celles commises en Bourgogne où leurs incursions sèment la ruine et la désolation la plus totale.

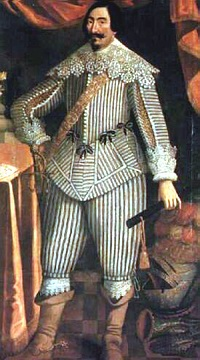
Matthias Gallas, comte de Campo et duc de Lucera.
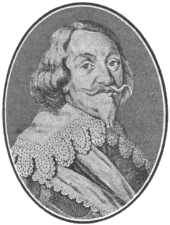
Matthias Gallas
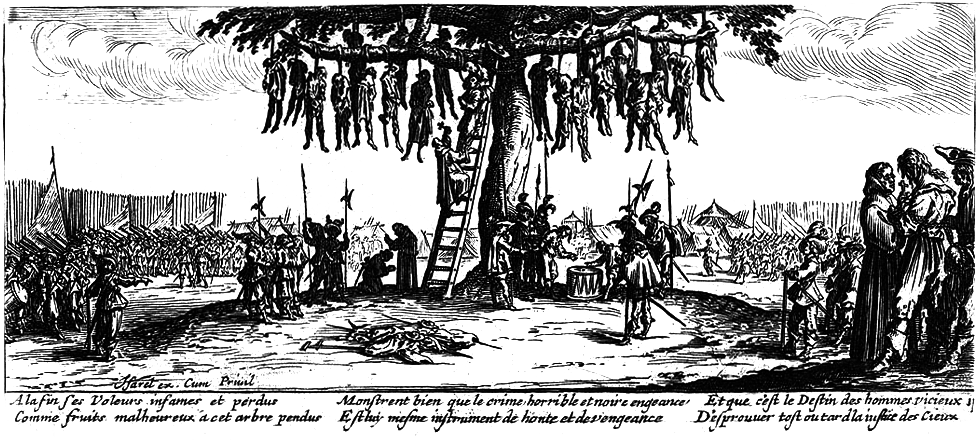
Les misères de la guerre, gravure de Jacques Callot.
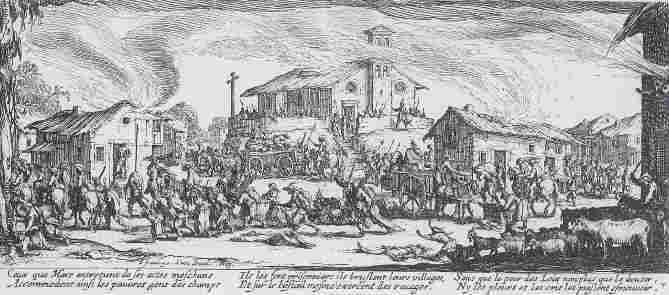
Le pillage et l'incendie d'un village, gravure de Jacques Callot.

Après la victoire française de Rocroy (1643), les élus du bailliage de Dijon décident d'aller de village en village pour constater l'état du pays, et surtout relancer les collections de l'impôt. Leur chevauchée dure plus de deux mois. Voilà ce qui fut noté sur Genlis et ses environs.
Genlis est le 40e village que les élus visitent. 

« En 1644 : habitants, 30 (les rôles donnaient 64 personnes; ce qui peut faire supposer que les réfugiés étaient nombreux); pas un n'a un journal de terre en propre. [...] Le lendemain 23e du dict mois de septembre, par nous le dict Comeau assisté de maistre Gilbert de Pringles, greffier des Etatz, a esté continué de procéder à la dicte visitte, comme s'ensuit.

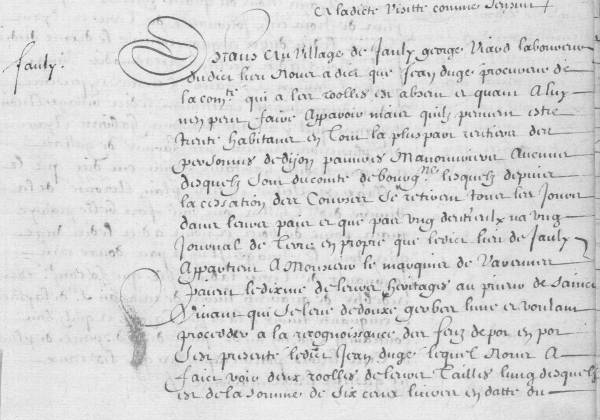
Extrait du procès-verbal de 1644-45 dressé par P. Comeau sur Janly (ADCO)

Estans au village de Janly, George Viard, laboureur du dict lieu, nous a dict qu'ils peuvent estre 30 habitants en tout, la plupart rentiers des personnes de Dijon, pauvres manouvriers, aucuns des quelz sont au comté de Bourgogne, les quelz, depuis la cessation des courses se retirent tous les jours dans leur païs.
Pas ung d'entre eulx n'a un journal de terre en propre. Le dict lieu de Janly appartient à M. le marquis de Varennes. Ilz paient la dixme de leurs héritages au prieur de Saint-Vivant, qui se lève de douze gerbes l'une.
Et voulant procéder à la reconnoissance des feux de pot en pot, s'est présenté le dict Jean Dugé, le quel nous a fait voir deux roolles de leurs tailles, l'ung des quelz est de la somme de 600 livres, où soixante quatre personnes sont imposées, et nous dict qu'il n'y a que six laboureurs, sans compter néantmoings les deux admodiateurs du seigneur, les quelz ne paient aucune taille, ayant trois ou quatre cherrues et font plus de 300 journaux de terre...; que le dixme est admodié vingt-quatre esmines.
Ce faict, en présence du dict Dugé, avons visitté exactement le dict village, et avons recogneu qu'il y a trente maisons habitées, ayant esté plusieurs fois brûlées par l'armée de Gallas, à ce que les dicts habitans nous ont dict.
Dans tout le finage, il n'y a pas 1,200 journaux de terre labourable. La communaulté est endettée de 90 livres de rente; et ils sont contraincts, chacun an, faire de la despence de plus de cent livres pour empescher que les eaux ne gastent leurs maisons »

Huchey est le 44e village à être visité.

« En 1644 : 17 feux. Le mesme jour sommes allés à Heuchey, où estant avons faict venir devant nous Hugues Michel, procureur de la communauté, qui nous a dict qu'ilz sont quatre habitans et quelques pauvres manouvriers.
Le role de leurs tailles présenté, avond recogneu qu'ilz sont dix-sept imposés, femmes vefves comprises, et que sur le dict roole il y a six vingtz livres. Il nous a apparu que le village a esté grandement ruiné et qu'ilz commencent à rebastir. »

D'autres villages aux alentours de Genlis et Huchey eurent à souffrir de la rage de Gallas. Longeault avait dix-sept habitants, six maisons et trois charrues. Il ne restait que seize habitants, trois maisons et un laboureur à Pluvault. Collonges-les-Premières avait quatre feux et trois maisons. Beire-le-Fort était inhabité et les terres étaient en friche. Premières avait dix-sept habitants et quatre maisons habitées. Longchamp avait vingt-deux habitants, y compris les réfugiés des villages. Pluvet avait neuf habitants dont quatre veuves, trois manœuvres et deux laboureurs. Cessey avait trente-trois habitants, dont neuf laboureurs. À Chambeire, il n'y avait que trois habitants, trois charbonniers qui ont fui les bois devenus trop dangereux. Trois pauvres habitants en tout, et récemment établis, se trouvaient à Labergement-Foigney. À Izier, il y avait trente-cinq habitants, tous étrangers au village et qui ne sont pas restés. Des quarante-huit habitants qui se trouvaient à Magny-sur-Tille, une grande partie étaient des réfugiés. À Varanges, il y avait quarante-six habitants, presque tous des manœuvres étrangers, qui ne sont pas restés. À Marliens, il n'y avait que treize habitants et six maisons. La liste continue, inexorable, décrivant les misères causées par Gallas.

### La Révolution française à Genlis
La Révolution française changea le paysage socio-politique de Genlis, mais ne sembla pas avoir apporté les violences liées à ces changements. Maurice Baldou note certaines de ces altérations. Le 24 juin 1790 marque la constitution de la municipalité. Cette dernière, au cours de l'assemblée présidée par Nicolas Martin, décide que la journée de travail sera dorénavant rémunérée à 20 sols. L'assemblée élit également le conseil municipal. Nicolas Martin est élu maire. Les officiers municipaux sont : Jacques Berthaut, Jean Coffin, Jean Gevrey, Claude Convert et François Nicolardot. Le procureur est Denis Duborgia. Parmi les notables de Genlis, on remarque : Jacques Guillon, Claude Tollin, Claude Vignant, Nicolas Barbe, Jacques Broissard, Edme Gouget, Claude Dessoye, Jacques Freu, curé, Jean Bonnardot, Claude Proteau, Jean Jossot et Jean Thunot. 

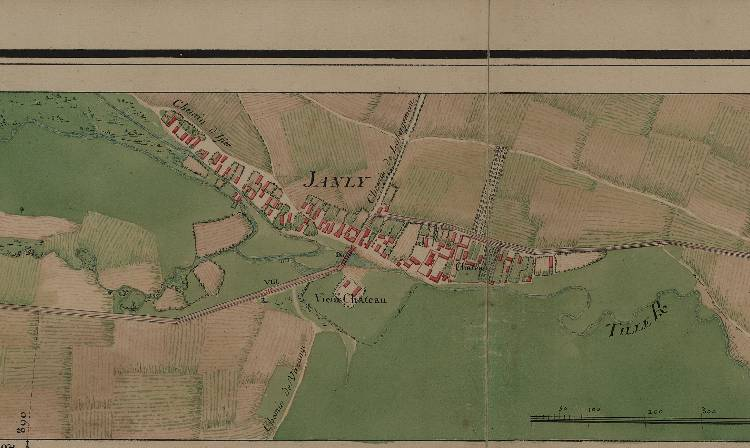
Genlis en 1759.

Le 30 octobre 1790, il y a 686 habitants à Genlis et Huchey, dont 193 actifs votants. Genlis et Huchey sont imposées de 4 060 livres et 13 sols. Le seigneur du village, M. Fyot de Mimeure, n'est pas compris dans le rôle de 1789. En revanche, il est imposé de 990 livres et 15 sols sur le rôle de 1790.

Il y a une poste aux chevaux à Genlis. Dijon était éloigné de deux postes et Auxonne d'1½ postes.

Le territoire de Genlis est divisé en sept sections :
1. Terrain neuf et Hauturot : limité par Beire et Labergement à l'est, Izier au nord et Arc s/Tille et le chemin d'Auxonne à l'ouest.
2. Nicolot et Moussenières : limité par Labergement et Cessey à l'est, Longeault au sud, Izier au nord et le chemin d'Arc s/Tille à l'ouest.
3. Jeannot et Longues Royer : limité par le chemin d'Arc s/Tille à l'est et le chemin de Genlis à Labergement au sud.
4. Les allées et Ormeaux : limité par Izier au nord et la Tille allant au moulin à l'ouest.
5. Grandes Charmes et Margelet
6. Grande prairie du bas et Essarts Rouges
7. Le moulin et le Grand Essart.

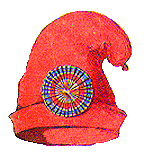
Bonnet phrygien ou bonnet de la liberté.

Le dimanche 20 mars 1791, les maires de Genlis, Magny-sur-Tille, Cessey et Marliens se réunissent à Genlis dans la maison commune pour enseigner aux élèves de ces communes les droits de l'homme et du citoyen et les articles de la constitution : « Après le plus scrupuleux examen qui a été fait desdits enfants en présence des officiers desdites municipalités, le premier prix est échu à Joseph Berthaut, âgé d'environ 12 ans, fils du sieur Jacques Berthaut, maire de Genlis, le second est échu à Étienne Douzay, âgé d'environ 14 ans, fils de Claude Douzay, citoyen à Magny, et le troisième est échu à Jean Jacquelin, âgé d'environ 13 ans, fils de Claude Jacquelin, citoyen à Marliens, lesquels ont été décorés de chacun un bouquet qui leur a été donné par M. Berthaut, maire de Genlis, en attendant le prix qui doit leur être délivré par l'administration ». Joseph Berthaut est probablement le père du Général Berthaut, né à Genlis en 1817.
Le 3 décembre 1792 est créé un poste d'officier d'État civil qui devra consigner naissance, mariage et décès. Le citoyen Fresne, curé de Genlis, remet à la municipalité les registres paroissiaux nouveaux et anciens, depuis 1672 à 1792. La première élection de la municipalité eut lieu le Décadi, 30 Germinal An III. Edme Gouget fut élu maire. Le 6 février 1793 fut établi un procès-verbal de la municipalité de Genlis concernant le meunier qui était dans l'usage de prendre la 20e partie d'une mesure de blé ou autre grain que l'on conduisait à son moulin. La municipalité estime que la 20e partie d'une mesure de grain quelconque évaluée en monnaie courante, vu la suppression de la banalité, peut être portée à la somme de 3 sous. L'année 1794 voit, entre autres dépenses, celles de la destruction des armes féodales (pour 30 livres) et celles des emblèmes religieux, y compris le remplacement du bonnet de la liberté (le bonnet phrygien) au lieu de la croix au clocher (pour 103 livres).
La fertilité de la plaine vient de l'assainissement des marais des Tilles au XVIIe siècle (1612-1666).

## Politique et administration

### Administration municipale
| Période                                  | Période      | Identité         | Étiquette | Qualité                                          |
| ---------------------------------------- | ------------ | ---------------- | --------- | ------------------------------------------------ |
| 1790                                     | 1791         | Nicolas Martin   | -         | maire élu par le 1er conseil municipal           |
| 1791                                     |              | Jacques Berthaut | -         |                                                  |
| An III (1795)                            |              | Edme Gouget      | -         | 1er maire élu de Genlis                          |
| 1815                                     | 1821         | Pierre Mairet    | -         | -                                                |
|                                          |              |                  |           |                                                  |
| 1843                                     | 1846         | Pierre Mairet    | -         | -                                                |
|                                          |              |                  |           |                                                  |
| 1954                                     |              | André Patouillet | -         | -                                                |
|                                          |              |                  |           | -                                                |
| 1971                                     | janvier 2003 | Paul Orssaud     | PRG       | Conseiller général                               |
| janvier 2003                             | mars 2014    | Noël Bernard     | PRG       | Conseiller général                               |
| mars 2014                                | mai 2020     | Vincent Dancourt | DVD       |                                                  |
| mai 2020                                 | En cours     | Martial Mathiron | DVG       | Enseignant, conseiller départemental depuis 2021 |
| Les données manquantes sont à compléter. |              |                  |           |                                                  |

### Jumelages
Deux villes européennes sont jumelées avec Genlis :
- Sprendlingen (Allemagne), depuis le 13 juin 1964
- Bogdăneşti (Roumanie), depuis 1989

La ville est également jumelée avec la 9ème compagnie de l'école de gendarmerie de Dijon depuis le 18 décembre 2020.

## Population et société

### Démographie
L'évolution du nombre d'habitants est connue à travers les recensements de la population effectués dans la commune depuis 1793. Pour les communes de moins de 10 000 habitants, une enquête de recensement portant sur toute la population est réalisée tous les cinq ans, les populations de référence des années intermédiaires étant quant à elles estimées par interpolation ou extrapolation. Pour la commune, le premier recensement exhaustif entrant dans le cadre du nouveau dispositif a été réalisé en 2005.

En 2022, la commune comptait 5 125 habitants, en évolution de −4,21 % par rapport à 2016 (Côte-d'Or : +0,82 %, France hors Mayotte : +2,11 %).
| 1793 | 1800 | 1806 | 1821 | 1831 | 1836 | 1841 | 1846  | 1851  |
| ---- | ---- | ---- | ---- | ---- | ---- | ---- | ----- | ----- |
| 858  | 744  | 766  | 900  | 969  | 942  | 952  | 1 057 | 1 087 |

| 1856  | 1861  | 1866  | 1872  | 1876  | 1881  | 1886  | 1891  | 1896  |
| ----- | ----- | ----- | ----- | ----- | ----- | ----- | ----- | ----- |
| 1 189 | 1 212 | 1 182 | 1 160 | 1 086 | 1 131 | 1 145 | 1 084 | 1 100 |

| 1901  | 1906  | 1911  | 1921  | 1926  | 1931  | 1936  | 1946  | 1954  |
| ----- | ----- | ----- | ----- | ----- | ----- | ----- | ----- | ----- |
| 1 144 | 1 163 | 1 098 | 1 095 | 1 176 | 1 276 | 1 350 | 1 389 | 1 603 |

| 1962  | 1968  | 1975  | 1982  | 1990  | 1999  | 2005  | 2006  | 2010  |
| ----- | ----- | ----- | ----- | ----- | ----- | ----- | ----- | ----- |
| 2 264 | 3 219 | 4 129 | 4 936 | 5 241 | 5 257 | 5 325 | 5 434 | 5 613 |

| 2015  | 2020  | 2022  | - | - | - | - | - | - |
| ----- | ----- | ----- | - | - | - | - | - | - |
| 5 342 | 5 190 | 5 125 | - | - | - | - | - | - |

## Culture locale et patrimoine

### Lieux et monuments

#### Première église
Il ne reste que très peu de documents sur cette première église de Genlis. Fils de la Révolution française, le conseil municipal de Genlis décida par décret du 25 août 1792 de brûler les archives féodales au pied de l'arbre de la liberté. C'est donc grâce à des factures et des devis qu'Yves Pirat a reconstitué minutieusement la genèse de cette église. Nous savons qu'elle était, comme la présente église, du vocable de Saint-Martin.

##### Le bâtiment
Sans connaître les mesures précises de l'église, nous savons que la largeur de la voûte de la nef correspondait à la largeur de l'église. Il n'existait donc pas de collatéraux, où ils étaient symboliquement marqués par les bancs et les chaises. Le style de l'église n'est même pas connu. Des informations contradictoires ne permettent pas d'établir si elle était de style roman ou gothique. Son siècle probable de construction, probablement au XIIe siècle, ne nous permet pas non plus de trancher. L'église était probablement en pierres et en briques, mais rien ne nous renseigne sur l'agencement de ces deux matériaux. Le cimetière primitif entourait cette église.

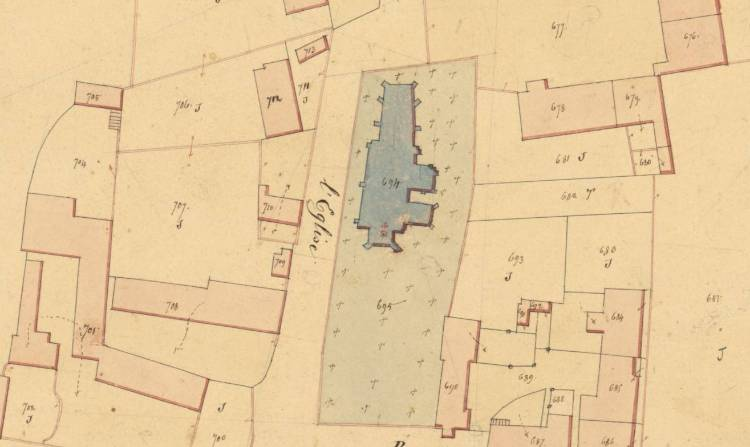
La première église de Genlis.

##### Clocher et chapelles
Il n'y aucune mention du clocher, mais certaines indications laissent penser qu'il surplombait la porte d'entrée de l'église. Il était flanqué de quatre contreforts saillants, un à chaque angle.
Ce qu'il y a de certain, c'est qu'il existait deux chapelles, celle de Saint-Antoine et celle de Saint-Claude, sur le flanc méridional de cette église, additions hors d'œuvre, mais pas vraiment datable avec précision.
La première chapelle, dite de Saint-Antoine, est connue par un acte du 11 février 1367 dans lequel Guillaume de Vergy consent à la fondation que se propose de faire quelques particuliers d'une chapellenie à l'église de Genlis. Cette chapelle est dotée de 17 journaux de terres et 17 soitures de prés. Le 24 septembre 1668, l’évêque de Dijon, en visite à Genlis, constate que « la chapelle Saint-Antoine, bien qu'en bon état [...] avait un autel sacré qui n'était pas orné, et que le chapelain, à la nomination des dames veuves des Sieurs Jacques et Nicolas Valon [reconstructeurs de la chapelle], de Dijon, est M. Valon, clerc du diocèse de Langres, qui dit une messe par semaine ». Le 27 septembre 1716, soit presque cinquante ans plus tard, François Maudot, évêque-comte de Chalon-sur-Saône, en visite paroissiale, constate que « Molle, demeurant à Auxonne, est chapelain de la chapelle Saint-Antoine, chargée de soixante messes par an, mais on n'y dit plus la messe depuis longtemps. Cette chapelle tombe en ruine, la voûte est fendue et il n'y a plus de mobilier ».

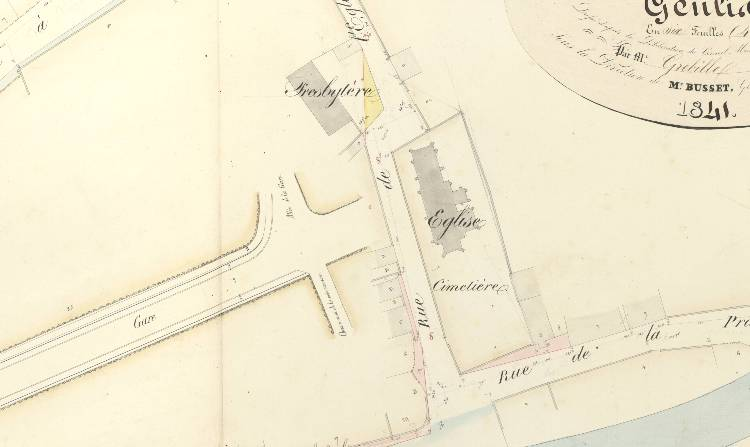
La première église de Genlis, le cimetière et le presbytère.

La deuxième chapelle, dite de Saint-Claude, date peut-être du XVIe siècle et est à la nomination du seigneur. En 1668, l'évêque de Chalon-sur-Saône, la trouve en très mauvais état. Le chapelain s'appelle Jacques Beuvron, clerc du diocèse de Langres, qui ne dit qu'une messe par semaine. La chapelle est en désordre et l'autel mal orné. En 1716, le chapelain est l'archidiacre de La Loyère, clerc du diocèse de Langres, et le seigneur n'y fait célébrer aucune messe. La dime de cette chapelle est de 550 livres en 1789.

##### Inhumations
Plusieurs seigneurs se sont fait inhumer dans l'ancienne église de Genlis. On retrouve :
1. Antoine-Denis Valon, conseiller au Parlement de Bourgogne, mort à Dijon le 24 avril 1686.
2. Claude-Bernard Valon, mort à Genlis le 16 septembre 1694, tous les deux seigneurs de Genlis et Huchey en partie.
3. Richard Fyot, 3e marquis de Mimeure, mort à Genlis le 14 mai 1758. Son cœur est enterré dans le caveau familial dans l'église Saint-Étienne de Dijon.
4. Claude-Philibert Fyot, 5e marquis de Mimeure, mort à Dijon le 6 février 1846.
5. La fille d'Antoine Valon est également enterrée près du chœur.
6. Le cœur d’Émilien Valon enterré le 23 septembre 1697.

##### Épitaphes
On y retrouvait aussi les épitaphes des personnages suivants :
1. Jehan de Mailly, écuyer, seigneur de Premières, inhumé en 1458.
2. Pierre de Prissey, écuyer, inhumé en 1460.
3. Jacques Bizot, médecin et procureur de Genlis en 1670, mort à Genlis le 13 mars 1700.

##### Cloches
La première église de Genlis eut trois cloches à travers les siècles. La première cloche apparue dans les textes date de 1500. Elle fut fondue en 1704 pour en faire une autre. La deuxième date de 1751 et elle fut donnée par le seigneur de Genlis. La troisième cloche fut achetée en 1806 pour 3 800 francs. La même année, une petite cloche fêlée de 200 à 250 kg fut vendue pour acheter une horloge. La troisième, grosse de 979 kg, fut fondue en 1899.

##### Dîme
Elle était à la présentation du Grand Prieur de Saint-Vivant-sous-Vergy qui nommait, depuis le XIIe siècle aux cures de Genlis et de Mailly. Elle était d'une gerbe sur douze.

##### Menace de ruine
En mai 1756, on constate que l'église menace de s'écrouler. Le desservant écrit à l'intendant de Bourgogne, M. Joly de Fleury. On se doit de réparer la bévue d'un architecte qui fit "couper les tirants de la chapelle qui traversaient la nef" parce qu'ils [...] "faisaient mauvais effet". Ceci fragilisa le mur gouttereau septentrional, et par conséquent la nef et le clocher. Le devis estimatif de 1788 est 3 900 livres. Mais le paiement entraine des problèmes car le devis est dépassé. Malgré les réparations de 1788, le culte est proclamé dangereux le 5 août 1841 à cause du mauvais état de l'église. On célèbre le culte dans une salle au-dessus du magasin des pompes de la halle.

##### Pauvreté de l'église
Le 6 mai 1838, on remarque la pauvreté de l'église : on y trouve un mauvais ostensoir en cuivre argenté couvert de vert-de-gris, il n'y a ni ciboire, ni croix pastorale, ni linge pour la sacristie, ni aube.

##### Démolition de la première église
En 1840, les rythmes de réparations s'accélèrent. On prévoit 36 000 francs pour les réparations. Dès 1844, on pense à en construire une nouvelle. Deux clans se forment : celui qui veut une belle église, symbole de la ville et un autre qui souhaite une église simple et peu couteuse. En 1849, la vieille église est démolie et cause la mort d'un ouvrier, Pierre Mazoyer, âgé de 43 ans.

#### Deuxième église Saint-Martin
Le conseil municipal décide de construire une église pour 1 200 personnes (pour une population de 1 000 habitants). On prévoit pour cela une somme de 60 000 francs.

##### Les trois projets

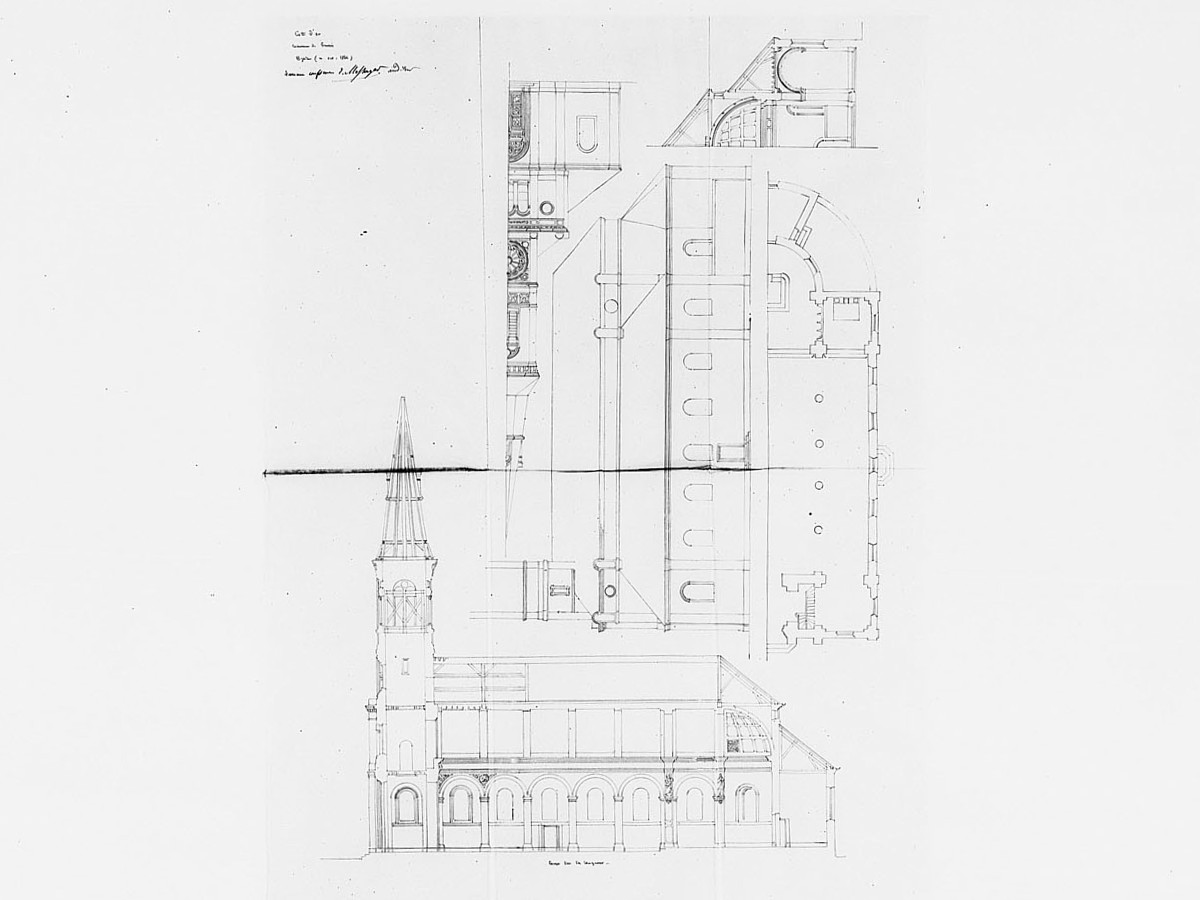
Plan de la deuxième église de Genlis par l'architecte Auguste Sirodot.

Trois projets sont donc proposés et ils sont examinés le 15 juin 1844 par le conseil municipal et l'évêque de Dijon.
Le premier projet est vite écarté par l'évêque de Dijon qui trouve que l'église est placée trop près de la route, les bruits et la poussière pouvant déranger l'exercice du culte. Le deuxième projet est également remisé car le presbytère devait être détruit pour laisser la place suffisante autour de l'église pour les processions. Le troisième projet est celui qui est retenu : l'église se trouve à 24 mètres de la route, évitant ainsi les nuisances, et le chœur touche les premières chambres du presbytère.
Le coût de l'église revient à 76 117 francs et 92 centimes. En tout, la somme de 95 000 francs - un nouveau presbytère finalement inclus - est nécessaire pour entreprendre les travaux.

##### Réunion des fonds
Le conseil va commencer une campagne de réunion des fonds pour permettre la construction de la nouvelle église. Ainsi, les mesures suivantes sont prises :
- amodiation des droits de pêche et de chasse ;
- vente des terrains communaux ;
- rejet des dépenses supplémentaires ;
- vente des matériaux de l'ancienne église ;
- vente de 136 peupliers se trouvant sur la route menant à Labergement ;
- augmentation des redevances diverses dont celle des pâtis communaux ;
- décision de vendre une rente sur l'État que possède la commune ;
- emprunt de 18 000 francs à 5 %, par autorisation du 28 mai 1846.

La commune, néanmoins, reçoit une lettre préfectorale du 21 décembre 1849 lui soulignant que ses ressources sont insuffisantes...

##### Construction

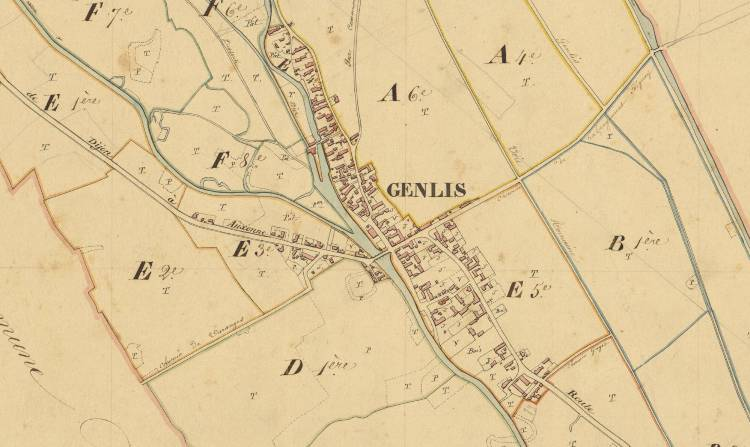
Genlis en 1843.

La construction de l'église est adjugée à Dijon le 8 août 1846 aux entrepreneurs Rémy Billiette et Antoine Guigre pour la somme de 65 476 francs et 54 centimes. La première pierre est posée le 25 avril 1847 à 13 heures. Mais d'abord, une plaque de cuivre est scellée avant la pose de la première pierre :

« Cette église a été édifiée en l'an de grâce 1847, sous le règne de Louis-Philippe Ier et le pontificat de Pie IX, durant l'administration de M. Nau de Champlouis, préfet de la Cote-d'Or, Mgr Rivet, étant évêque de Dijon et M. Bouzereau, curé de Genlis [suit la liste du conseil municipal] sur les plans de M. Auguste Sirodot, architecte à Dijon, par MM. Guigre et Billiette, entrepreneurs. »

##### Explosion du budget
Des 60 000 francs prévus du début, le budget de la construction de la nouvelle église ne cesse de grossir. Il atteint rapidement 74 880 francs et 56 centimes. Le 8 mai 1850 il est de 78 887 francs et 60 centimes dont 75 130 francs et 86 centimes pour la construction de l'église et 3 756 francs et 54 centimes pour les émoluments de l'architecte. Il reste néanmoins à payer 18 630 francs et 86 centimes aux entrepreneurs et 834 francs et 54 centimes à l'architecte.

##### Bénédiction
Le 12 novembre 1849, François Victor Rivet, évêque de Dijon, bénit la nouvelle église.

##### Mobilier
Il coûta 13 607 francs. Il consiste en des bancs et une chaire à prêcher pour 6 947 francs et deux petits autels latéraux pour 1 400 francs. Pour des raisons d'économie, l'ancien confessionnal est réemployé. Contre l'avis de l'architecte Sirodot, le conseil municipal fait restaurer l'ancien maître-autel.

##### Croix
La croix fut posée le 4 janvier 1848. Elle pèse 272 kilogrammes et 750 grammes.

##### Horloge
L'horloge fut installée le 22 octobre 1889. L'horloger de Genlis était payé 100 francs par an pour la remonter. Les réparations sont comprises dans le traitement de l'horloger.

##### Apparition de l'électricité
L'électricité est installée dans l'église le 20 mai 1927. Elle fut précédée par l'installation du paratonnerre le 10 juillet 1899.

##### Ornements
Quand la nouvelle église fut terminée, une série de tableaux et des sculptures donnés par de riches particuliers vinrent adornés les murs, se remarquent.
- Les tableaux
  - La Vierge visitant sainte Élisabeth de Loï. Il fut offert à la paroisse le 12 décembre 1853 par le Maréchal Vaillant en souvenir de son oncle, l'abbé Canquoin, qui était curé de Genlis.
  - Saint Michel terrassant le démon de Ponat d'après Raphaël, un autre cadeau du Maréchal Vaillant qu'il offrit en novembre 1863.
  - Notre Seigneur montrant ses plaies à saint Thomas, peut-être de l'école espagnole. Madame Guyon, née Patouillet, pensionnaire au théâtre français, fit don de ce tableau.
  - Notre Seigneur accompagné de saint Pierre et de saint Jean qui baisent les plaies de ses mains de Landelle, autre don de Madame Guyon.
  - Le crucifiement, toile anonyme du XVIe siècle (?)
- Les statues
  - le groupe La Trinité à la droite du maître-autel. C'est un groupe lapidaire trouvé le 1er février 1813 lors de l'extraction des matériaux des fondations de l'ancienne église.
  - le groupe La charité de saint Martin. C'est un monument historique, classé le 15 juin 1971, de la deuxième moitié du XVe siècle.

##### Orgues
Les orgues furent installés le 4 janvier 1857. Les fonds proviennent peut-être de la marquise de Mimeure, châtelaine de Genlis, née Anne Fromentier.

##### Cloches
Il y a cinq cloches dans la nouvelle église: un bourdon de 1 150 kg et trois cloches baptisées, Perrine Marie (650 kg), Julie Anatolie Alice (460 kg) et Paule (300 kg) et une cinquième cloche. Elles furent bénites en 1899.

#### Maison forte
Il existait à Genlis une maison forte qui se trouvait sur la rive droite de la Norges, près du pont. Plus précisément, elle était bâtie dans le champ en face de l'actuelle trésorerie, dans l'avenue de la Première-Armée-Française (la route de Varanges). Les travaux d'Hervé Mouillebouche nous permettent de mieux comprendre ce monument aujourd'hui disparu et oublié. M. Mouillebouche en décrit les vestiges de terre (aucune trace visible à l’œil ne subsiste) ainsi : "les photographies aériennes et les cadastres révèlent une petite enceinte carrée aux angles adoucis, mesurant 70 m de large à l'intérieur, et bordée sur trois côtés par deux fossés larges de 18 m. On distingue en outre sur différentes photographies, aux quatre angles de la plate-forme, quatre petits ronds reliés par des lignes plus sombres qui sont sans doute les traces d'une enceinte médiévale; et près du centre du carré, un cercle un peu plus épais, correspondant au pigeonnier.

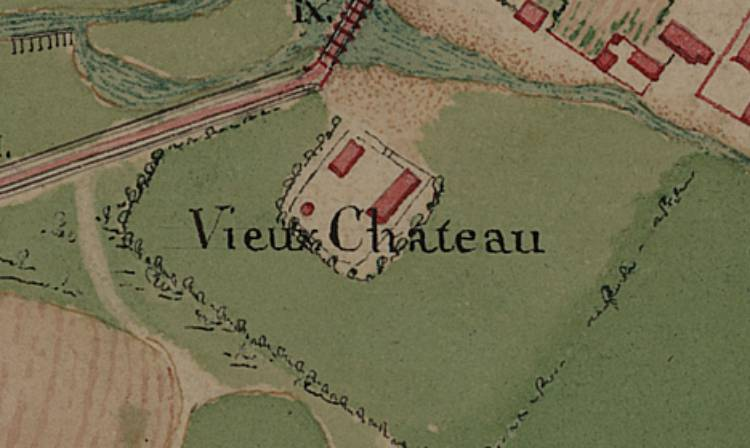
Carte montrant l'ancienne maison forte en 1759-1760.
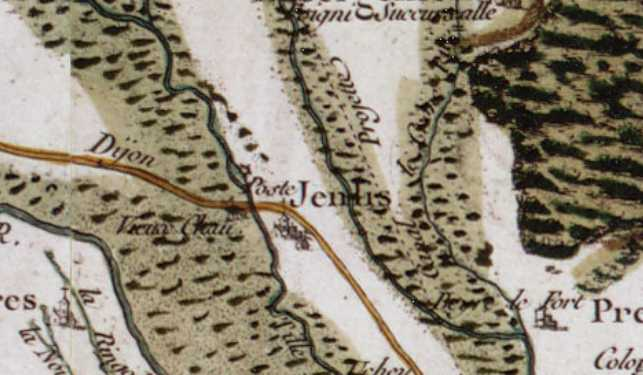
Carte de Cassini montrant la ville de « Jenlis » et le vieux château au XVIIIe siècle.
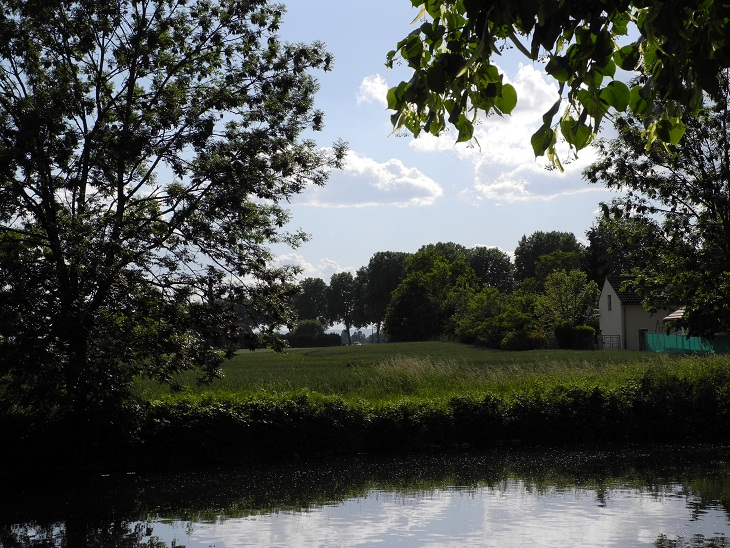
Emplacement de l'ancienne maison forte.
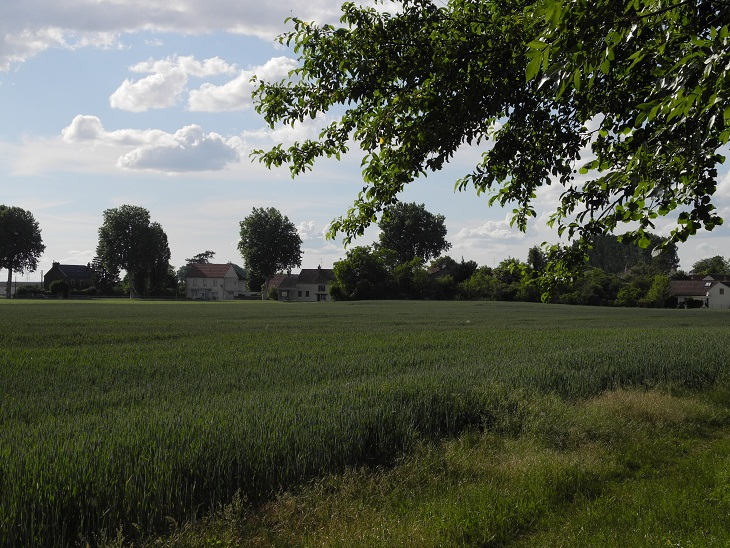
Autre vue de l'emplacement de l'ancienne maison forte.

Sur le terrain, la plate-forme est surélevée d'environ 1 m, et les fossés sont encore visibles par la couleur des remblais de sable qui les ont comblés; dans ces remblais, qui proviennent certainement de l'arasement de la plate-forme, on trouve des briques, des tuiles, de la céramique du début du XVIIe siècle".
Cette maison forte existait déjà au XIIIe siècle puisque Courtépée mentionne "la maison forte de Genley" lors de la donation de la seigneurie de Janly par P. de Mailly à Richard de Montmorot en 1289. En octobre 1469, on lit dans les actes qu'il y a un "chasteaul foussoïer".

#### Château de Genlis
L'abbé Courtépée le décrit ainsi dans sa Description générale et particulière du duché de Bourgogne: "beau château à la moderne, orné de jardins très-agréables". Modeste maison de campagne érigée par deux familles nobles bourguignonnes, le château de Genlis se situe au cœur de la ville. Sa construction se fit en deux étapes. Nicolas Valon, acquéreur de la seigneurie de Janly sur la famille de Nagu en 1670, entreprend la construction du château dès 1680. Il ne complète que le premier étage. La famille Fyot, successeur des Valon à Genlis, le termine vers 1742.

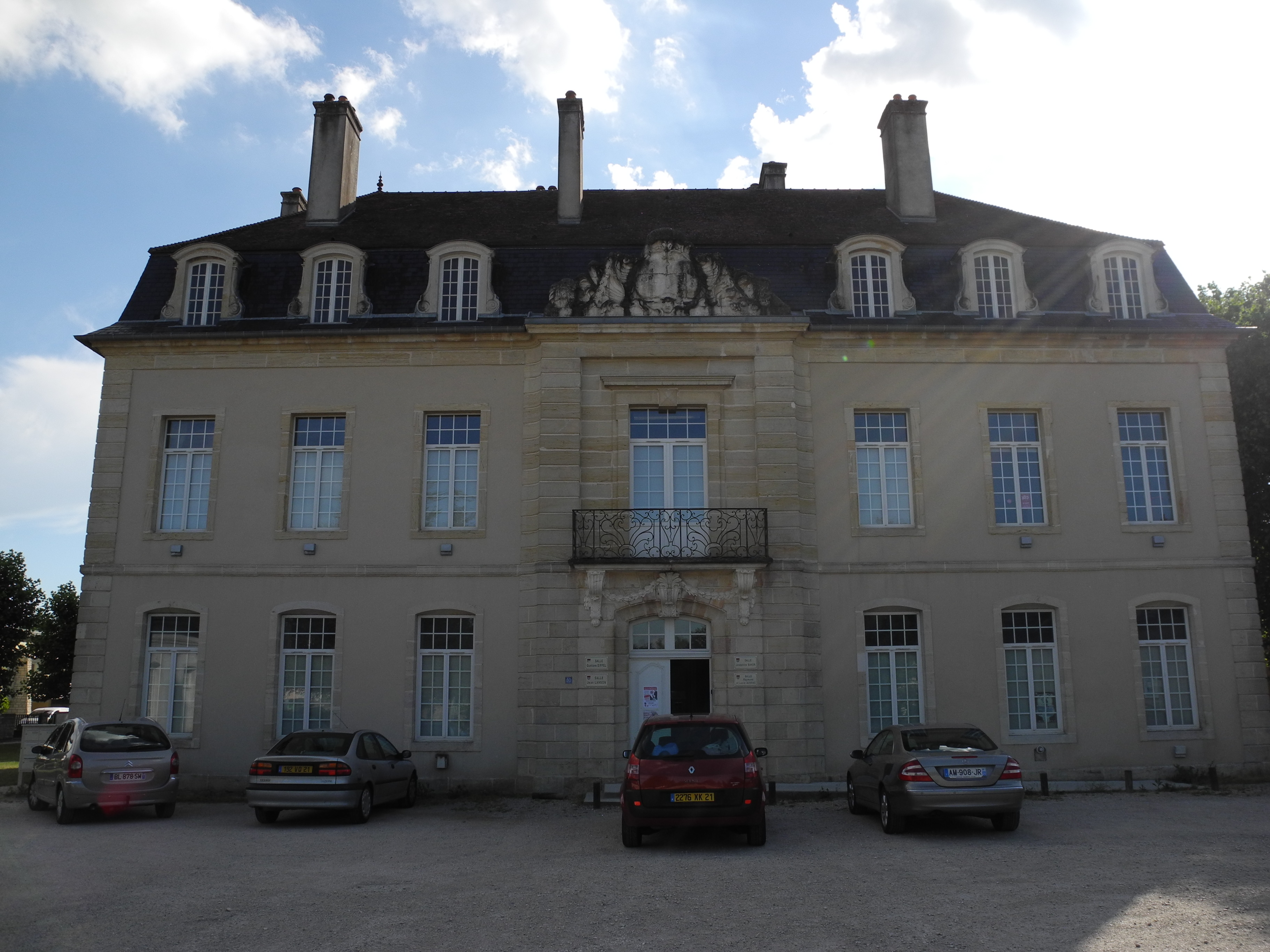
Façade est du château.
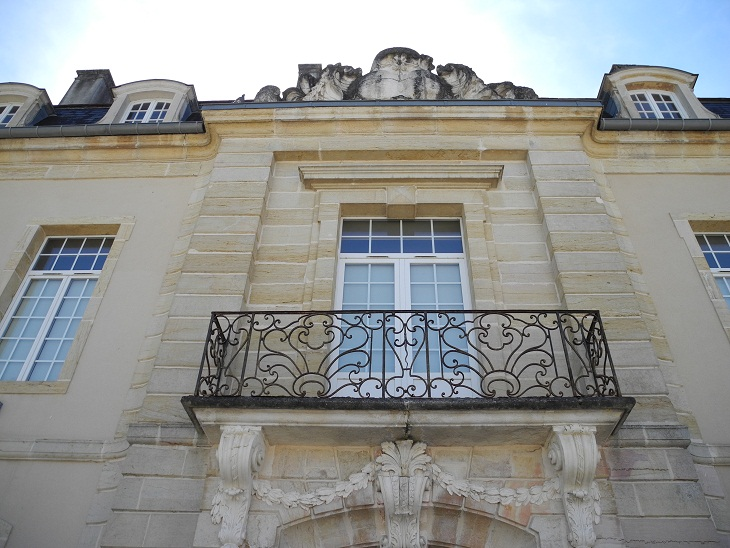
Balcon de la façade est du château.
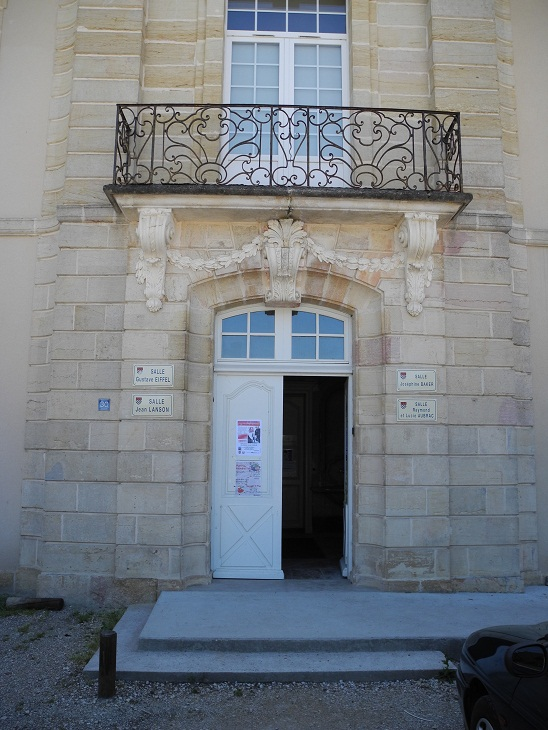
Porte d'entrée du château, sur la façade est.
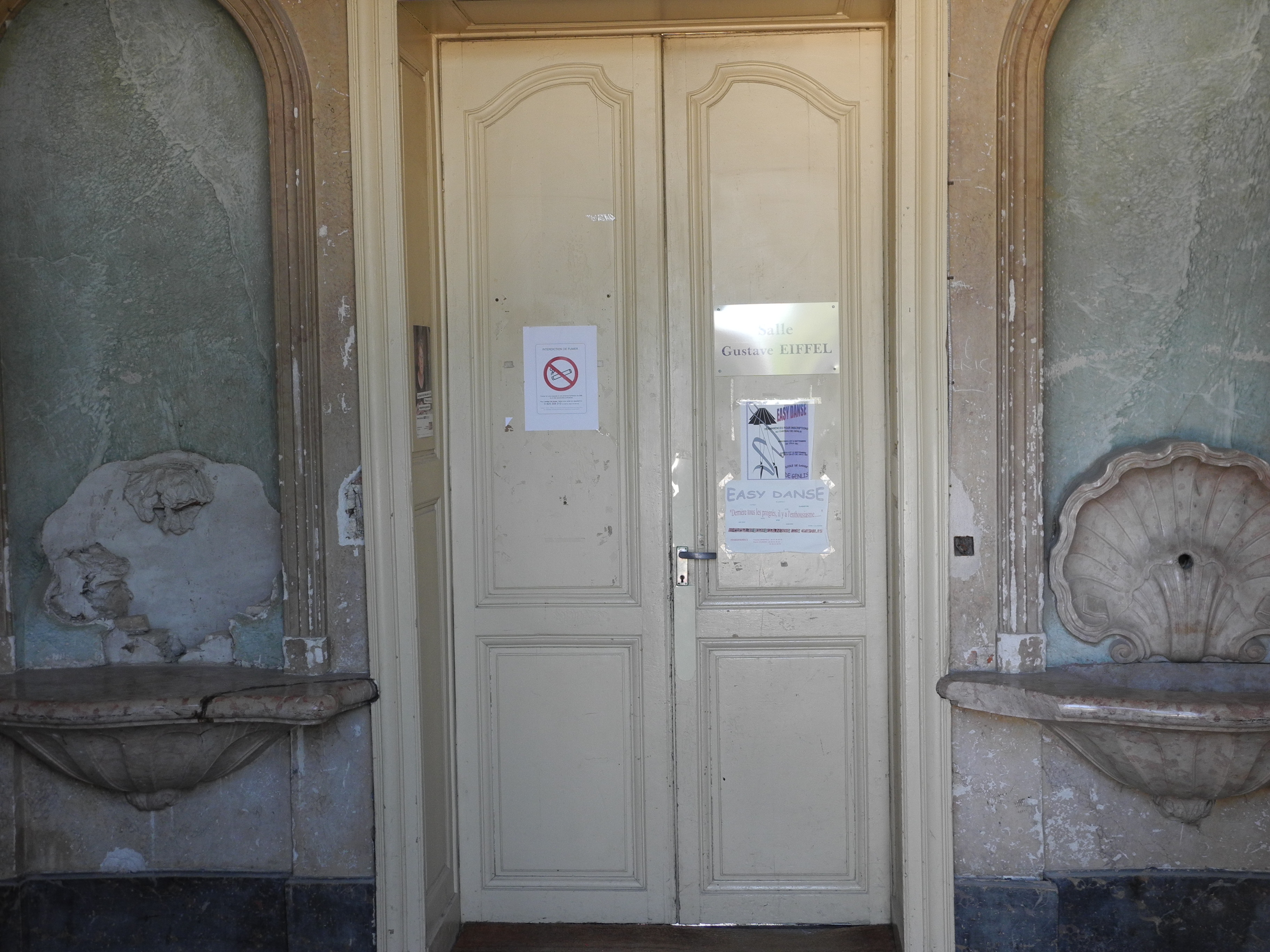
Entrée du château.
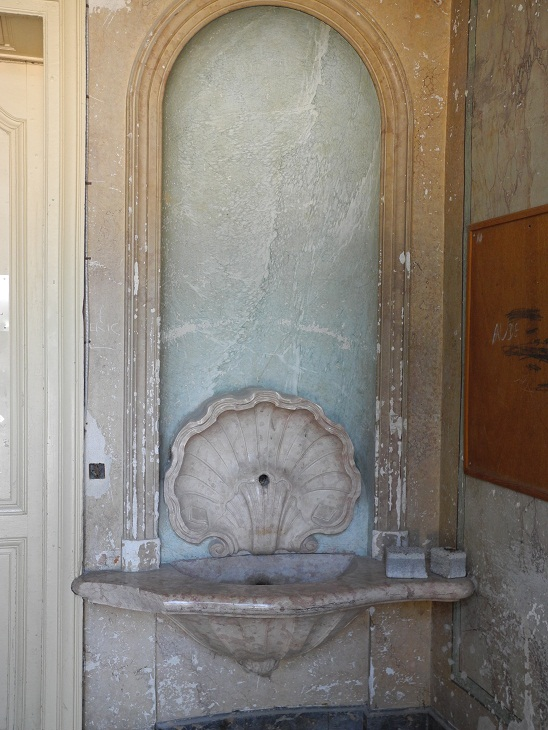
Une des deux fontaines se trouvant dans l'entrée du château.
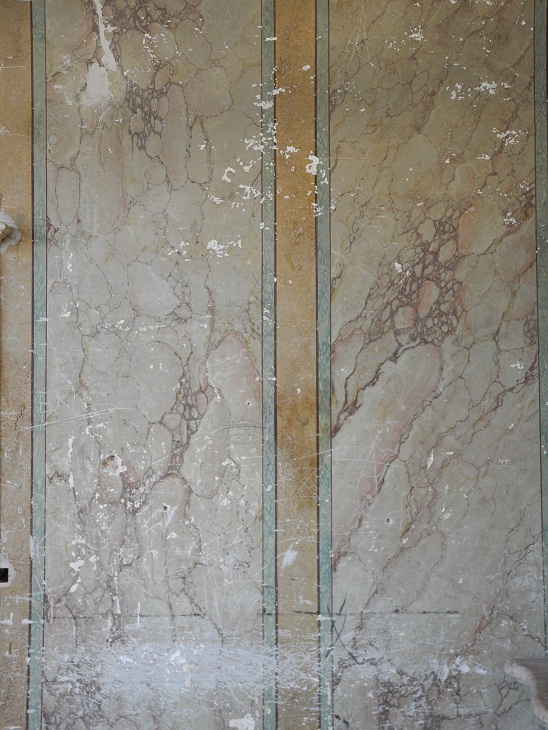
Détail du décor intérieur en stuc.
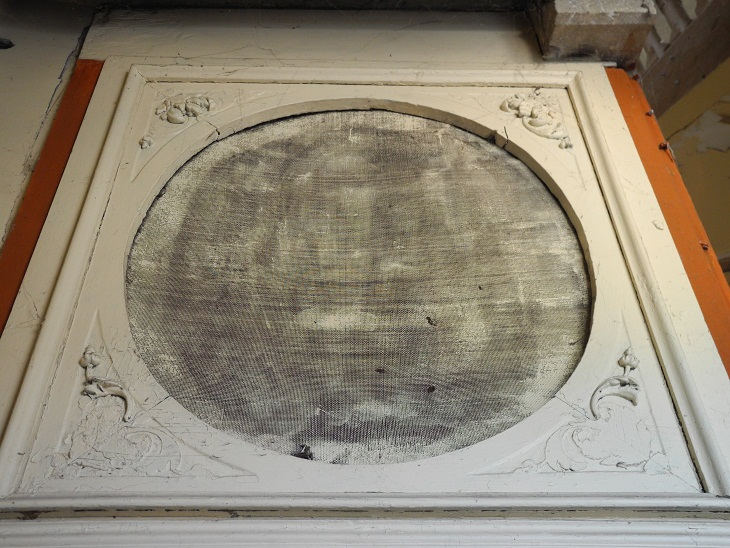
Boiseries de dessus de porte privées de leur tableau.
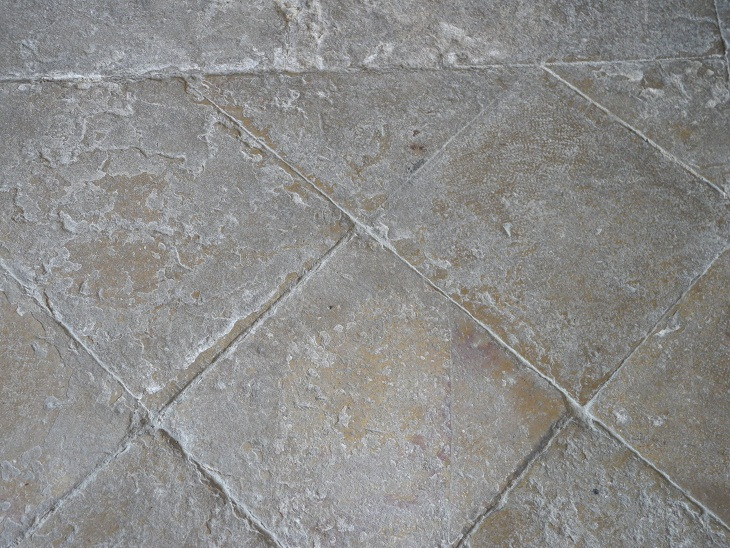
Détail des carreaux du sol de l'entrée du château.
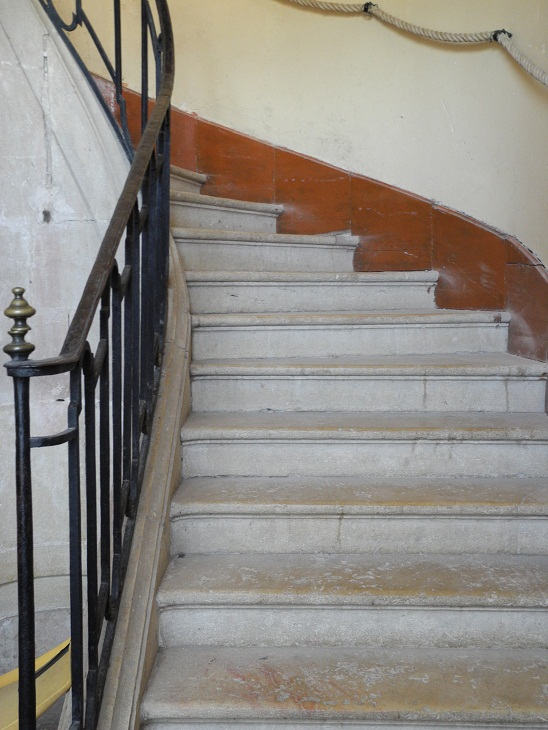
Montée de l'escalier menant aux étages.
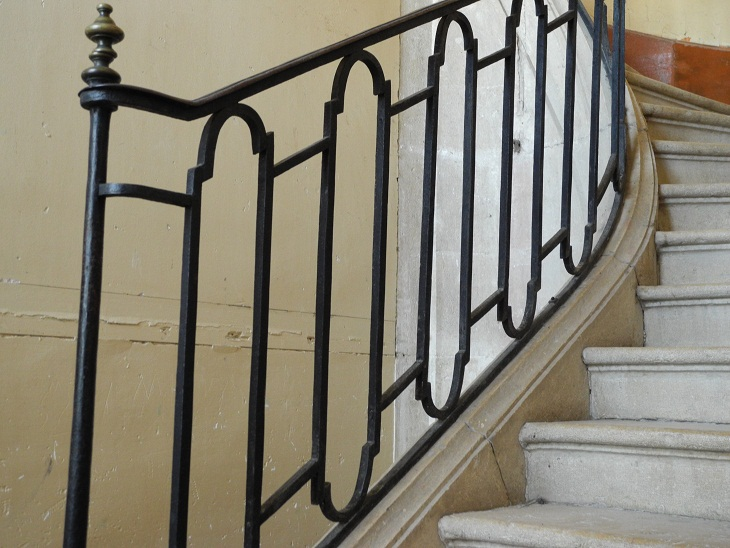
Rampe en fer forgé de l'escalier.
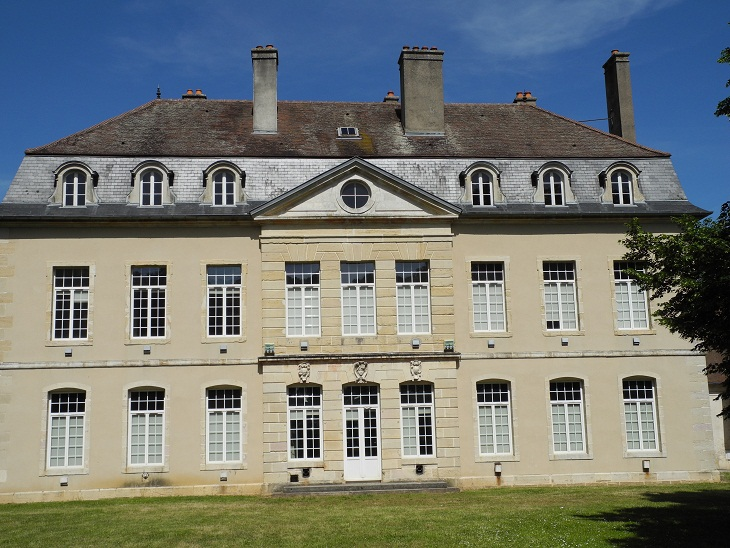
Façade ouest du château, côté jardin.
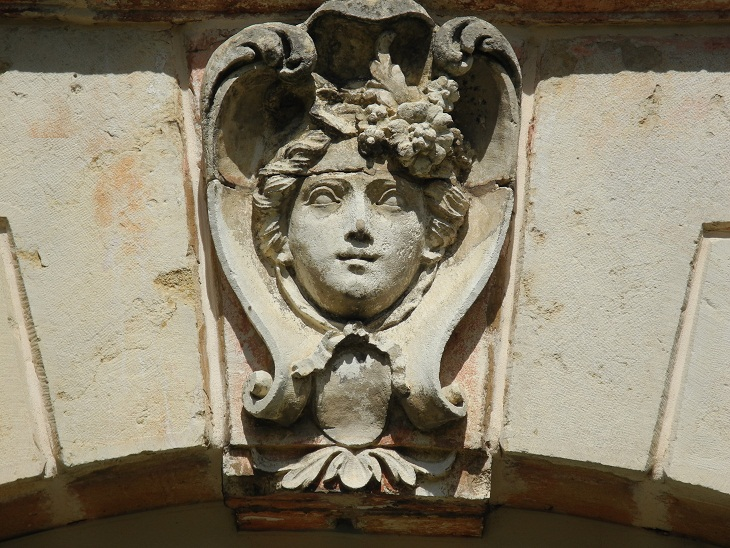
Figure sculptée sur la façade ouest du château.
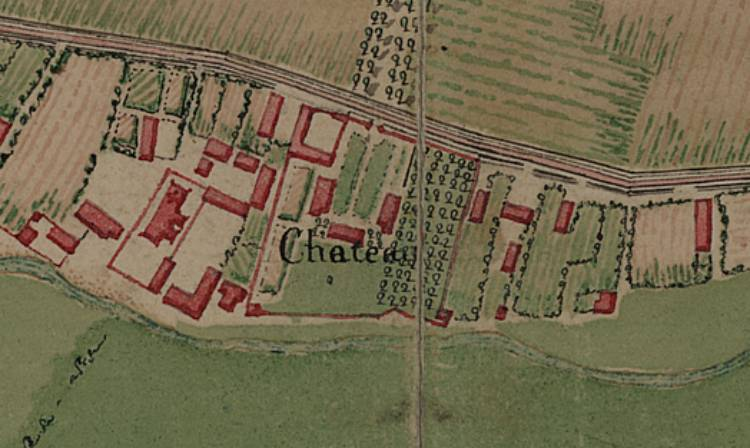
Vue du château de Genlis en 1759-1760.

Du temps de la splendeur du château, de nombreuses œuvres d'art le décoraient dont une "Rencontre de Diane et de Vénus" par l'artiste langrois Jean Tassel. Cette huile sur toile, aujourd'hui malheureusement disparue, faisait 1,16 m de hauteur pour 1,84 m de largeur. En 1792, François Devosge localise le tableau au château de Genlis comme faisant partie de la collection particulière de Claude-Philibert-Marie-Casimir Fyot, marquis de Mimeure et seigneur de Genlis et de Vaugimois, (1763†1846), qui émigra à la Révolution. Devosge décrit le tableau ainsi : "un tableau du pinceau de Tasset, composé de douze figures. Sur le premier plan, à l'angle gauche se voy Vénus sortie de son chard, qui présente à une des nimphes de Diane deux enfants ailés, un desquels est l'Amour tenant son arc. La Nimphe est dans l'expression de parler à Vénus, tandis que Diane arrive un dard à la main, suivie de ses nimphes qui sortent du bois. Très bon tableau sur toile malheureusement mutilé. De 3 pieds 7 pouces sur 5 pieds 8 pouces de large. Vieille bordure sculptée et dorée, très mutilée".
Petit historique du château de Genlis
Le château de Genlis peut être vu depuis la route départementale. Sa forme actuelle est due aux nombreux remaniements et modifications qu'il a subi depuis le début de sa construction en 1680. En effet, il a perdu sa grande grille d'entrée en fer forgé, anciennement dorée, et la cour a été transformée en parking où le bitume remplace les jardins et les massifs fleuris. Ces modifications ont été apportées depuis 1970, année pendant laquelle la commune s’en est portée acquéreur. Les salles du château ont alors été transformées pour servir les besoins de la ville, notamment pour accueillir les différentes associations genlissiennes.
Le parc arboré, situé derrière la bâtisse, a aussi été morcelé : une partie a servi à la construction de pavillons et une autre a permis de construire en 1976 le Foyer Logement pour personnes âgées. La seule partie qui reste intacte, quoique modifiée, est le parc actuel qui est délimité par la rivière la Norge. Les dépendances principales du château ont également été transformées : l'une sert de salle de sport pour le club de lutte, et l'autre abrite un hôpital de jour géré par celui de la Chartreuse depuis 1994. Depuis la réunion du domaine par les Valon dans la seconde partie du  XVIIe siècle, le château de Genlis s’est transmis sans interruption pendant plus de 350 ans.
La Seconde Guerre mondiale marque le déclin du château. Les Nazis, qui l'occupèrent entre 1940 et 1944, saccagèrent l’intérieur : des boiseries furent arrachées et brûlées, le mobilier pillé, des documents précieux disparaissent telles que les copies du marquis de Mimeure corrigées par Bossuet et la correspondance entre Jacques-Louis Valon et Talleyrand. Enfin, la construction de cabinets de toilettes dans le salon achève les dégradations des occupants nazis. À la fin de la Seconde Guerre mondiale, le château, fortement délabré, ne sera pas restauré. La propriété est alors vendue.
La commune de Genlis l'acquiert en 1970. Le château prend alors l'allure et les fonctions que l'on connaît aujourd’hui. Mais ce dernier fait marquant de l’histoire du château de Genlis a sa propre histoire ! Les archives relevant de la procédure d'expropriation exposent différents éléments sur le château telle que la parution de l'annonce de la vente de la propriété du château de Genlis dans le Dimanche Magazine du 21 janvier 1962. Ainsi apprend-on par voie de presse qu’a lieu une « vente sur saisie immobilière au plus offrant et dernier enchérisseur d'une propriété sise à Genlis, Côte d’Or, rue d'Auxonne, comprenant plusieurs corps de bâtiment, cour, parc et jardin potager ». Quelques années plus tard, en 1967, le 12 avril plus exactement, un certificat relatif à la déclaration d’utilité public de cette vente est établi : « le maire de la commune de Genlis certifie que l’arrêté préfectoral du 11 janvier 1967 relatif à la déclaration d'utilité publique pour l’acquisition de terrains bâtis et non bâtis nécessaire à la création d'une maison de retraite, a été publiée dans l'agglomération le 16 janvier 1967 à son de tambour, et affiché à la même date au placard municipal ».
Le site de la mairie de Genlis révèle des détails architecturaux précieux sur l'ancienne demeure et ses communs : « la propriété s’étend sur 19 462 mètres carrés. Le château actuel se situe à environ 70 mètres de la route. Il est bon état. Il mesure 25 mètres de long sur 11,50 mètres de large. Il possède deux étages avec un toit à la Mansard couvert de tuiles plates et d'ardoises. Il comprend au rez-de-chaussée deux grandes pièces, une salle à manger, une petite cuisine, un petit logement de trois pièces et une petite cave cimentée au-dessous. Le premier étage possède deux appartements, à plafond haut, en bon état notamment le plancher et les peintures. Le premier appartement comprend deux chambres, une salle à manger, une salle de bain équipée, une cuisine et des WC. L'autre logement est doté de trois pièces, d'une cuisine et de WC. Au deuxième étage, il y a un carrelage ancien en bon état. Il comprend aussi deux appartements : l'un de trois pièces avec une cuisine et l'autre de quatre pièces. Les étages sont desservis par un escalier en pierre avec une rampe en fer forgé jusqu’au premier étage, il est ensuite en carrelage avec le nez de marche en bois avec une rampe en bois jusqu'au deuxième étage puis au grenier. Ces détails sur l'escalier, et la différence dans sa confection, permettent de bien voir les deux phases de construction du château. Les anciens communs, composés de deux bâtiments, encadrent la cour d’honneur. Ils possèdent un rez-de-chaussée avec un grenier aux fenêtres mansardées. Ils sont bien conservés et la ville de Genlis a refait les toitures au cours des quinze dernières années. Le bâtiment de droite mesure 33 mètres de long sur 9,50 mètres de large. Les pièces du rez-de-chaussée sont vétustes ainsi que les pièces mansardées du grenier. À l'extrémité nord de ce bâtiment il y a deux logements de quatre pièces : l'un au rez-de-chaussée, l'autre à l'étage ayant un accès par un petit escalier extérieur en bois. Quant au bâtiment de gauche, il mesure 27 mètres de long sur 9 mètres de large. Il comprend un garage et des remises au rez-de-chaussée. Le plancher du grenier est en bon état. Le château possédait aussi d'autres annexes mais dans un piteux état : un poulailler de 125 mètres carrés environ établi dans une ancienne maison de jardinier, un clapier de 18 mètres carrés et une bergerie ».
Le parc du château avait la réputation d’être remarquable. Il était planté d'arbres et d'essence typique d’une demeure aristocratique raffinée : « en façade il était planté de sapins bleus, de thuyas et d'ifs. À l'arrière, il était orné de tilleuls, de platanes et de peupliers ». La propriété était  également limitée, en bordure de route, par un mur bas en pierre d'environ 47 mètres de long et fermé par un grand portail double en fer forgé.
Le site de la mairie donne d'autres informations sur le château qui a failli devenir la mairie de la ville : « en 1976, la commune fait construire le Foyer Logement sur une partie du parc. L'aménagement de la cour du château en parking a lieu en 1978. La salle de lutte, ou salle Didier Tosetto, ouvre ses portes en 1979, dans l'une des dépendances du château. Puis c'est au tour de la deuxième dépendance : les travaux de l’hôpital de jour y débutent en 1993 pour être en service l'année suivante. En 1996 et 1998, toutes les huisseries du château sont refaites : on passe du bois au nouveau matériau, le plastique ! Il ne faut pas oublier non plus les travaux de réfection de la toiture et un ravalement de façade complet pour donner au château la belle allure qu'on lui connaît aujourd’hui ».

#### Gare de Genlis
Pour avoir une description détaillée de la gare de Genlis, cliquez sur le lien ci-dessus.

### Personnalités liées à la commune
- Jean-Auguste Berthaut (1817-1881), ministre de la Guerre sous la IIIe République, est né le 29 mars 1817 à Genlis. Yves Pirat nous renseigne qu'il fut chargé d'organiser la Garde Mobile dans le Nord et l'Est en 1867. Il devient général de Division et ministre de la Guerre (1876-77). Il est Commandant du 18e Corps d'armée en 1879, puis Président du Conseil de Performance de l’École Supérieure de Guerre. Il est l'auteur de deux ouvrages: Marche et Combats (1877-79) et Principe de Stratégies (1881).
- Jean Charbonneaux (1895-1969), archéologue français, est né le 15 janvier 1895 à Genlis.

### Héraldique
| Blason de Genlis | Blason  | D'argent fretté de sable, au chef de gueules chargé de trois quintefeuilles d'or. |
| Blason de Genlis | Détails | Blason basé sur les armes des anciens seigneurs de Genlis qui portaient de gueules, fretté d'argent, au chef d'or chargé de trois quintefeuilles du champ. Le chef de gueules chargé de trois quintefeuilles d'or sont les armes de la puissante famille de Vergy, suzerains des seigneurs de Genlis. Adopté par délibération municipale du 29 janvier 1958. |